# 日本産スミレ属の一覧
スミレ属 (Viola ) は世界の温帯に約400種があり、日本にはすべて多年生の草本約50種があるとされている。この項は日本産のスミレ属を一覧にまとめたものである。世界陸地のわずか0.3％程度しか有さない狭い国土にもかかわらず(ただし、国土が少ない韓国は50種、台湾は30種以上のスミレがある。)、これほどまでの種と多様化が見られることから日本はスミレ王国と評されてもいる。

## 概要
類別及び配列は「いがりまさし『増補改訂 日本のスミレ』（増補改訂第2版3刷）山と渓谷社〈山渓ハンディ図鑑6〉、2008年7月1日。ISBN 978-4-635-07006-5。」を基本にし、適宜米倉浩司・梶田忠 (2003-) 「BG Plants 和名−学名インデックス」（YList）により補正した。
和名及び学名については米倉浩司・梶田忠 (2003-) 「BG Plants 和名−学名インデックス」（YList）を基本として、適宜他の文献により補足した。
正式な学名として記載されていないものについては、V. okinawensis K.Nakaj., nom. nud. のように裸名として nom. nud. の表記をした。

### 地上茎のあるスミレ
- キスミレ類及びキバナノコマノツメ類はいずれも花の色が黄色（まれに白色）[2][3]。
- シレトコスミレ類
- ツクシスミレ類
- ニョイスミレ類
- オオバタチツボスミレ類
- ウラジロスミレ類
- タチツボスミレ類
- イブキスミレ類（花期には地上茎がないが、花のあとに地上茎を出す[3]。）
- ニオイスミレ類（エゾノアオイスミレは地上茎がない[3]。）

### 地上茎のないスミレ
- スミレサイシン類
- ウスバスミレ類
- ミヤマスミレ類

## キスミレ類
日本には4種が知られている。

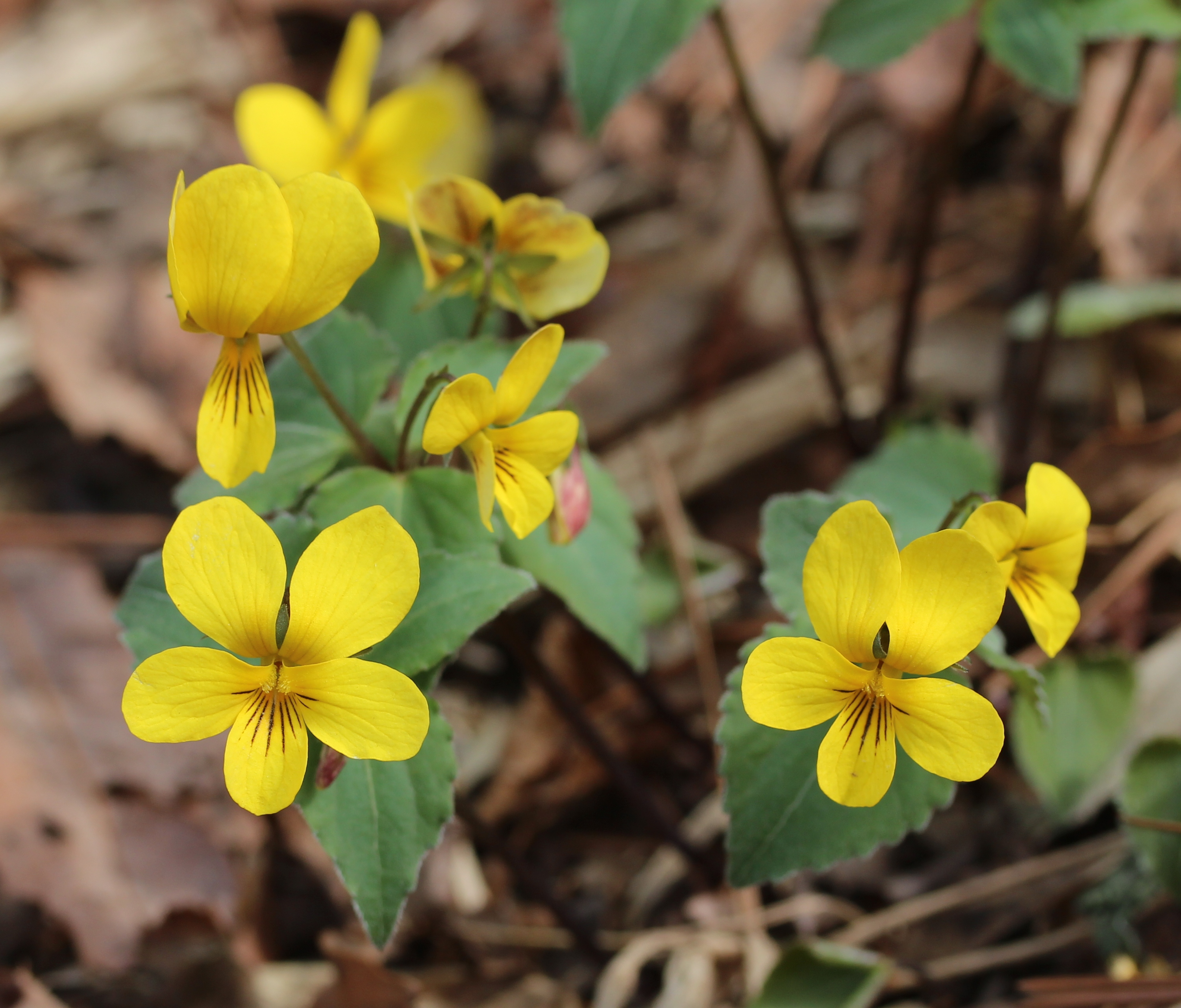
キスミレ (弓張山地・2013年3月)

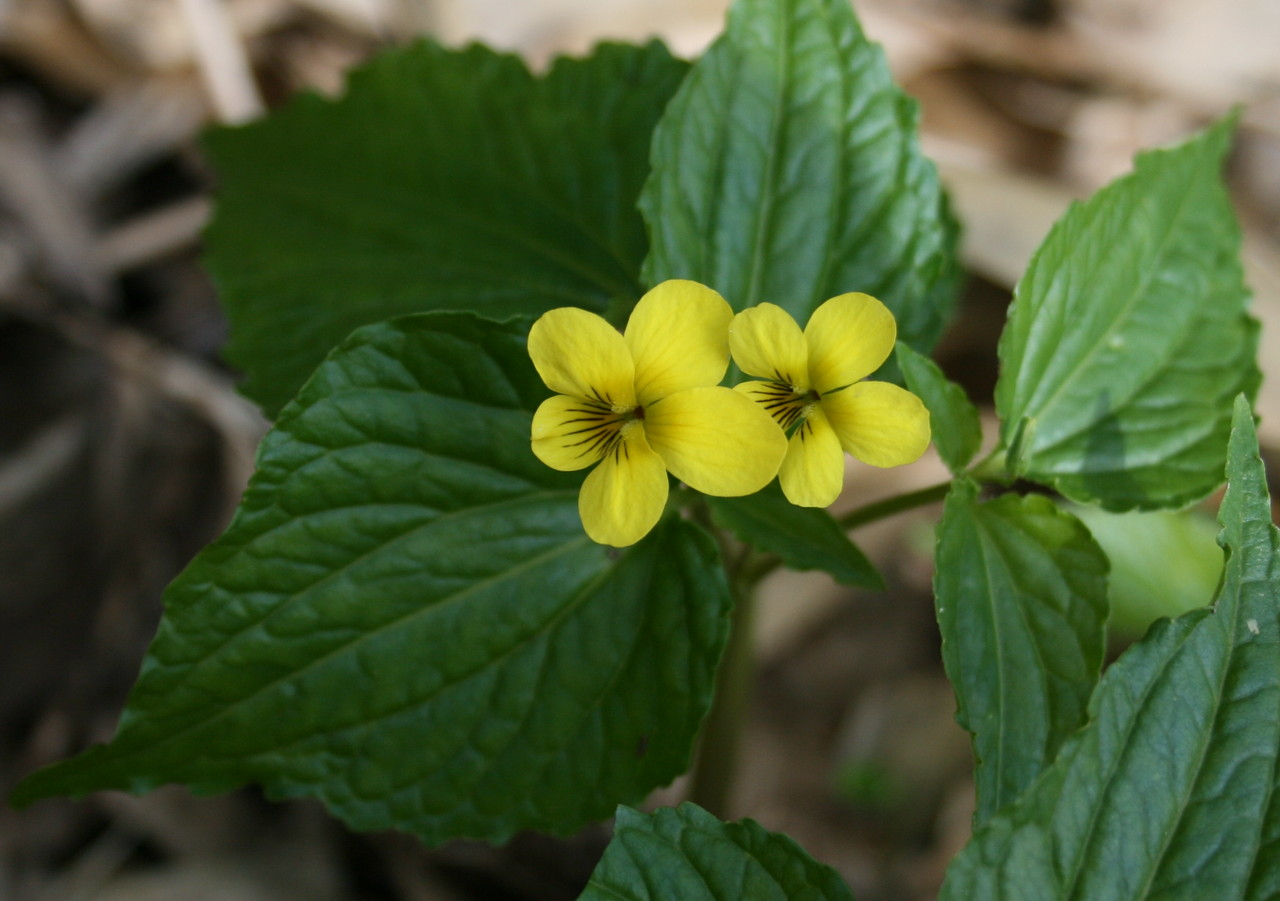
オオバキスミレ (三ノ峰・2009年6月)

- Viola orientalis (Maxim.) W. Becker ：キスミレ（黄菫[5]:別名イチゲスミレ[6][7]、イチゲキスミレ[5][6]）[6][7][8]

(synonym: V. xanthopetala Nakai)
V. orientalis (Maxim.) W.Becker f. laciniata (Taken.) F.Maek. ：ノコギリバキスミレ
- V. brevistipulata (Franch. et Sav.) W.Becker subsp. brevistipulata ：オオバキスミレ（大葉黄菫[11]）[12][13][14]

- 以下はオオバキスミレの品種

V. brevistipulata (Franch. et Sav.) W.Becker subsp. brevistipulata f. acuminata (Nakai) ：ミヤマキスミレ （深山黄菫）
(synonym:
V. brevistipulata (Franch. et Sav.) W.Becker var. acuminata Nakai,
V. flaviflora Nakai)
ミヤマキスミレはオオバキスミレの高山型である
『日本の野生植物 草本II離弁花類』(1999)、p.253 ではミヤマキスミレの学名をV. brevistipulata (Franch. et Sav.) W.Becker var. acuminata Nakaiとしている。
V. brevistipulata (Franch. et Sav.) W.Becker subsp. brevistipulata f. pubescens (Nakai) F.Maek. ：アラゲキスミレ
V. brevistipulata (Franch. et Sav.) W.Becker f. albescens Hama ：シロバナオオバキスミレ （白花大葉黄菫）
米倉浩司・梶田忠 (2003-) 「BG Plants 和名−学名インデックス」（YList）2012年11月23日閲覧。には収録されていない。
- 以下はオオバキスミレの変種

V. brevistipulata (Franch. et Sav.) W.Becker subsp. brevistipulata var. kishidae (Nakai) F.Maek. et T.Hashim. ：ナエバキスミレ （苗場黄菫）
(synonym:V. kishidae Nakai)
V. brevistipulata (Franch. et Sav.) W.Becker subsp. brevistipulata var. laciniata (H.Boissieu) W.Becker ：フギレオオバキスミレ （斑切大葉黄菫）
(synonym:
V. brevistipulata (Franch. et Sav.) W.Becker f. laciniata (H.Boissieu) F.Maek.,
V. laciniata (H.Boissieu) Koidz.)
フギレオオバキスミレに白花種が発見され、シロバナフギレオオバキスミレと呼ばれる。
V. brevistipulata (Franch. et Sav.) W.Becker subsp. brevistipulata var. ciliata M.Kikuchi ：フチゲオオバキスミレ （縁毛大葉黄菫：別名キタカミキスミレ）
(synonym:V. brevistipulata (Franch. et Sav.) W.Becker f. ciliata (M.Kikuchi) F.Maek.)
- 以下はオオバキスミレの亜種

V. brevistipulata (Franch. et Sav.) W.Becker subsp. minor (Nakai) F.Maek. et T.Hashim. ：ダイセンキスミレ （大山黄菫）
(synonym:V. brevistipulata (Franch. et Sav.) W.Becker var. minor Nakai)
『日本の野生植物 草本II離弁花類』(1999)、p.253 ではダイセンキスミレの学名にV. brevistipulata (Franch. et Sav.) W.Becker var. minor Nakai を採用している。
ダイセンキスミレがナエバキスミレと同一であるとする見解もある。
V. brevistipulata (Franch. et Sav.) W.Becker subsp. hidakana (Nakai) S. Watan. var. hidakana (Nakai) S.Watan. ：エゾキスミレ （蝦夷黄菫）
(synonym:V. hidakana Nakai)
- 以下はエゾキスミレの変種

V. brevistipulata (Franch. et Sav.) W.Becker subsp. hidakana (Nakai) S.Watan. var. incisa (S.Watan.) F.Maek. et T.Hashim. ：フギレキスミレ （斑切黄菫）
(synonym:V. brevistipulata (Franch. et Sav.) W.Becker subsp. hidakana (Nakai) S.Watan. f. incisa S.Watan.)
V. brevistipulata (Franch. et Sav.) W.Becker subsp. hidakana (Nakai) S.Watan. var. yezoana Toyok. ex H.Nakai, H.Igarashi et H.Ohashi ：ケエゾキスミレ （毛蝦夷黄菫）
- 以下はケエゾキスミレの品種

V. brevistipulata (Franch. et Sav.) W.Becker subsp. hidakana (Nakai) S. Watan. var. yezoana Toyok. ex H.Nakai, H.Igarashi et H.Ohashi f. parviflora S.Watan. ：コバナエゾキスミレ
V. brevistipulata (Franch. et Sav.) W.Becker subsp. hidakana (Nakai) S.Watan. var. yezoana Toyok. ex H.Nakai, H.Igarashi et H.Ohashi f. glabra S.Watan. ：トカチキスミレ （十勝黄菫）
- V. yubariana Nakai ：シソバキスミレ （紫蘇葉黄菫[47]）[48][49]

(synonym:V. brevistipulata (Franch. et Sav.) W.Becker var. crassifolia (Koidz.) F.Maek. ex S.Akiyama, H.Ohba et Tabuchi)
『日本の野生植物 草本II離弁花類』(1999)、p.253 ではシソバキスミレの学名にV. brevistipulata (Franch. et Sav.) W.Becker var. crassifolia (Koidz.) F.Maek. ex S.Akiyama, H.Ohba et Tabuchiを採用している。
環境省カテゴリーで絶滅危惧 IA類 (CR) となっている。
- V. alliariifolia Nakai ：ジンヨウキスミレ （腎葉黄菫[52]）[53][54]

(synonym:V. brevistipulata (Franch. et Sav.) W.Becker var. renifolia (Koidz.) F.Maek.)
いがりまさし (2008)、p.282 ではジンヨウキスミレの学名をV. alliariaefolia Nakaiとしている。
『日本の野生植物 草本II離弁花類』(1999)、p.253 でジンヨウキスミレの学名にV. brevistipulata (Franch. et Sav.) W.Becker var. renifolia (Koidz.) F.Maek.を採用している。
環境省カテゴリーで絶滅危惧 IB類 (EN) となっている。

## キバナノコマノツメ類

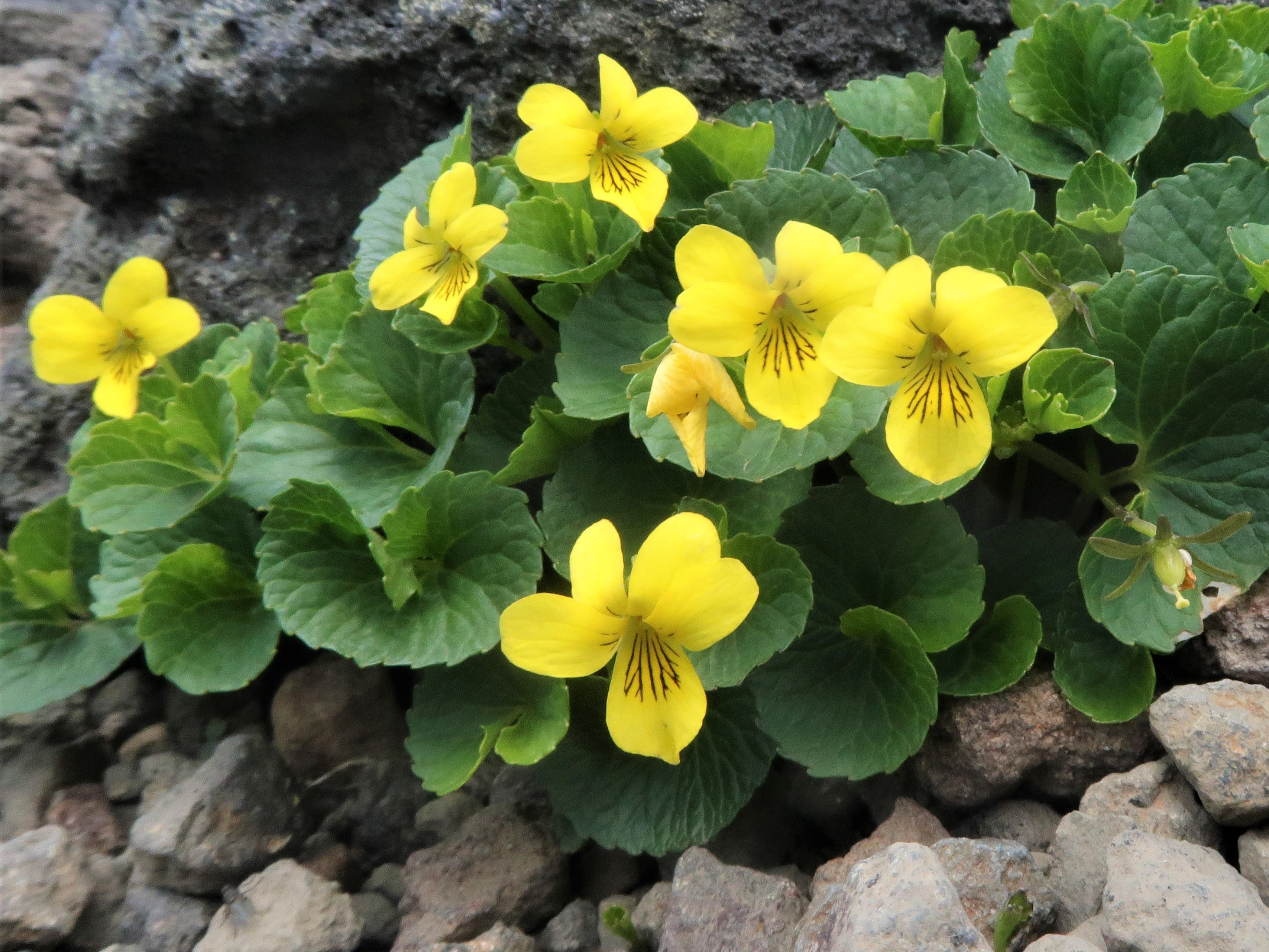
タカネスミレ

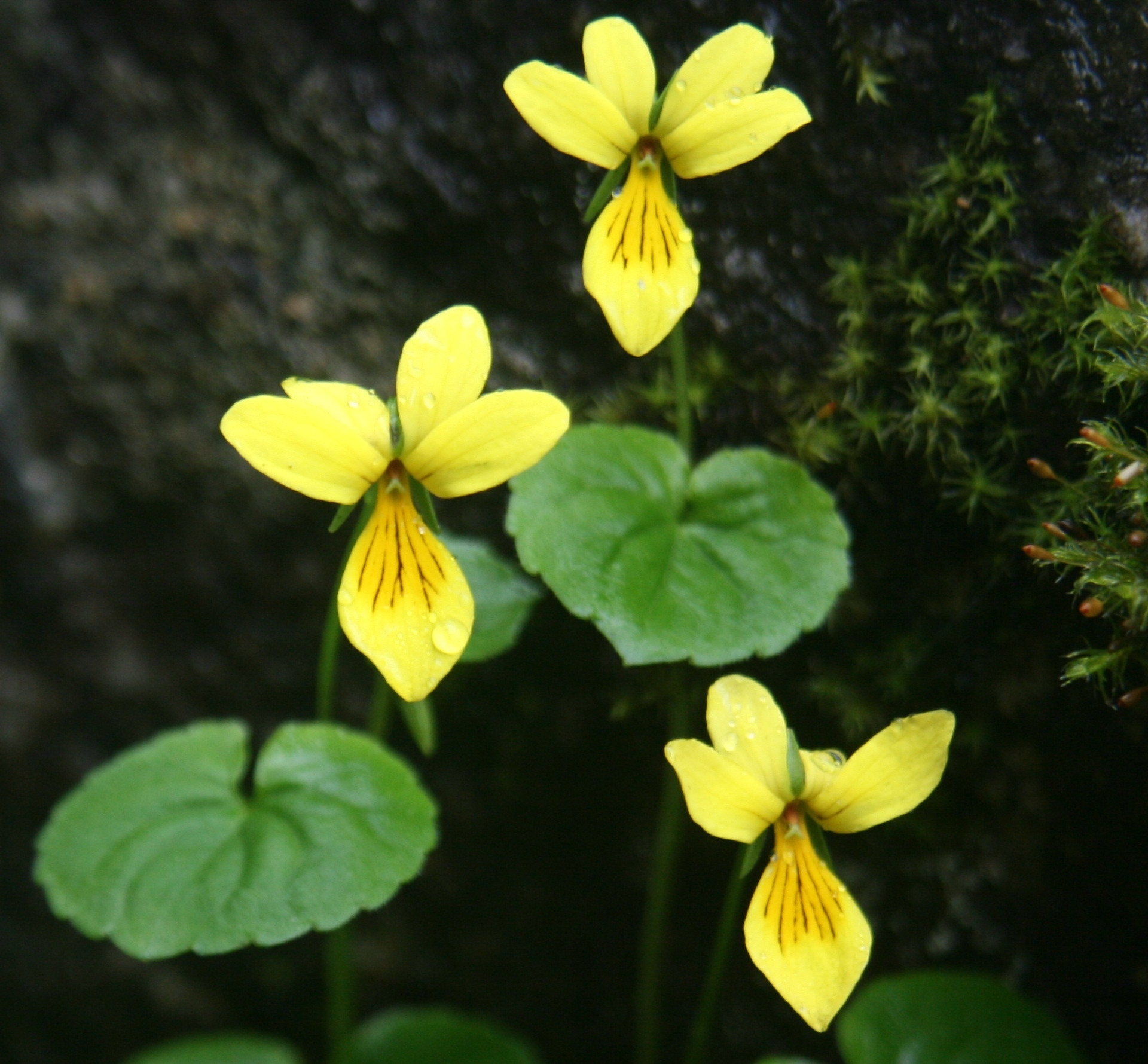
キバナノコマノツメ

日本には2種が知られている。キスミレ類との違いは、花柱の上部が左右に張り出す。また、上弁及び側弁が上方に反り返り、側弁基部に毛がある。
- Viola crassa Makino subsp. crassa（標準）：タカネスミレ（高嶺菫[58]:別名タカネキスミレ[59][60]）[59]

（広義の学名は V. crassa Makino『日本の野生植物 草本II離弁花類』(1999)、p.252及びいがりまさし (2008)、pp.32, 282. ではタカネスミレの学名にV. crassa Makinoを採用している。
環境省カテゴリーで準絶滅危惧 (NT) となっている。
V. crassa Makino subsp. borealis Hid.Takah. ：エゾタカネスミレ （蝦夷高嶺菫）
V. crassa Makino subsp. alpicola Hid.Takah. ：クモマスミレ （雲間菫）
V. crassa Makino subsp. yatsugatakeana Hid.Takah. ：ヤツガタケキスミレ （八ヶ岳黄菫）
- V. biflora L. ：キバナノコマノツメ （黄花の駒の爪[70]:別名ケタカネスミレ[71]）[72][71])

V. biflora L. f. glabrifolia Hid.Takah. ：ジョウエツキバナノコマノツメ （上越黄花の駒の爪：別名ケタカネスミレ）
V. biflora L. var. vegeta (Nakai) Hid.Takah. ：オオタカネスミレ （大高嶺菫）
(synonym:V. crassa Makino var. vegeta Nakai)
いがりまさし (2008)、pp.33, 282. ではオオタカネスミレの学名にV. crassa Makino var. vegeta Nakaiを採用している。
V. biflora L. var. akaishiensis Hid.Takah. et Ohba ：アカイシキバナノコマノツメ （赤石黄花の駒の爪）

## シレトコスミレ類
- Viola kitamiana Nakai ：シレトコスミレ （知床菫[79]）[79][60][80]

(synonym: V. crassa Makino var. kitamiana (Nakai) Toyok.
択捉島に分布する V. bezdelevae V.N.Voroshilov が同一種である可能性について、いがりまさし (2008)、pp.266-267. で指摘されている。

## ツクシスミレ類
- Viola diffusa Ging. ：ツクシスミレ（筑紫菫[82]：別名ハイスミレ[83]）[83][84]

（狭義の学名は V. diffusa Ging. var. glabella H.Boissieu ）
『日本の野生植物 草本II離弁花類』(1999)、p.250 ではツクシスミレの学名にV. diffusa Ging. var. glabella H.Boissieu を採用している。
沖縄本島、九州南部で自生するが人家付近に限定され、いがりまさし (2008)、p.44 で観賞用に栽培されていたものが逸脱した帰化植物の可能性が指摘されている。

## ニョイスミレ類

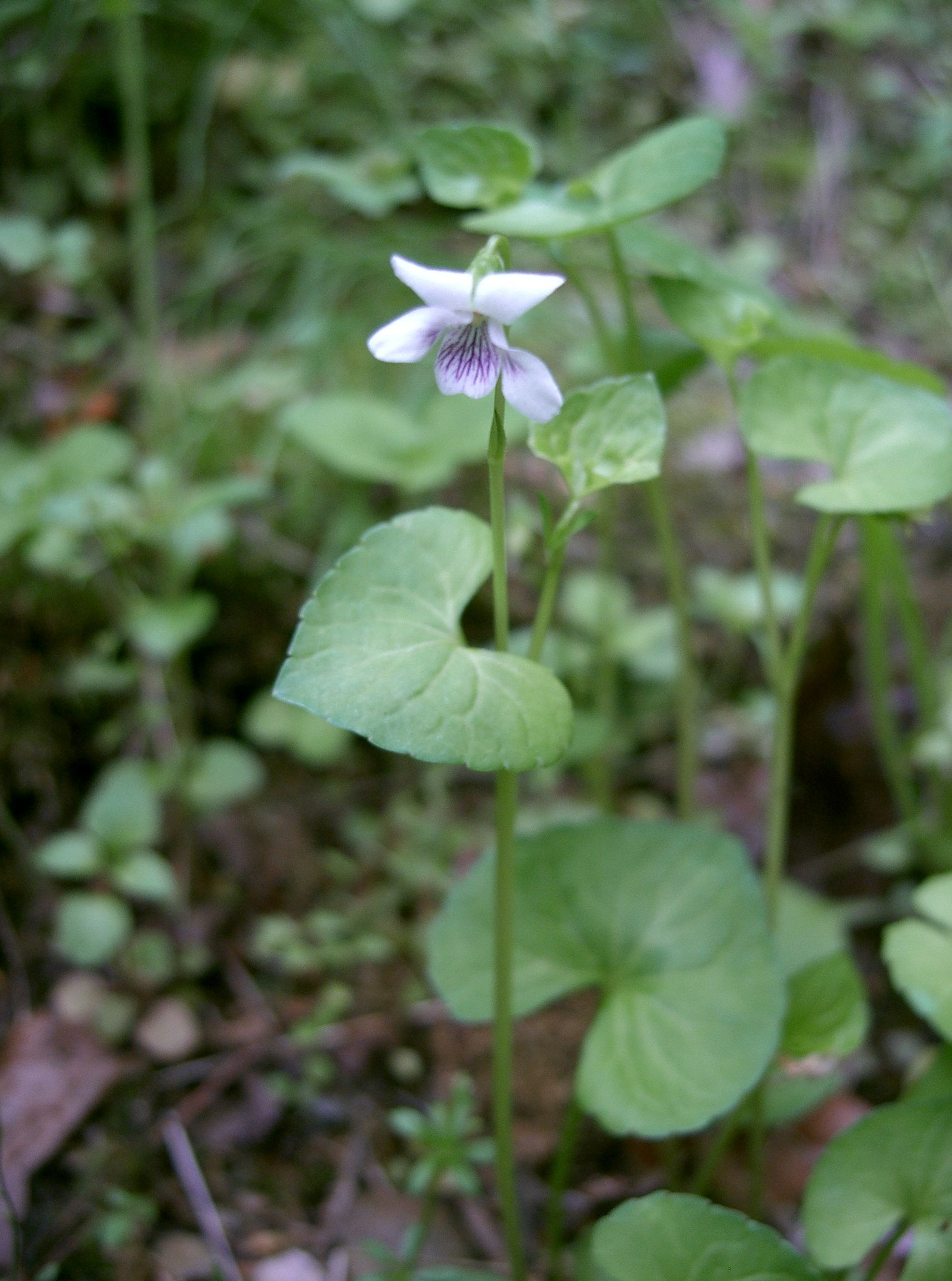
ツボスミレ

この一群はいがりまさし (2008)、p.46 により「ニョイスミレ類」の名称で記載した。
日本には 2種が知られている。
- Viola verecunda A. Gray ：ツボスミレ（別名：ニョイスミレ（如意菫[87]）、コマノツメ[87][88]）[88][89][90]

いがりまさし (2008)、pp.48-49. では和名を「ニョイスミレ」とし、「ツボスミレ」を別名としている。
V. verecunda A.Gray f. candidissima M.Mizush. ex E.Hama et Nackej. ：シラユキスミレ
V. verecunda A.Gray f. lilacina Sugaya ：サルクラスミレ
V. verecunda A.Gray f. radicans Makino ：ハイツボスミレ
V. verecunda A.Gray f. variegata Honda ：マダラツボスミレ
V. verecunda A.Gray f. violascens Hiyama ex F.Maek. ：ムラサキコマノツメ
V. verecunda A.Gray var. fibrillosa (W.Becker) Ohwi ：ミヤマツボスミレ（深山坪菫）
(synonym:V. amurica W.Becker )
V. verecunda A.Gray var. semilunaris Maxim. ：アギスミレ（顎菫）
V. verecunda A.Gray var. subaequiloba (Franch. et Sav.) F. Maek. ：ヒメアギスミレ（姫顎菫）
(synonym:V. verecunda A.Gray var. excisa (Hance) Maxim. )
V. verecunda A.Gray var. yakushimana (Nakai) Ohwi ：コケスミレ（苔菫）
(synonym:V. yakushimana Nakai )
- V. raddeana Regel ：タチスミレ（立菫[108]）[109][90][110]

環境省カテゴリーで絶滅危惧 II類 (VU) となっている。

## オオバタチツボスミレ類

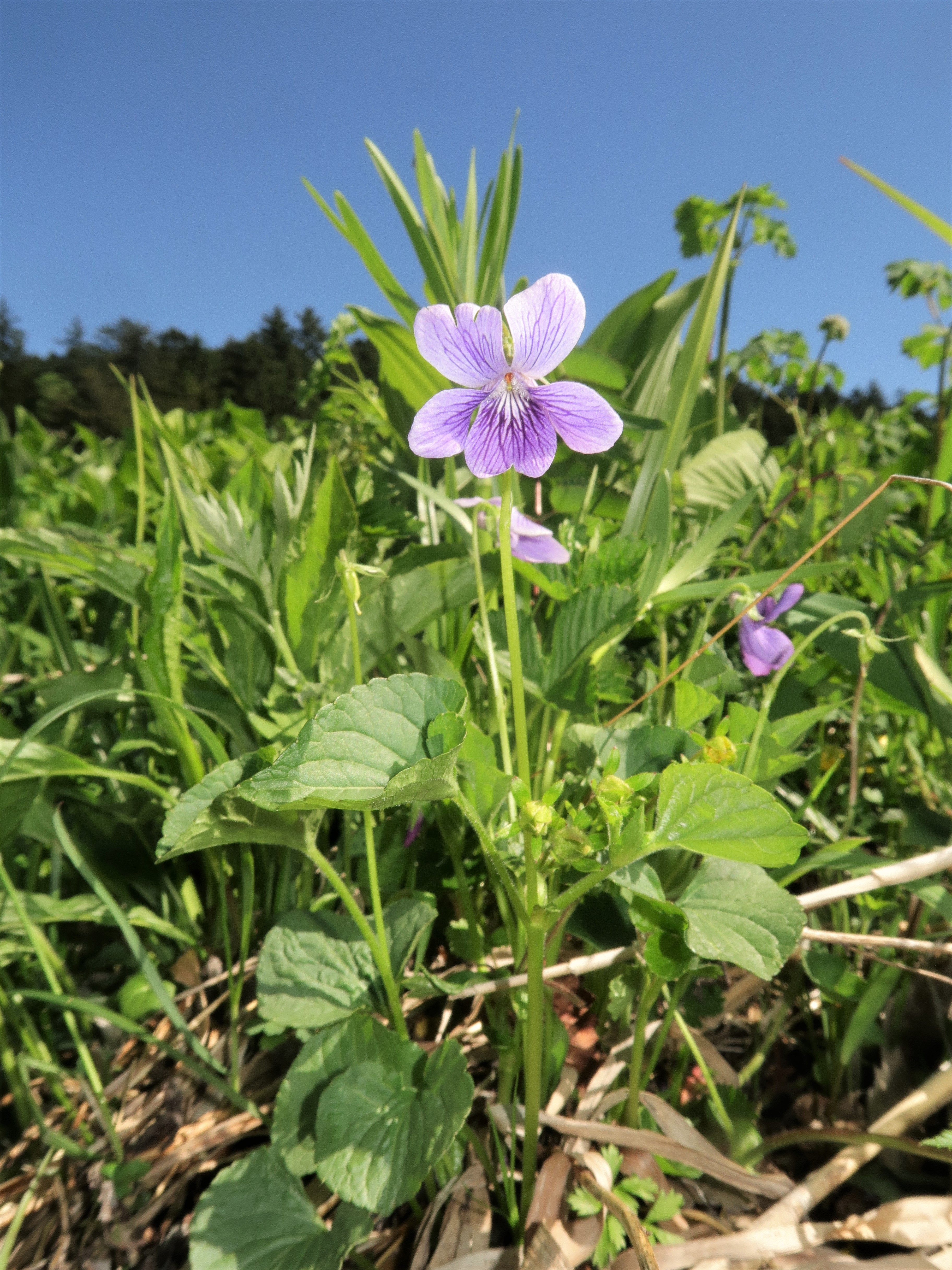
オオバタチツボスミレ

- Viola langsdorfii Fisch. ex DC. subsp. langsdorfii ：タカネタチツボスミレ（高嶺立坪菫[112]） Viola langsdorfii Fisch. ex DC. subsp. langsdorfii[113][114]

(synonym:
V. kamtchadalorum W.Becker et Hultén var. parviflora (Regel) Tatew.
V. langsdorfii Fisch. ex DC. subsp. sachalinensis W.Becker f. parviflora (Regel) F.Maek.
V. langsdorfii Fisch. ex DC. subsp. sachalinensis W.Becker var. parviflora (Regel) Nakai)
V. langsdorfii Fisch. ex DC. subsp. sachalinensis W.Becker ：オオバタチツボスミレ（大葉立坪菫）
(synonym:
V. kamtchadalorum W.Becker et Hultén
V. kurilensis Nakai
V. langsdorfii Fisch. ex DC. var. caulescens auct. non Ledeb.
V. langsdorfii auct. non Fisch. ex DC.
いがりまさし (2008)、p.52, 283. では、オオバタチツボスミレの学名を V. kamtchadalorum W.Becker et Hultén とし「種」として扱っている。
環境省カテゴリーで準絶滅危惧 (NT) となっている。
V. langsdorfii Fisch. ex DC. subsp. sachalinensis W.Becker f. pubescens (Miyabe et Tatew.) F.Maek. ：ケオオバタチツボスミレ

## ウラジロスミレ類
- Viola utchinensis Koidz.：オキナワスミレ（沖縄菫[125]）[126][127][128]

環境省カテゴリーで絶滅危惧 IB類 (EN) となっている。
- V. stoloniflora Yokota et Higa ：オリヅルスミレ（折鶴菫[130]）[131][132]

環境省カテゴリーで野生絶滅 (EW) となっている。
テリハオリヅルスミレ V. sp. が環境省4次レッドリストで絶滅危惧 IA類 (CR) となっていたが、5次レッドリストではカテゴリー外として削除された。

## タチツボスミレ類

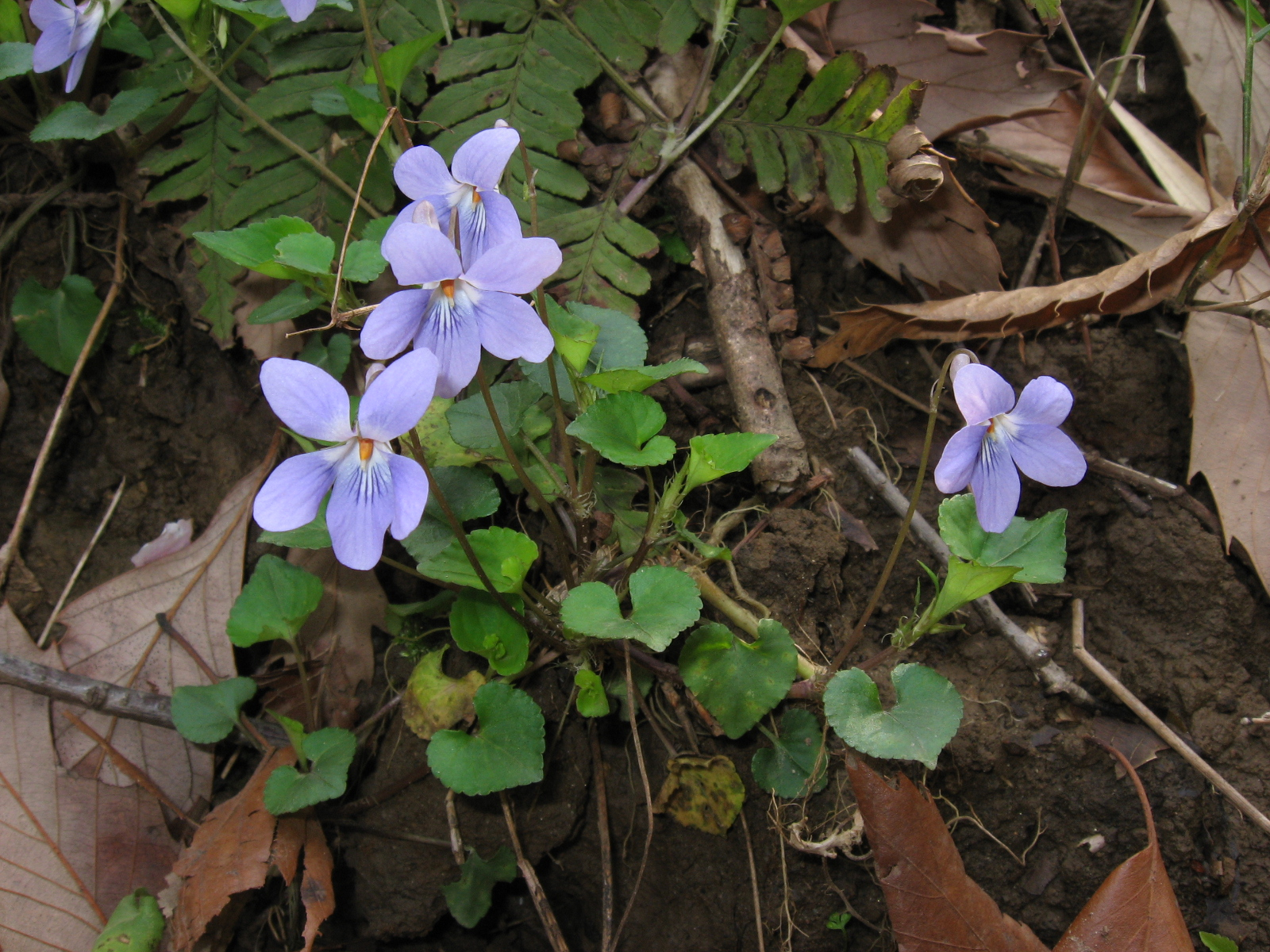
タチツボスミレ　横浜市青葉区 (2007年4月7日)

- Viola grypoceras A.Gray var. grypoceras ：タチツボスミレ（立坪菫[135]：別名ヤブスミレ、ミツバタチツボスミレ[136]）[136][137][90]

(synonym:
V. grypoceras A.Gray f. trifolia Nakai 
V. grypoceras A.Gray f. viridiflora Makino ex F.Maek. )
V. grypoceras A.Gray f. purpurellocalcarata (Makino) Hiyama ex F.Maek. ：オトメスミレ（乙女菫）
V. grypoceras A.Gray f. hemileuca Honda ：ケオトメスミレ
V. grypoceras A.Gray f. albiflora Makino ：シロバナタチツボスミレ（白花立坪菫）
V. grypoceras A.Gray f. rosipetala Hiyama ：サクラタチツボスミレ（桜立坪菫）
V. grypoceras A.Gray f. variegata Nakai ：アカフタチツボスミレ（赤斑立坪菫）
V. grypoceras A.Gray f. pubescens (Nakai) M.Mizush. ：ケタチツボスミレ（毛立坪菫）
(synonym:
V. grypoceras A.Gray f. viridans Hiyama ,
V. grypoceras A.Gray var. pubescens Nakai )
『日本の野生植物 草本II離弁花類』(1999)、p.251 ではケタチツボスミレの学名に V. grypoceras A.Gray var. pubescens Nakai を採用している。
V. grypoceras A.Gray f. leucantha H.Hara ：シロバナケタチツボスミレ
V. grypoceras A.Gray var. hichitoana (Nakai) F.Maek. ：シチトウスミレ（七島菫：別名ツヤスミレ、ヒチトウスミレ）

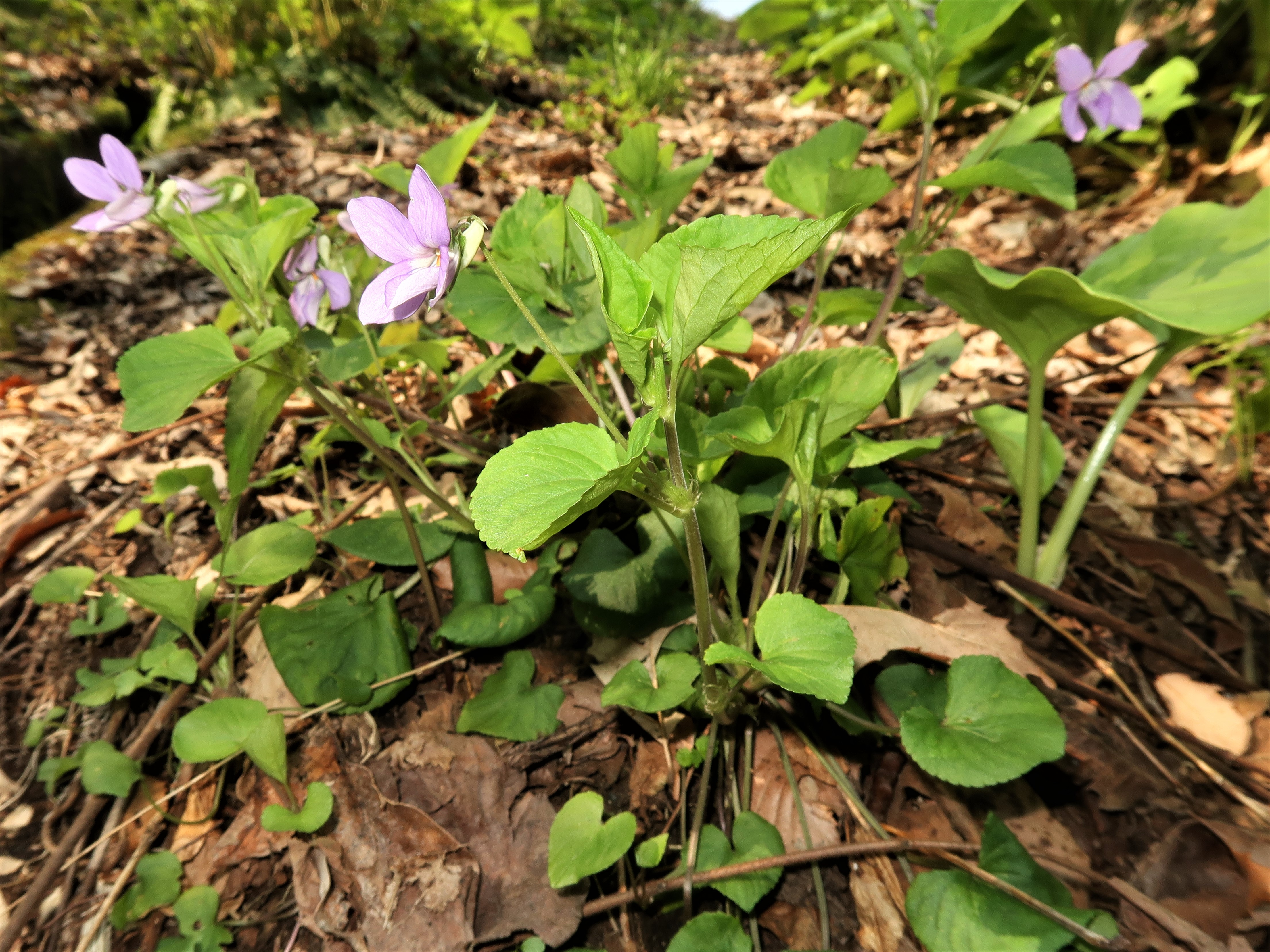
オオタチツボスミレ

(synonym: V. kusanoana Makino var. hichitoana (Nakai) Ohwi )
V. grypoceras A.Gray var. hichitoana (Nakai) F.Maek. f. kikuzatoi K.Nakaj. ：シロバナツヤスミレ)
V. grypoceras A.Gray var. exilis (Miq.) Nakai ：コタチツボスミレ（小立坪菫：別名ヤクシマタチツボスミレ、リュウキュウタチツボスミレ）
(synonym:
V. grypoceras A.Gray var. yakusimensis Masam. 
V. grypoceras A.Gray f. yakusimensis (Masam.) Sugim. 
V. grypoceras A.Gray var. lutchuensis (Nakai) Masam. 
V. grypoceras A.Gray var. exilis (Miq.) Nakai f. chionantha F.Maek. ：シロバナコタチツボスミレ
V. grypoceras A.Gray var. ripensis N.Yamada et M.Okamoto ：ケイリュウタチツボスミレ（渓流立坪菫）
V. grypoceras A.Gray var. rhizomata (Nakai) Ohwi ：ツルタチツボスミレ（蔓立坪菫）

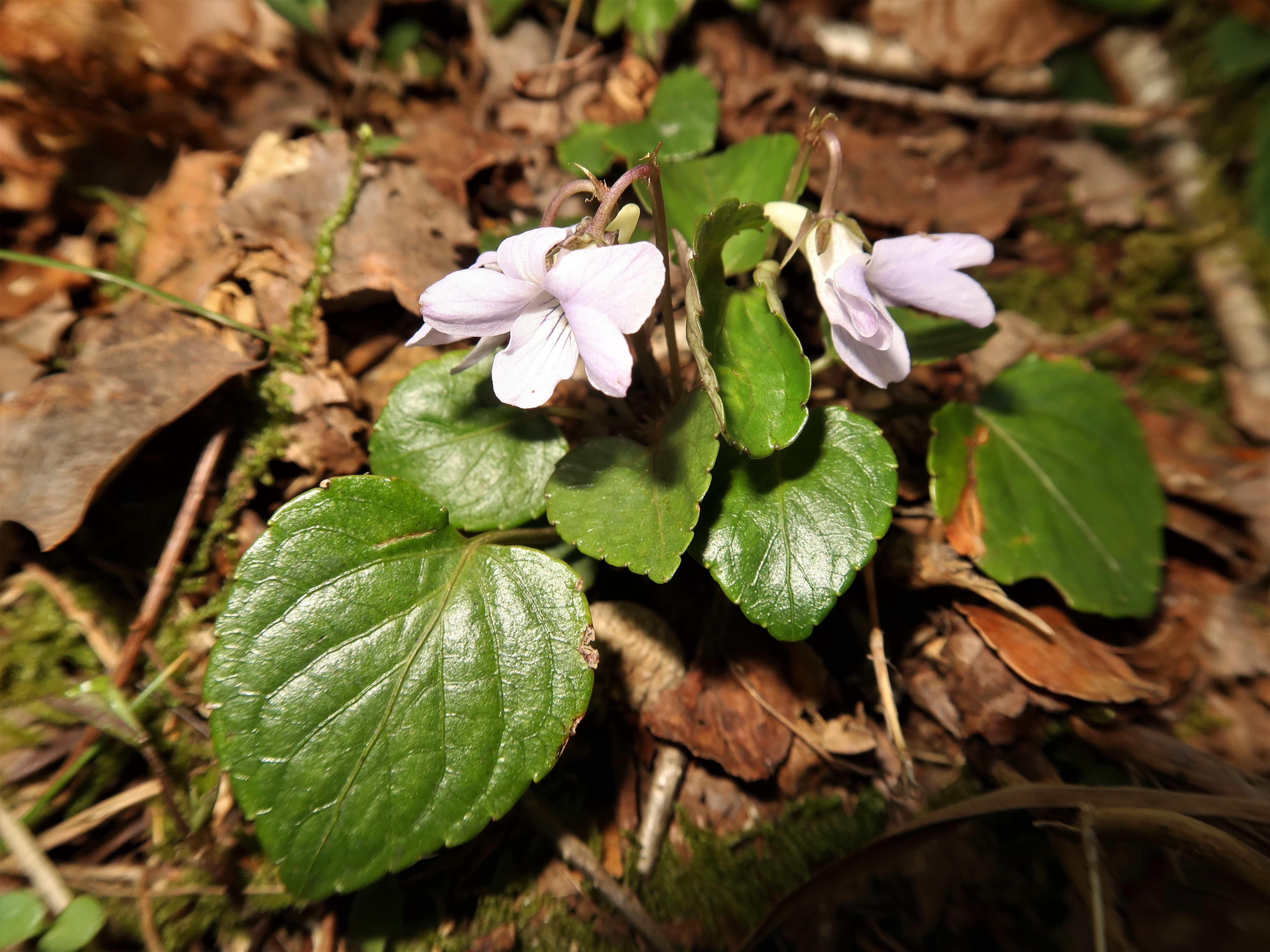
テリハタチツボスミレ

(synonym: V. faurieana W.Becker var. rhizomata (Nakai) F.Maek. et T.Hashim. )
- V. faurieana W.Becker ：テリハタチツボスミレ（照葉立坪菫[170]）[90][171][172]

V. faurieana W.Becker f. albifaurieana E.Hama ：シロバナテリハタチツボスミレ（白花照葉立坪菫）
- V. kusanoana Makino ：オオタチツボスミレ（大立坪菫[174]）[175][176][177]

V. kusanoana Makino f. alba Masam. ：シロバナオオタチツボスミレ（白花大立坪菫）
V. kusanoana Makino f. rosea Nagas., nom. nud. ：モモイロオオタチツボスミレ（桃色大立坪菫）
V. kusanoana Makino f. brevicalcarata (H.Hara) F.Maek. ：ヒダカタチツボスミレ
V. kusanoana Makino f. pubescens (Nakai) M.Mizush. ：ケオオタチツボスミレ

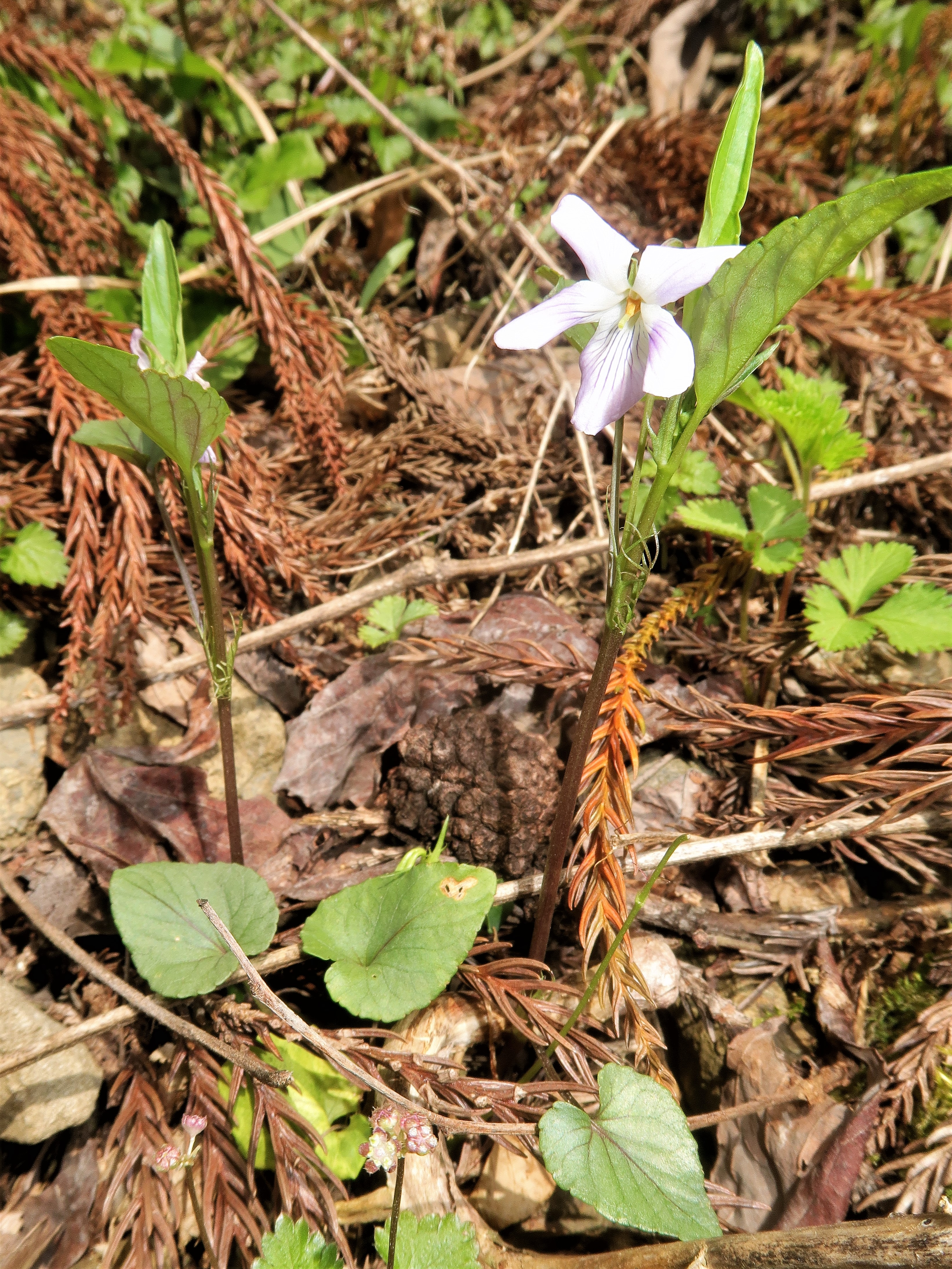
ナガバタチツボスミレ

- V. ovato-oblonga (Miq.) Makino ：ナガバタチツボスミレ（別名：ナガバノタチツボスミレ[182]（長葉の立坪菫[183]））[90][182][184]

V. ovato-oblonga (Miq.) Makino f. albiflora Honda ：シロバナナガバノタチツボスミレ（白花長葉の立坪菫）
V. ovato-oblonga (Miq.) Makino f. variegata E.Hama ：マダラナガバノタチツボスミレ（斑長葉の立坪菫）
V. ovato-oblonga (Miq.) Makino f. pubescens (Nakai) F.Maek. ：ケナガバノタチツボスミレ
V. ovato-oblonga (Miq.) Makino f. luteoviridiflora (Araki) F.Maek. ：アサギケナガバノタチツボスミレ

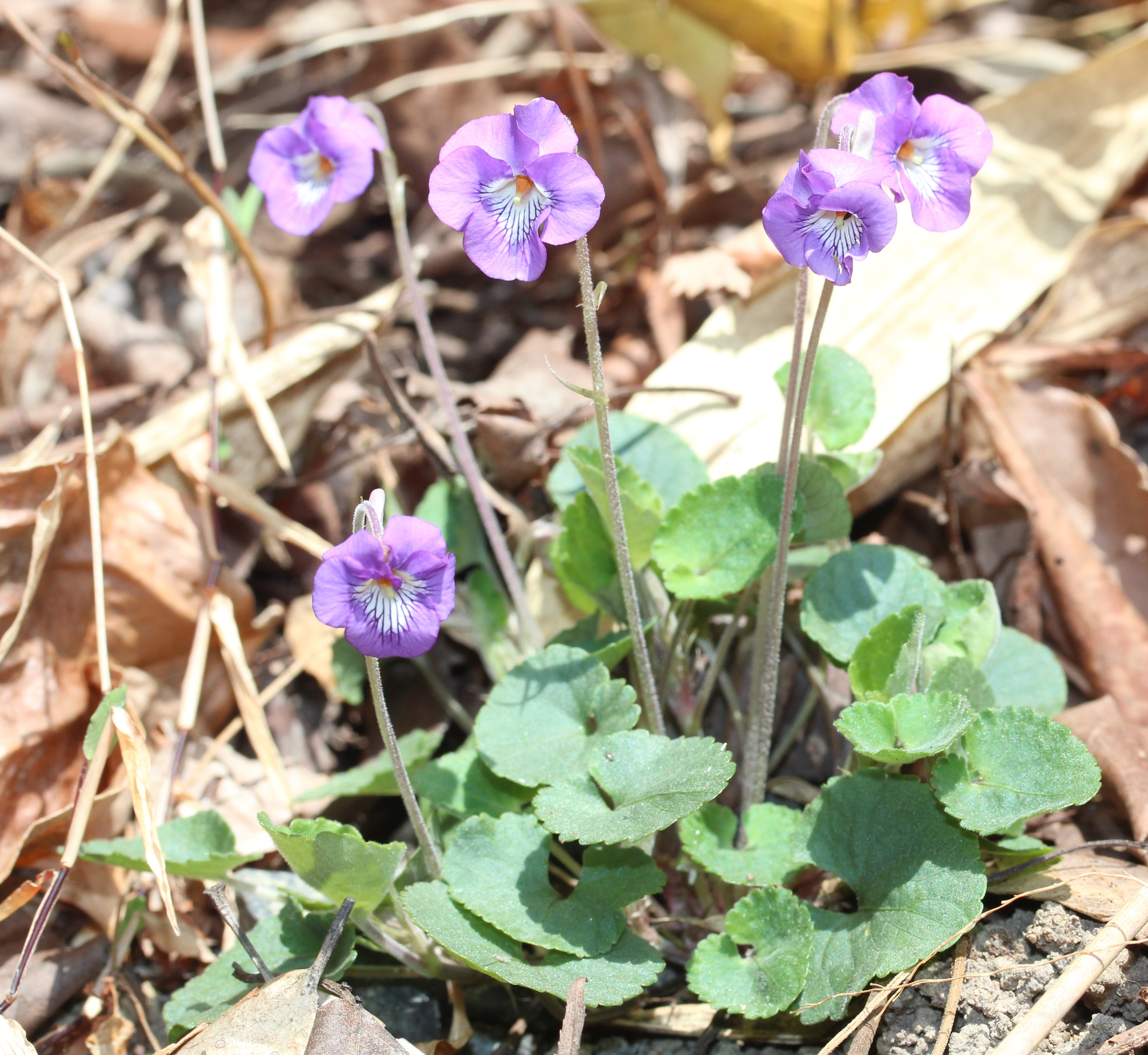
ニオイタチツボスミレ

- V. obtusa Makino ：ニオイタチツボスミレ（匂立坪菫[191]）[90][192][193]

(synonym: V. ovato-oblonga (Miq.) Makino var. obtusa Makino )
V. obtusa Makino f. hemileuca Sugim. ：オトメニオイタチツボスミレ（乙女匂立坪菫）
V. obtusa Makino f. chibae (Makino) Hiyama ex F.Maek. ：シロバナニオイタチツボスミレ（白花匂立坪菫）
V. obtusa Makino f. nuda (Ohwi) F.Maek. ：ケナシニオイタチツボスミレ（別名：テリハニオイタチツボスミレ）

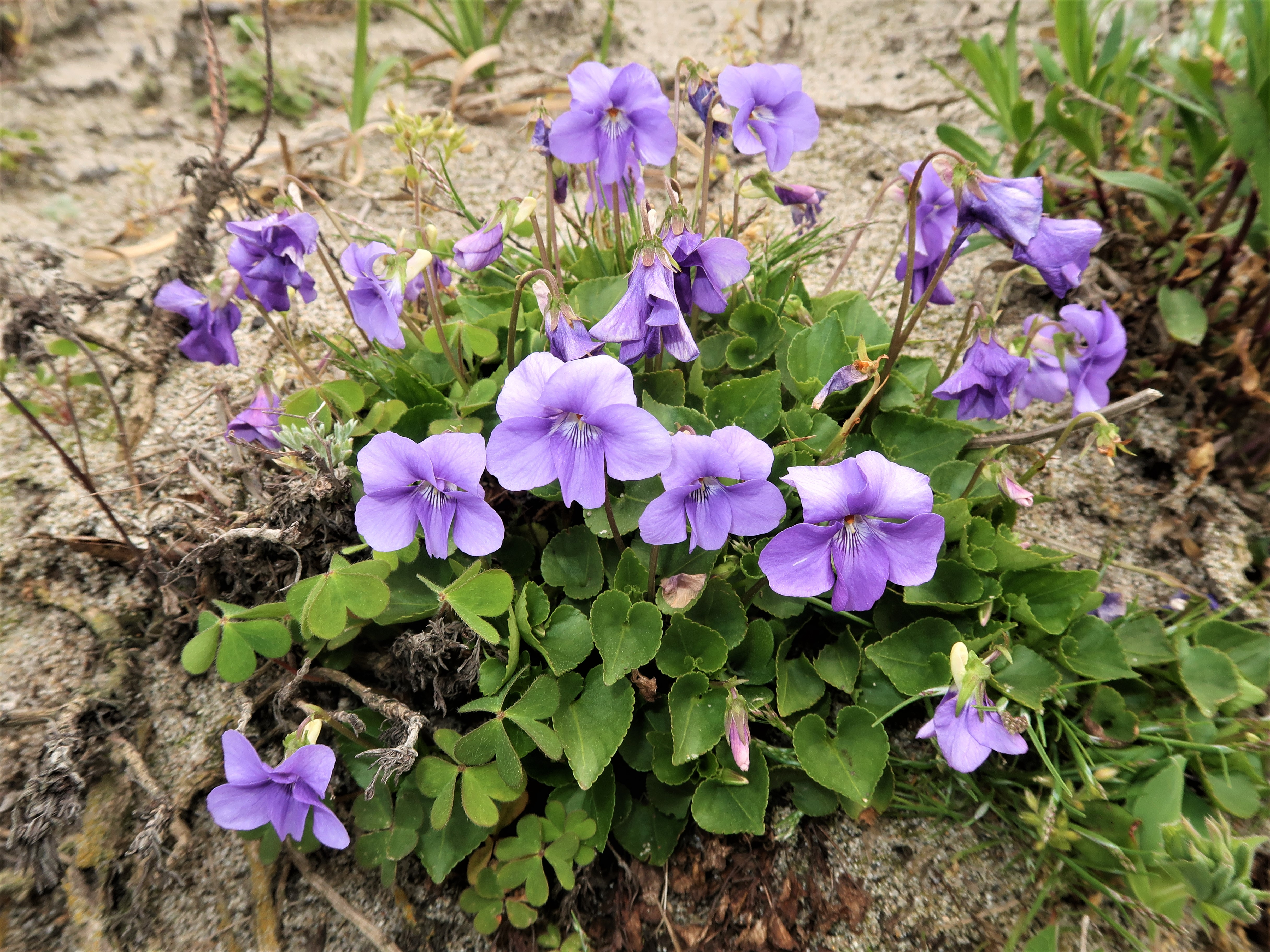
イソスミレ

- V. grayi Franch. et Sav. ：イソスミレ（磯菫[198]：別名セナミスミレ、ケイソスミレ、イソタチツボスミレ[199]）[199][200][201]

(synonym:
V. grayi Franch. et Sav. f. glabra (W.Becker) F.Maek. 
V. grypoceras A.Gray var. imberbis (A.Gray) Ohwi 
V. senamiensis Nakai )
環境省カテゴリーで別名のセナミスミレで絶滅危惧 II類 (VU) となっている。

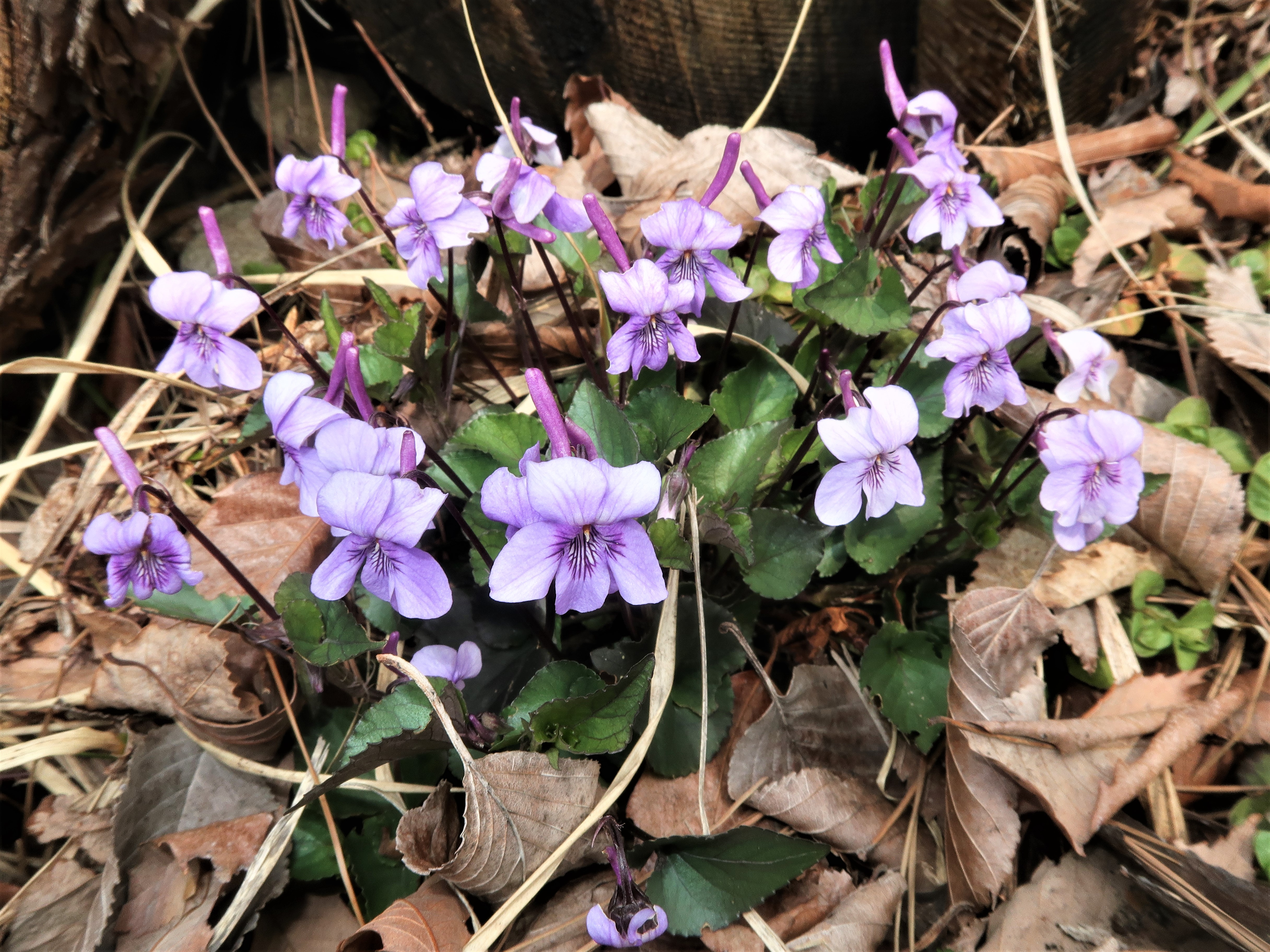
ナガハシスミレ

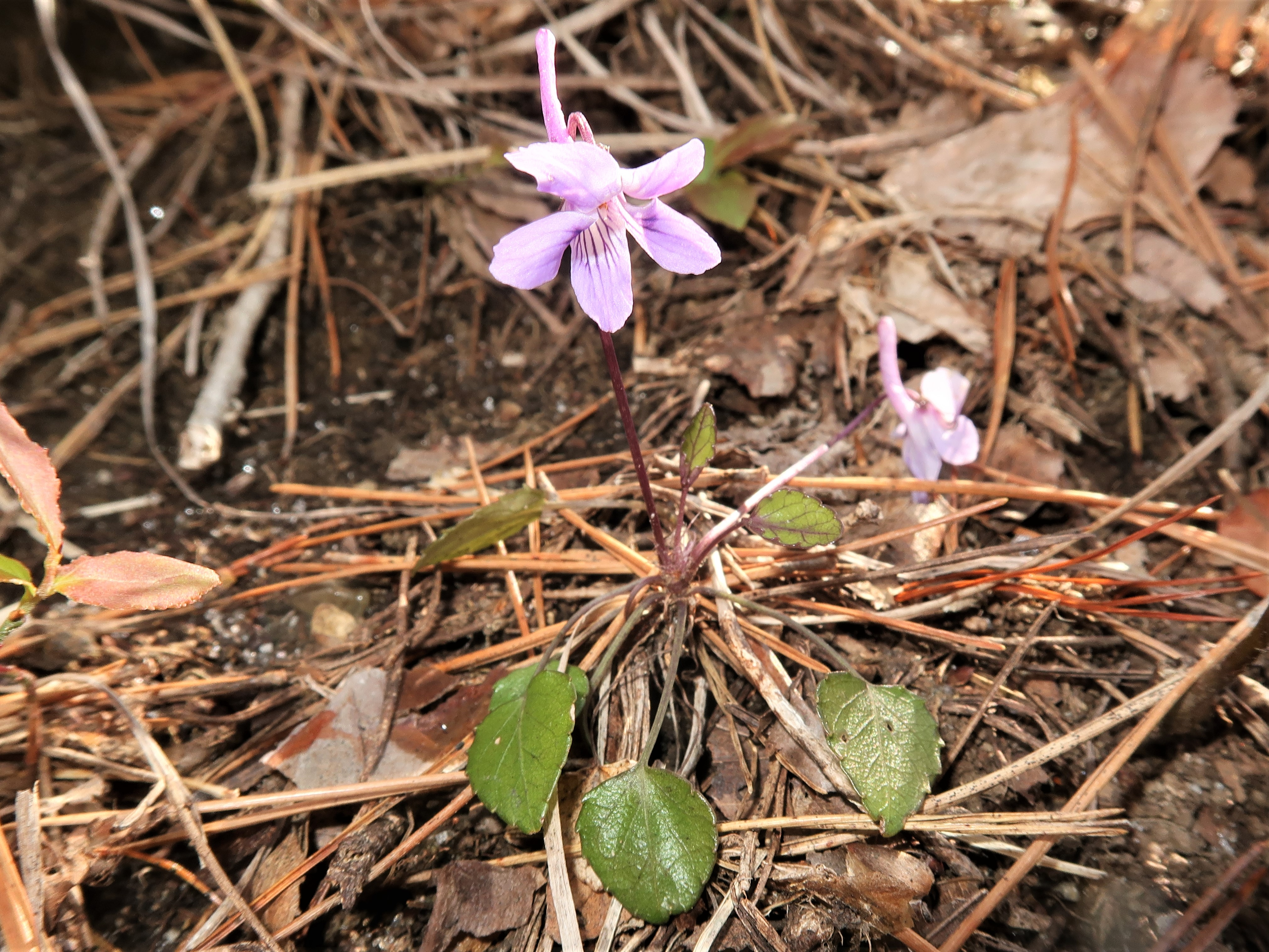
アワガタケスミレ

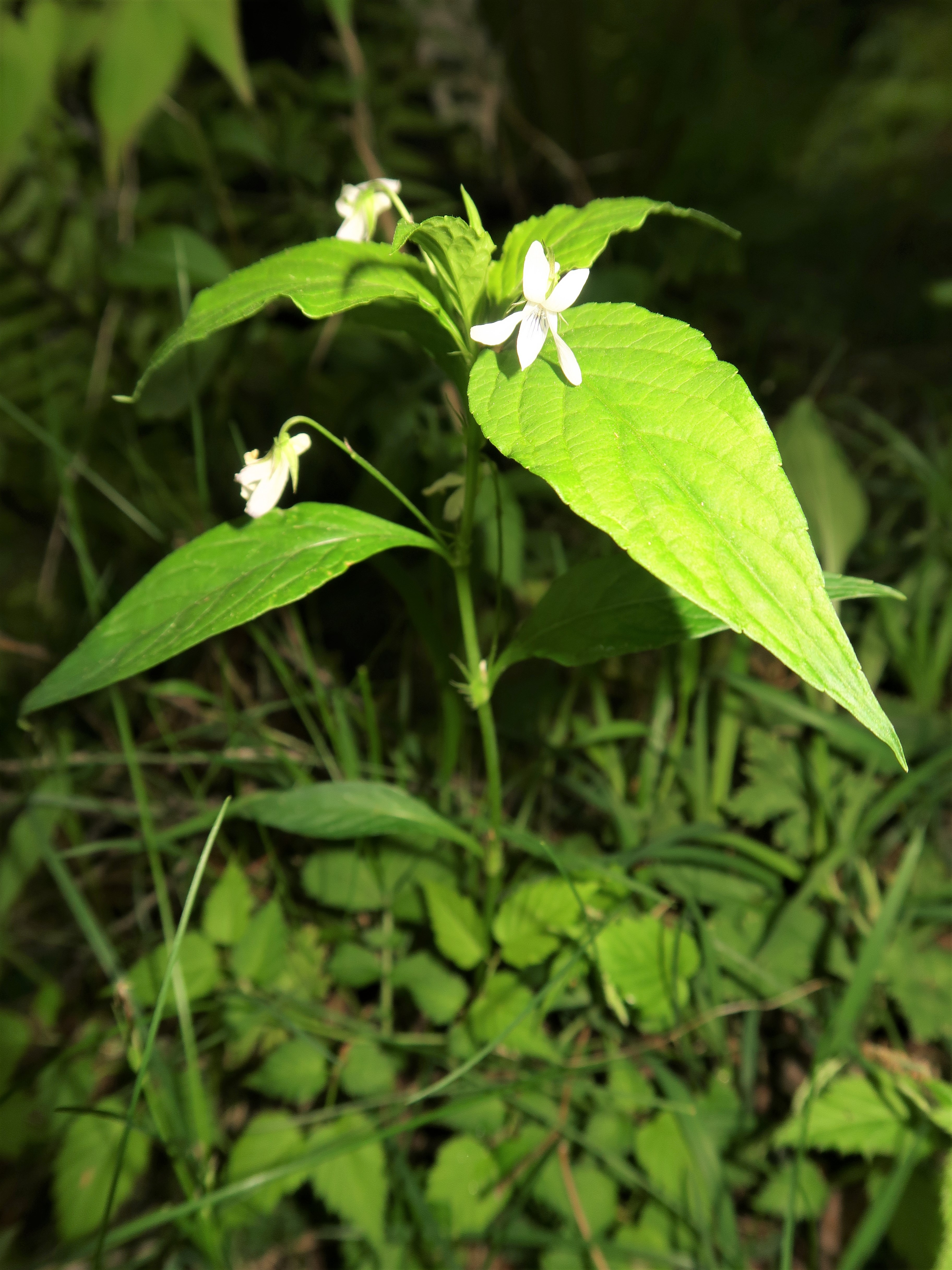
タデスミレ

- V. rostrata Pursh ：ナガハシスミレ （長嘴菫[206]：別名テングスミレ[207]）[207][208]

(synonym:
V. rostrata Pursh subsp. japonica W.Becker et H.Boissieu 
V. rostrata Pursh var. japonica (W.Becker et H.Boissieu) Ohwi )
『日本の野生植物 草本II離弁花類』(1999)、p.251 では V. rostrata Pursh var. japonica (W.Becker et H.Boissieu) Ohwi を採用している。
V. rostrata Pursh f. albiflora Y.Ueno ：シラユキナガハシスミレ（白雪長嘴菫）
V. rostrata Pursh f. alpina E.Hama ：ミヤマナガハシスミレ（深山長嘴菫）
- V. awagatakensis T.Yamaz., I.Ito et Ageishi ：アワガタケスミレ（粟ヶ岳菫[215]）[216][217]

(synonym: V. rostrata Pursh var. crassifolia T.Hashim. )
環境省カテゴリーで準絶滅危惧 (NT) となっている。
- V. thibaudieri Franch. et Sav. ：タデスミレ（蓼菫[215]）[176][220][221]

環境省カテゴリーで絶滅危惧 IB類 (EN) となっている。

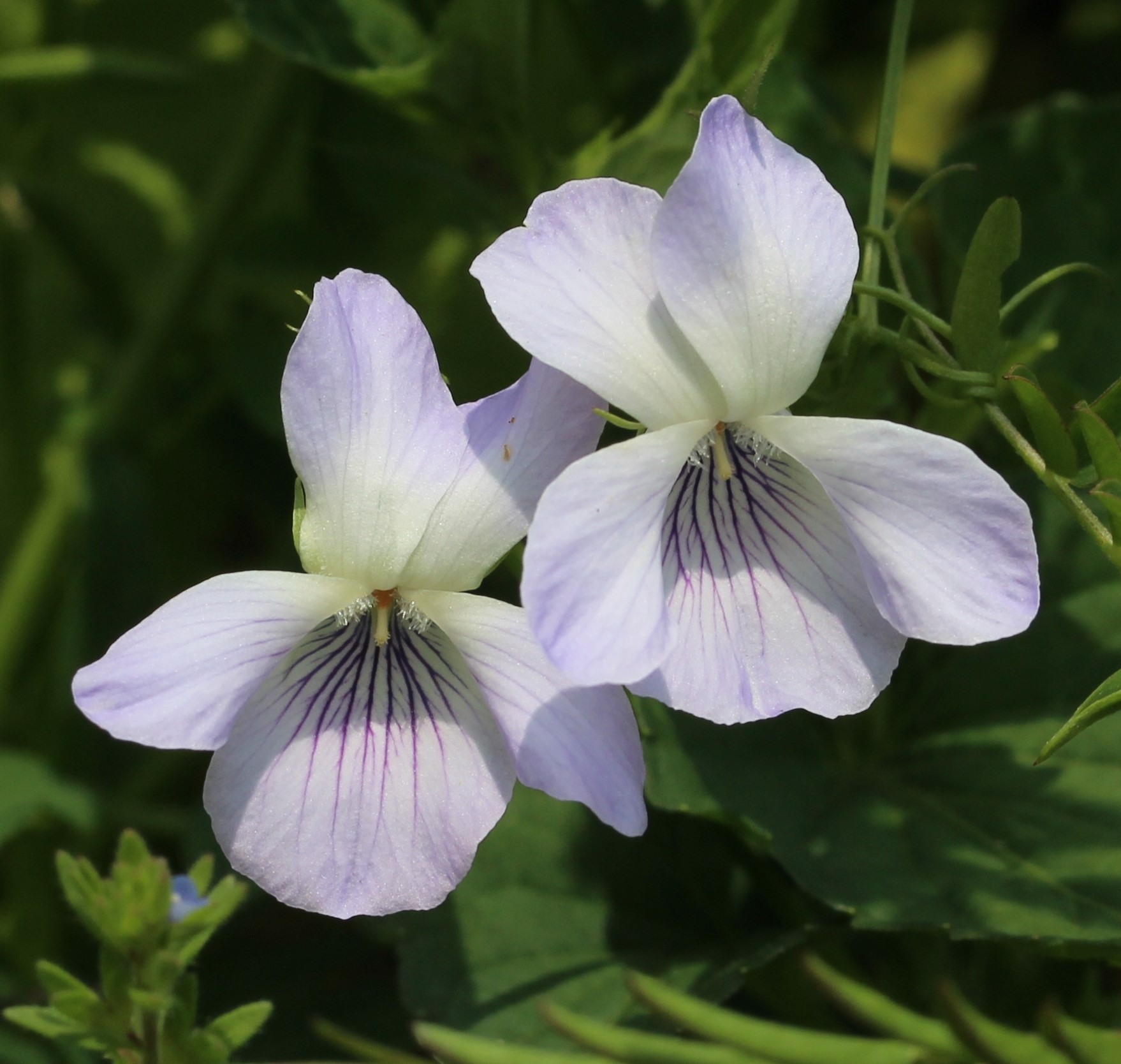
エゾノタチツボスミレ

- V. acuminata Ledeb. ：エゾノタチツボスミレ（蝦夷の立坪菫[223]：別名イヌスミレ、モリタチツボスミレ[224]）[176][224][225]

(synonym: V. turczaninowii Juz. )
V. acuminata Ledeb. f. alba Moriya ：シロバナエゾノタチツボスミレ
V. acuminata Ledeb. f. glaberrima (H.Hara) Kitam. ：ケナシエゾノタチツボスミレ
(synonym:
V. acuminata Ledeb. var. glaberrima H.Hara ,
V. acuminata Ledeb. f. shikokuensis (W.Becker) F.Maek., excl. basion. )
- V. sacchalinensis H.Boissieu ：アイヌタチツボスミレ（アイヌ立坪菫[231]）[176][232][233]

(synonym: V. silvestriformis W.Becker )
V. sacchalinensis H.Boissieu f. chionantha ：シロバナアイヌタチツボスミレ（白花アイヌ立坪菫）
米倉浩司・梶田忠 (2003-) 「BG Plants 和名−学名インデックス」（YList）2012年11月23日閲覧。には収録されていない。
V. sacchalinensis H.Boissieu f. alpina (H.Hara) F.Maek. et T.Hashim. ：アポイタチツボスミレ（アポイ立坪菫）
(synonym: V. sacchalinensis H.Boissieu var. alpina H.Hara )
『日本の野生植物 草本II離弁花類』(1999)、p.250 では V. sacchalinensis H.Boissieu var. alpina H.Hara を採用している。
環境省カテゴリーで絶滅危惧Ⅱ類 (VU) となっている。
V. sacchalinensis H.Boissieu f. albialpina ：シロバナアポイタチツボスミレ
米倉浩司・梶田忠 (2003-) 「BG Plants 和名−学名インデックス」（YList）2012年11月23日閲覧。には収録されていない。
V. sacchalinensis H.Boissieu var. miyakei (Nakai) Ohwi ：イワマタチツボスミレ（別名イワマスミレ）
- V. okinawensis K.Nakaj., nom. nud. ：シマジリスミレ（島尻菫[241]）[242][243]

(synonym: V. utchinensis Koidz. var. okinawensis (K.Nakaj.) Hatus., nom. nud. )
環境省カテゴリーで絶滅危惧 IA類 (CR) となっている。

## イブキスミレ類

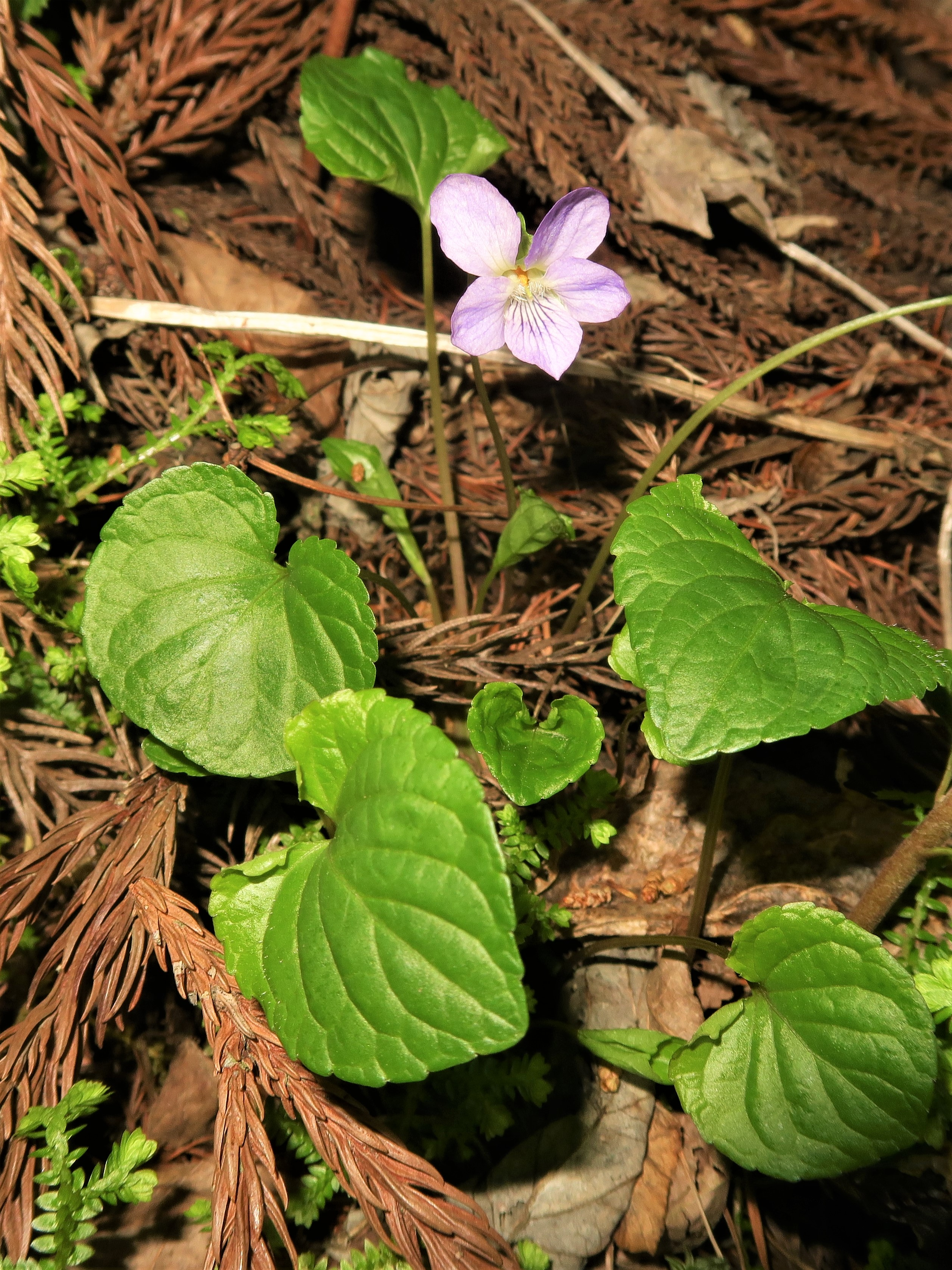
イブキスミレ

- Viola mirabilis L. var. subglabra Ledeb.（標準）：イブキスミレ（伊吹菫）

V. mirabilis L. （広義）
(synonym: V. brachysepala Maxim. )
V. mirabilis L. var. subglabra Ledeb. f. seiichii E.Hama ：シロバナイブキスミレ（白花伊吹菫）

## ニオイスミレ類

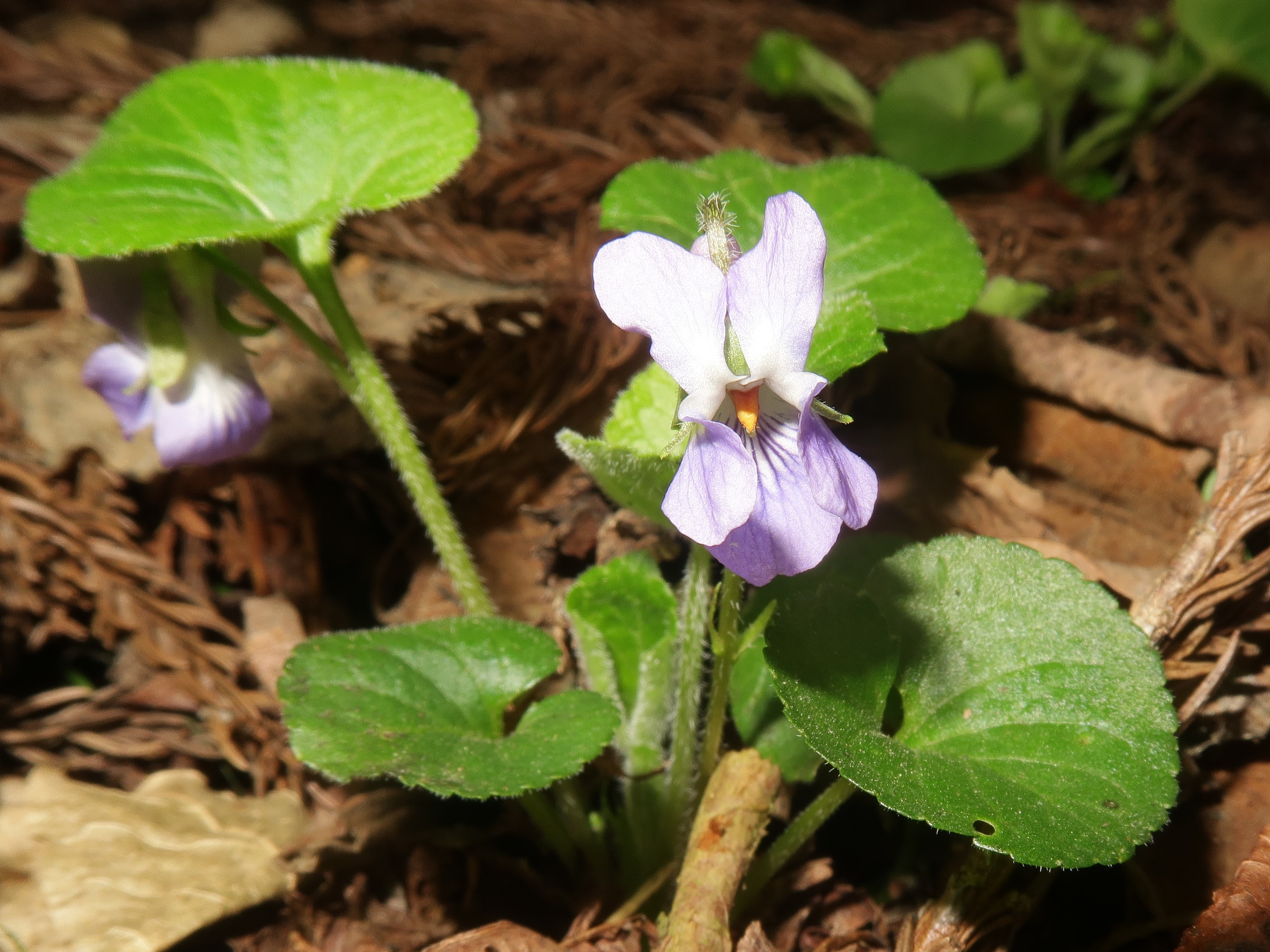
アオイスミレ

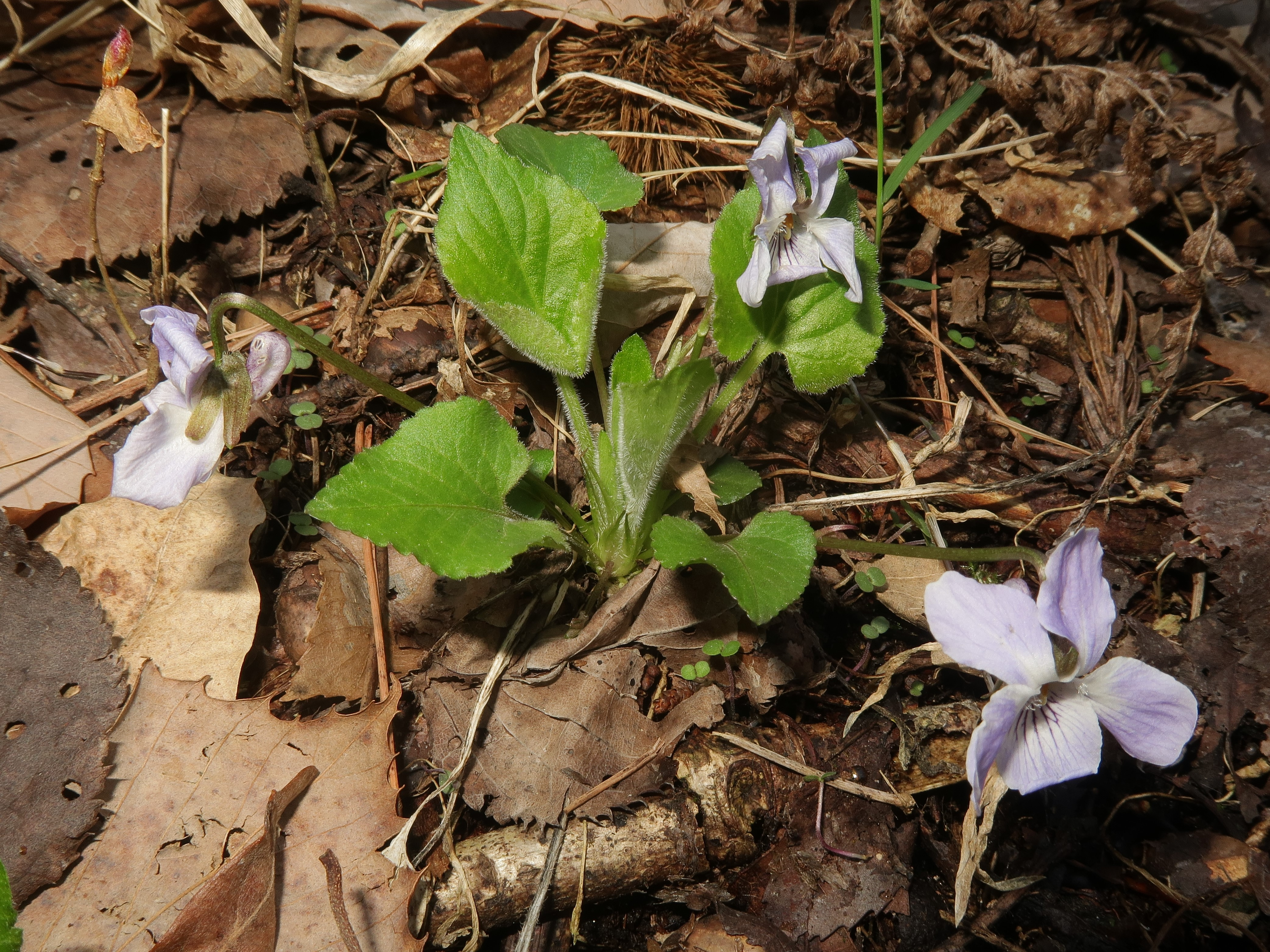
エゾノアオイスミレ

- Viola hondoensis W.Becker et H.Boissieu ：アオイスミレ（葵菫：別名ヒナブキ[252]）[253][254][255]

- V. collina Besser ：エゾノアオイスミレ（別名マルバケスミレ[253][256][257]、エゾアオイスミレ（蝦夷葵菫[256]）[257]、テシオスミレ[256][257]、ニオイケスミレ[257]）[253][257][258]

(synonym: V. teshioensis Miyabe et Tatew. )
V. teshioensis Miyabe et Tatew. f. albiflora Tatew. ：シロバナエゾアオイスミレ（別名シロバナテシオスミレ（白花天塩菫））
いがりまさし (2008)、pp.106, 282. では V. collina Bess. f. albiflora Tatewaki ex Miyabe et Tatewaki としている。

## スミレサイシン類

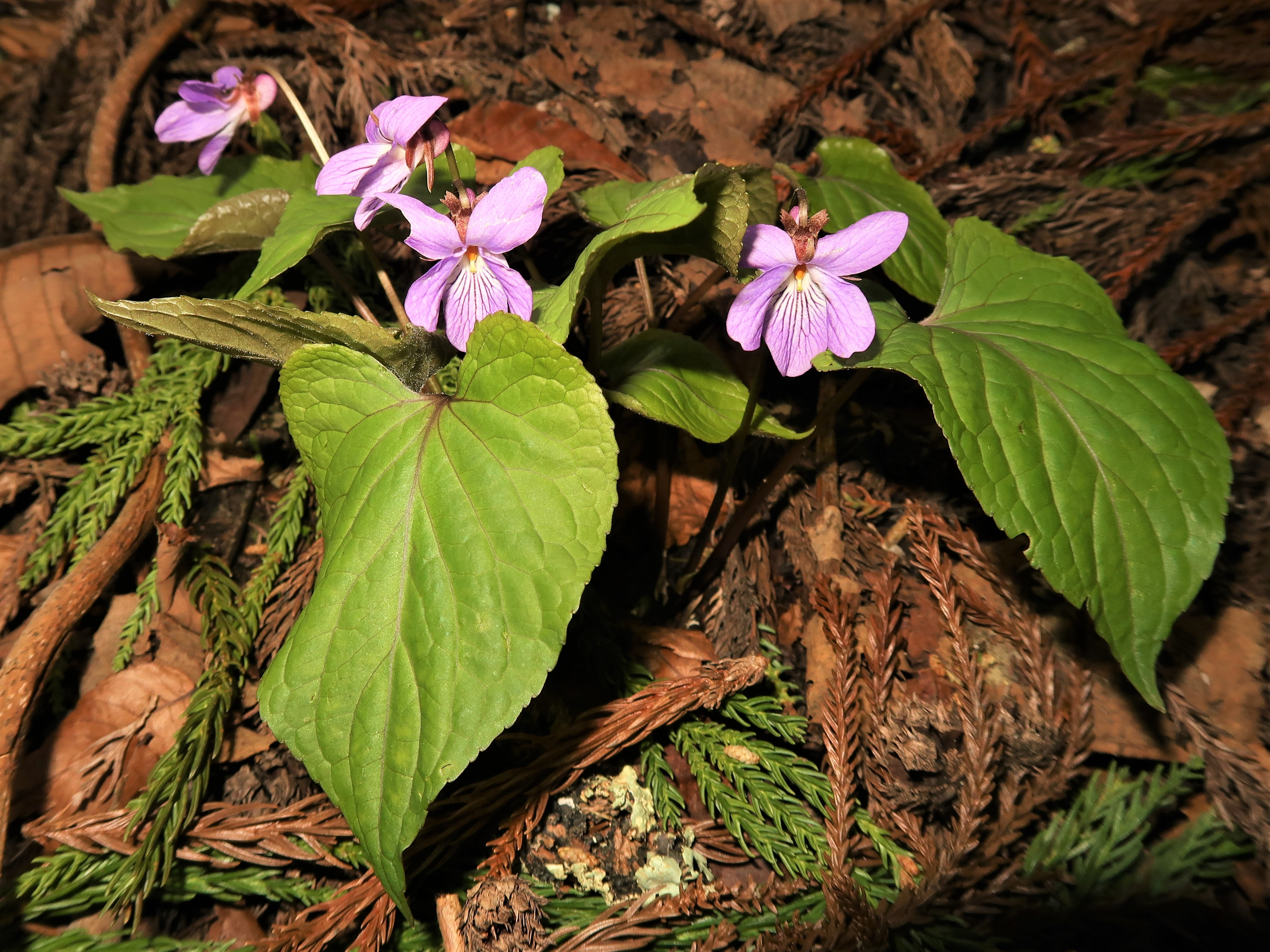
スミレサイシン

- Viola vaginata Maxim. ：スミレサイシン（菫細辛[261]）[253][262][263]

V. vaginata Maxim. f. albescens Sugim. ：ウスジロスミレサイシン
V. vaginata Maxim. f. albiflora Honda ：シロバナスミレサイシン（白花菫細辛）
V. vaginata Maxim. var. satomii F.Maek. et T.Hashim., nom. nud. ：サンインスミレサイシン（山陰菫細辛）
(synonym: V. vaginata Maxim. f. satomii (F.Maek. et T.Hashim.) E.Hama, nom. nud. )
いがりまさし (2008)、pp.110, 284. では V. vaginata Maxim. f. satomii (F.Maek. et T.Hashim.) E.Hama, nom. nud. としている。

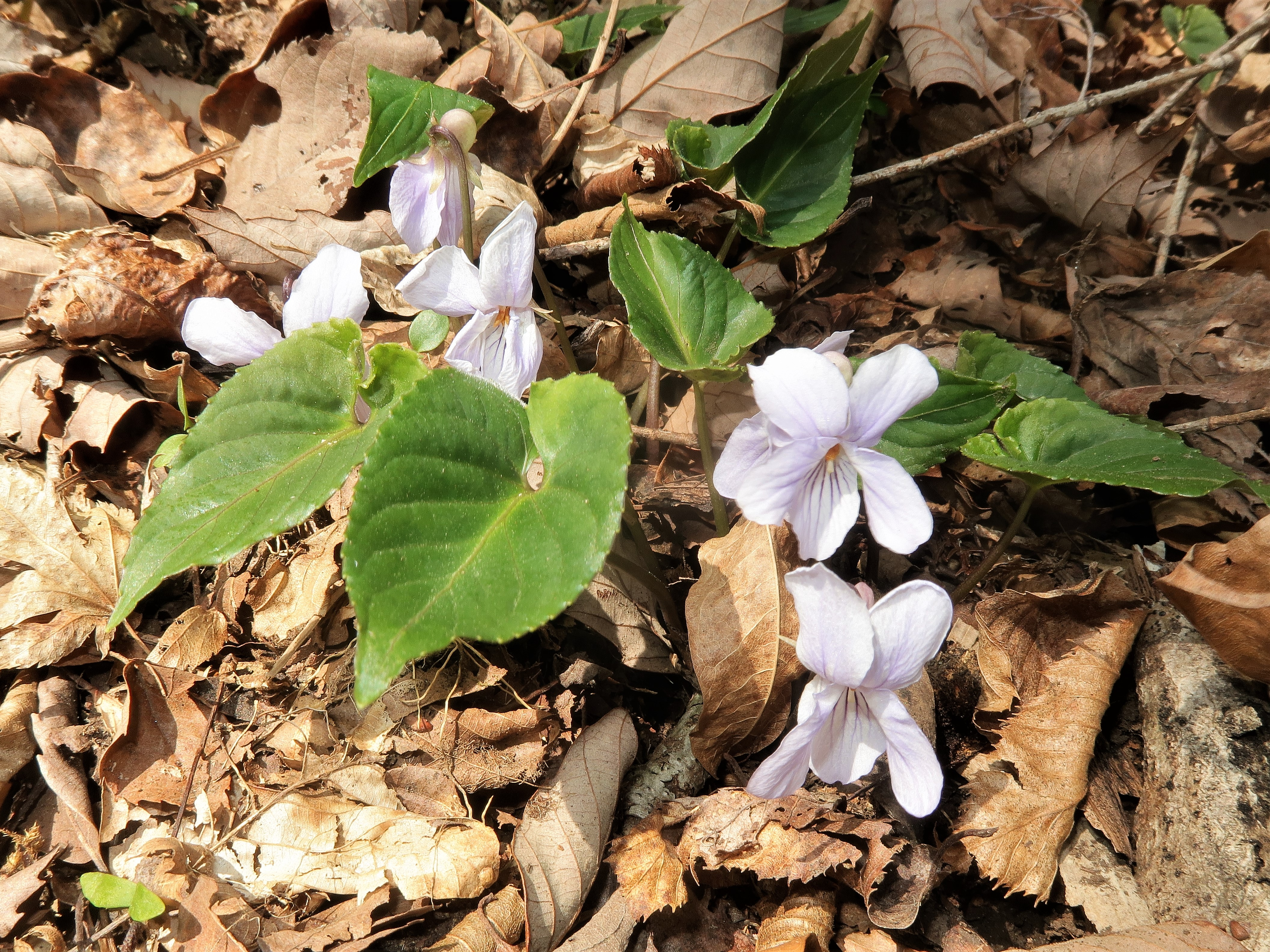
ナガバノスミレサイシン

- V. bissetii Maxim. ：ナガバノスミレサイシン（長葉の菫細辛[268]）[253][269][270]

V. bissetii Maxim. f. albiflora Nakai ex F.Maek. ：シロバナナガバノスミレサイシン（白花長葉の菫細辛）
V. bissetii Maxim. var. kiusiana Terao ：フイリナガバノスミレサイシン（斑入長葉の菫細辛）
(synonym: V. bissetii Maxim. f. variegata Nakai )

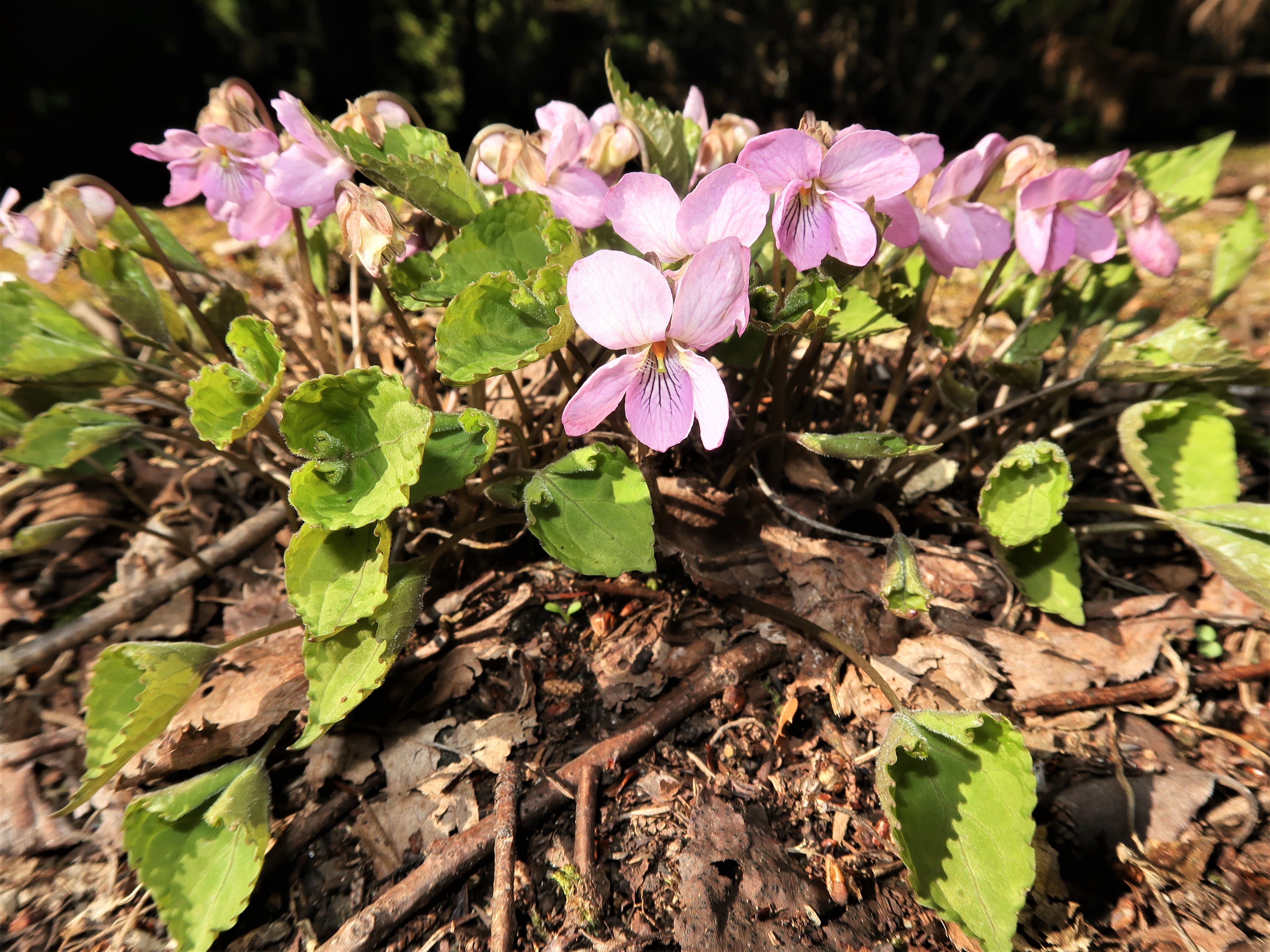
アケボノスミレ

- V. rossii Hemsl. ：アケボノスミレ（曙菫[276]）[253][277][278]

V. rossii Hemsl. f. atropurpurea (Nakai) F.Maek. ：クロバナアケボノスミレ（黒花曙菫）
V. rossii Hemsl. f. lactiflora (Nakai) Hiyama ex F.Maek. ：シロバナアケボノスミレ （白花曙菫）

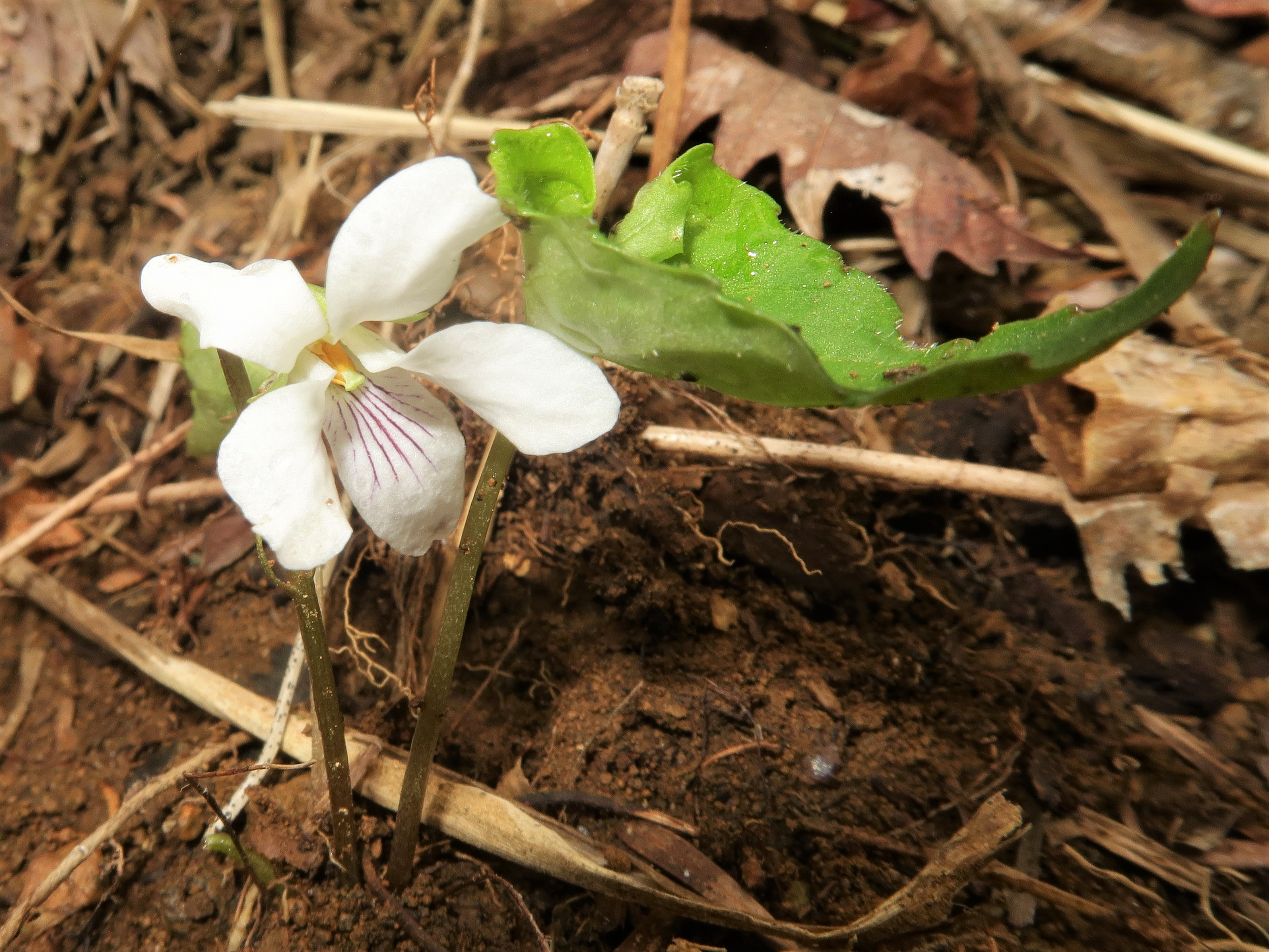
ヒメスミレサイシン

- V. yazawana Makino ：ヒメスミレサイシン（姫菫細辛[281]）[253][282][283]

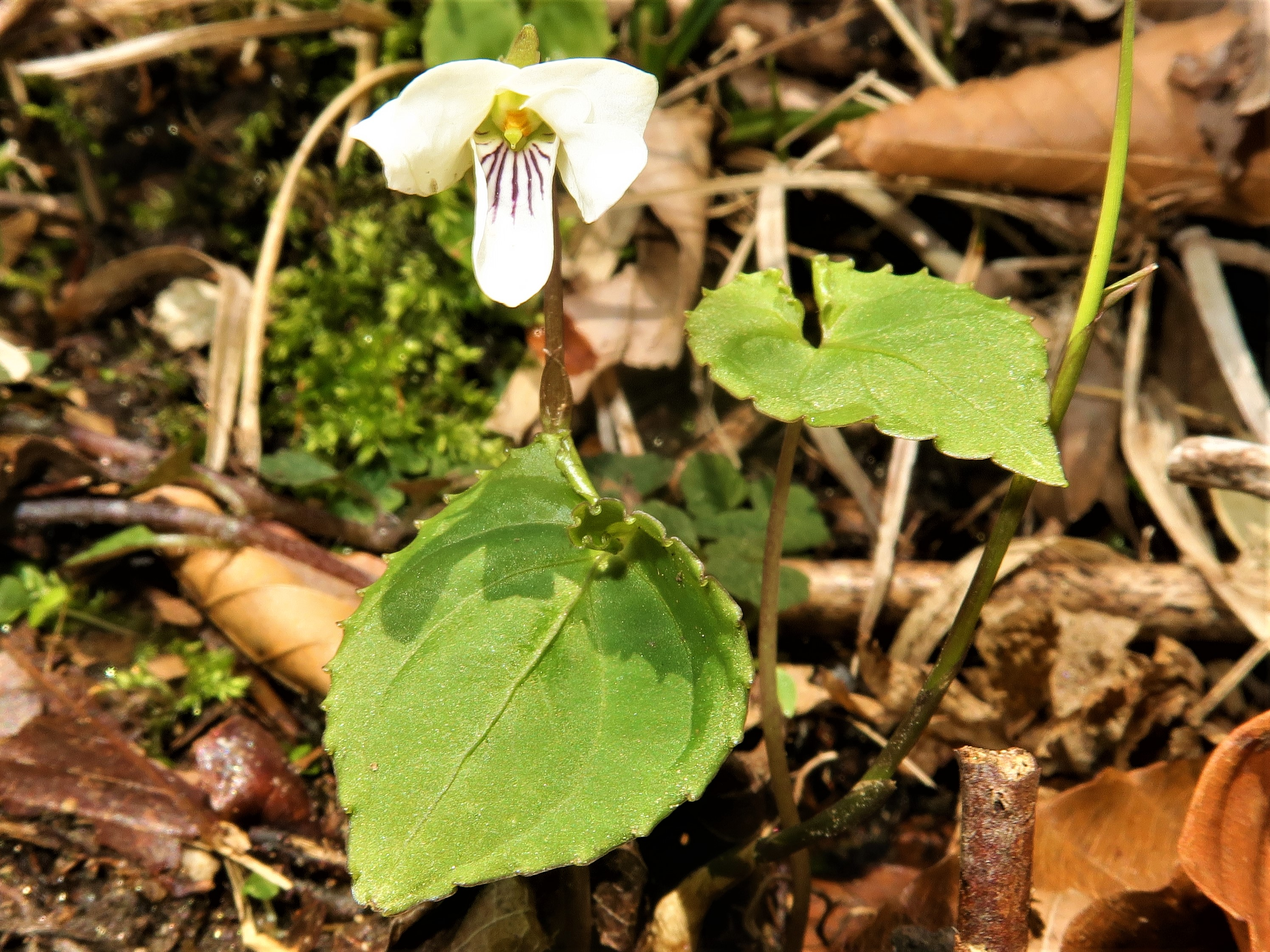
シコクスミレ

- V. shikokiana Makino ：シコクスミレ（四国菫[284]：別名ハコネスミレ[285]）[128][285][286]

## ウスバスミレ類

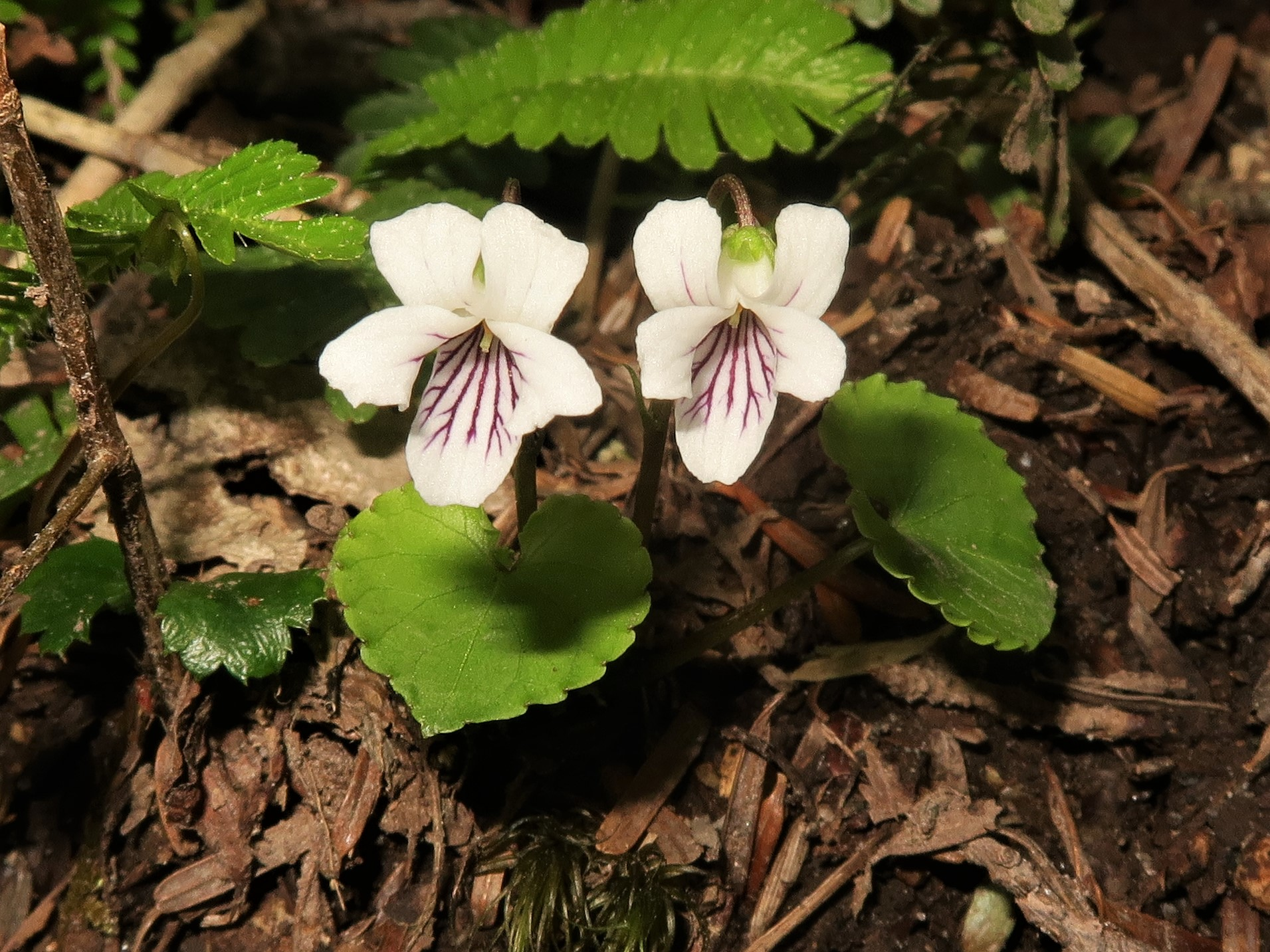
ウスバスミレ

- Viola blandiformis Nakai  ：ウスバスミレ（薄葉菫[287]）[288][289]

『日本の野生植物 草本II離弁花類』(1999)、p.249 及びいがりまさし (2008)、p.282 ではウスバスミレの学名を V. blandaeformis Nakai としている。

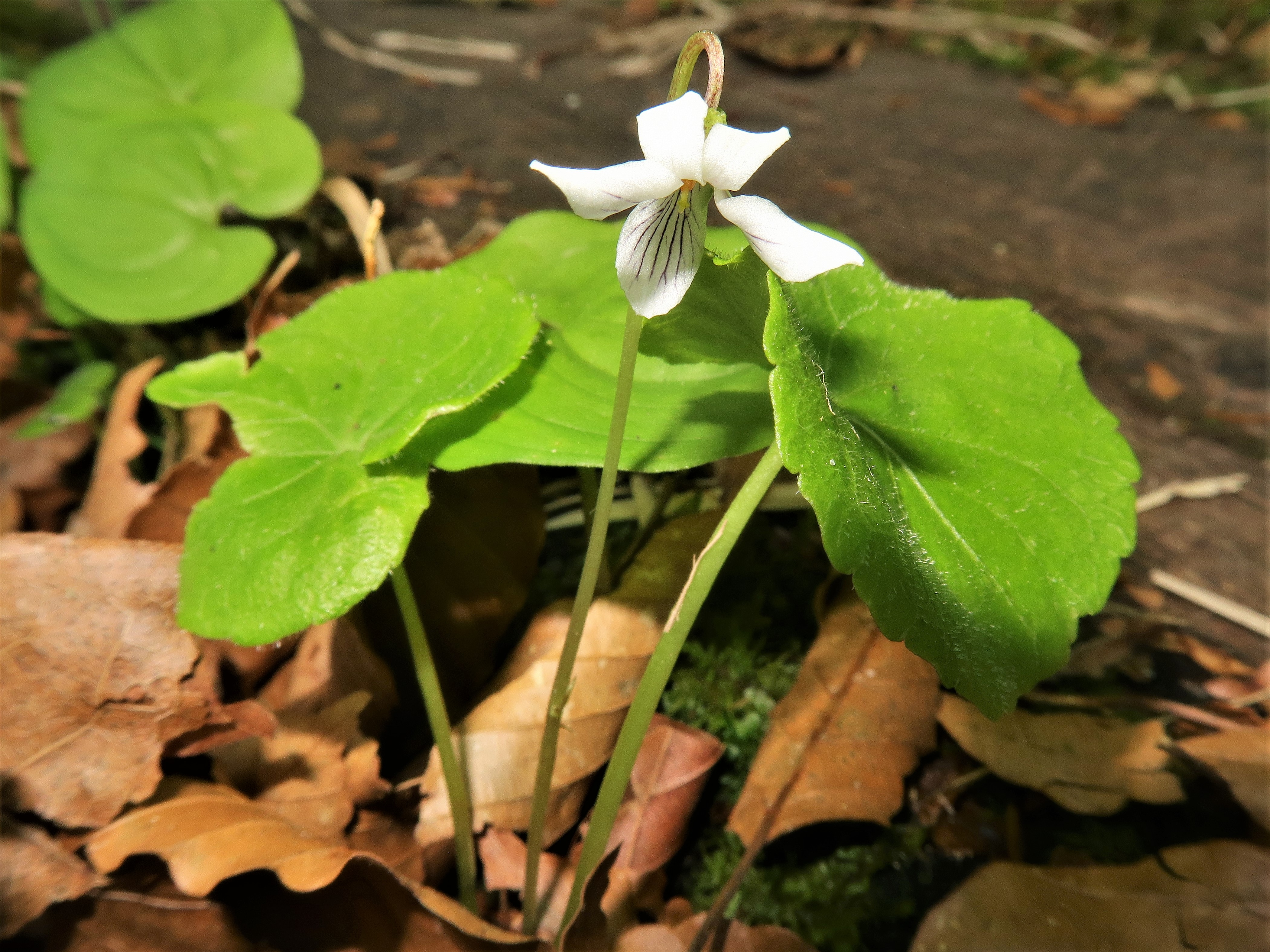
チシマウスバスミレ

- V. hultenii W.Becker ：チシマウスバスミレ（千島薄葉菫[287]：別名ケウスバスミレ[290]）[288][290]

(synonym: V. blandiformis Nakai var. pilosa H.Hara)
『日本の野生植物 草本II離弁花類』(1999)、p.249 では V. blandiformis Nakai var. pilosa H.Hara とし、V. hultenii  W.Becker を synonym としている。
環境省カテゴリーで別名のケウスバスミレで絶滅危惧 II類 (VU) となっている。
- V. epipsiloides A. et D.Löve ：タニマスミレ（谷間菫[293]：別名カラフトスミレ、オクヤマスミレ、イワスミレ、チシマコマノツメ[294]）[295][294]

(synonym:
V. epipsila Ledeb. subsp. repens W.Becker ,
V. epipsila auct. non Ledeb. ,
V. repens Turcz. ex Trautv. et C.A.Mey.  )
環境省カテゴリーで絶滅危惧 IB類 (EN) となっている。

## ミヤマスミレ類

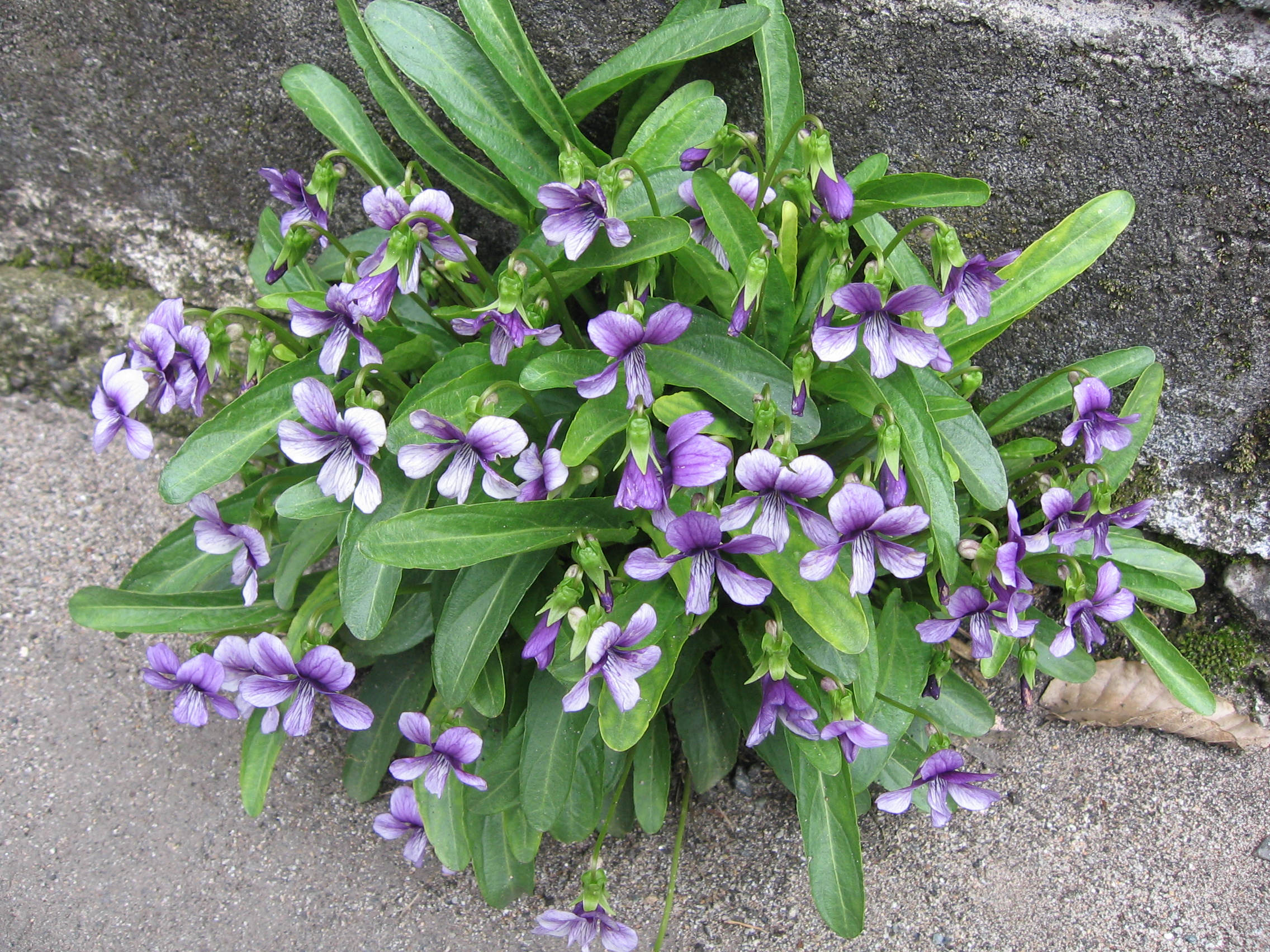
スミレ V. mandshurica

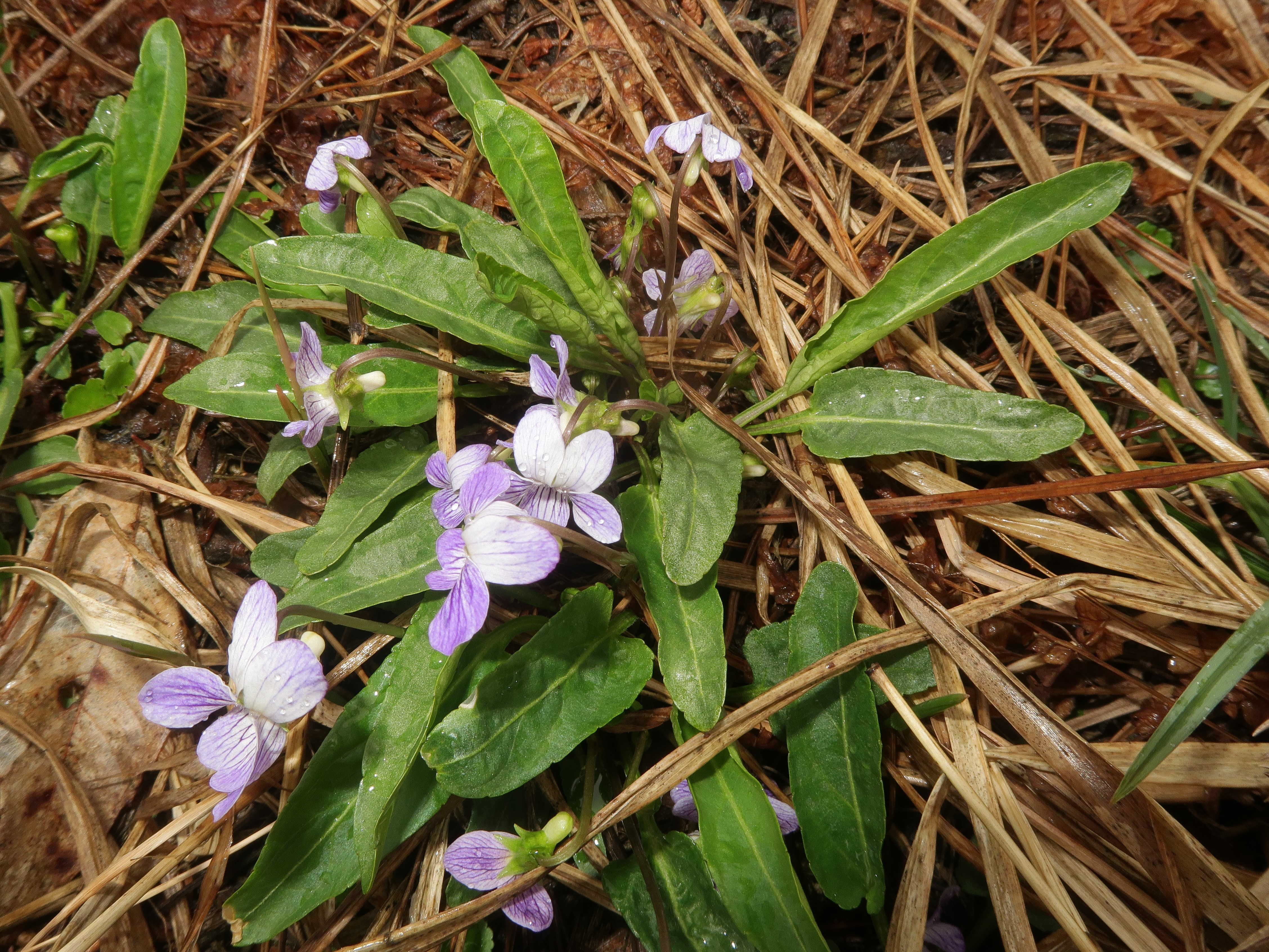
アリアケスミレ

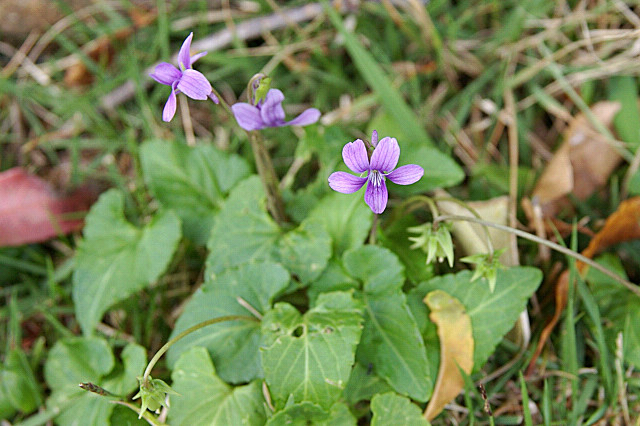
リュウキュウコスミレ（沖縄県今帰仁村・2007年3月）

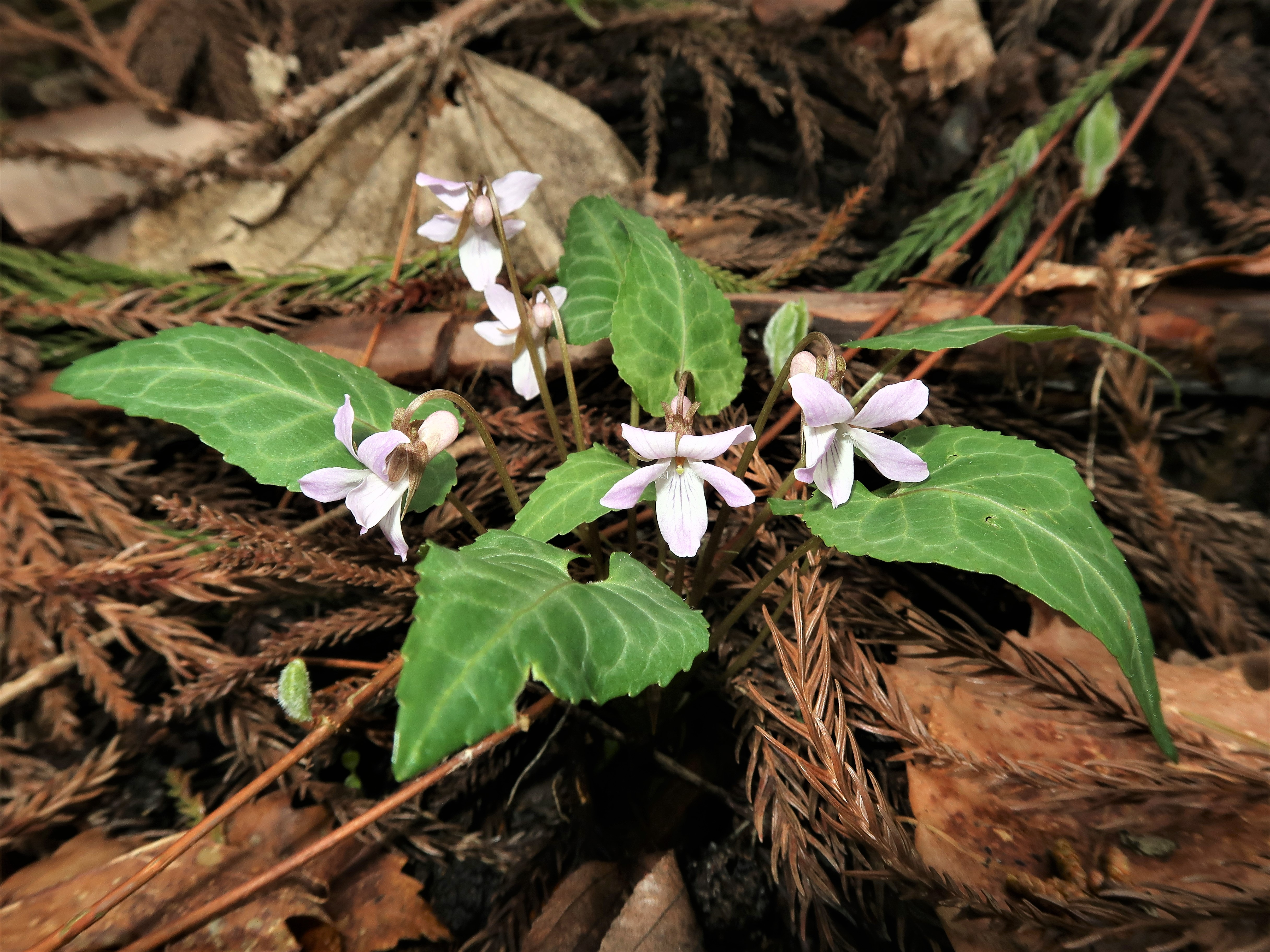
ヒナスミレ

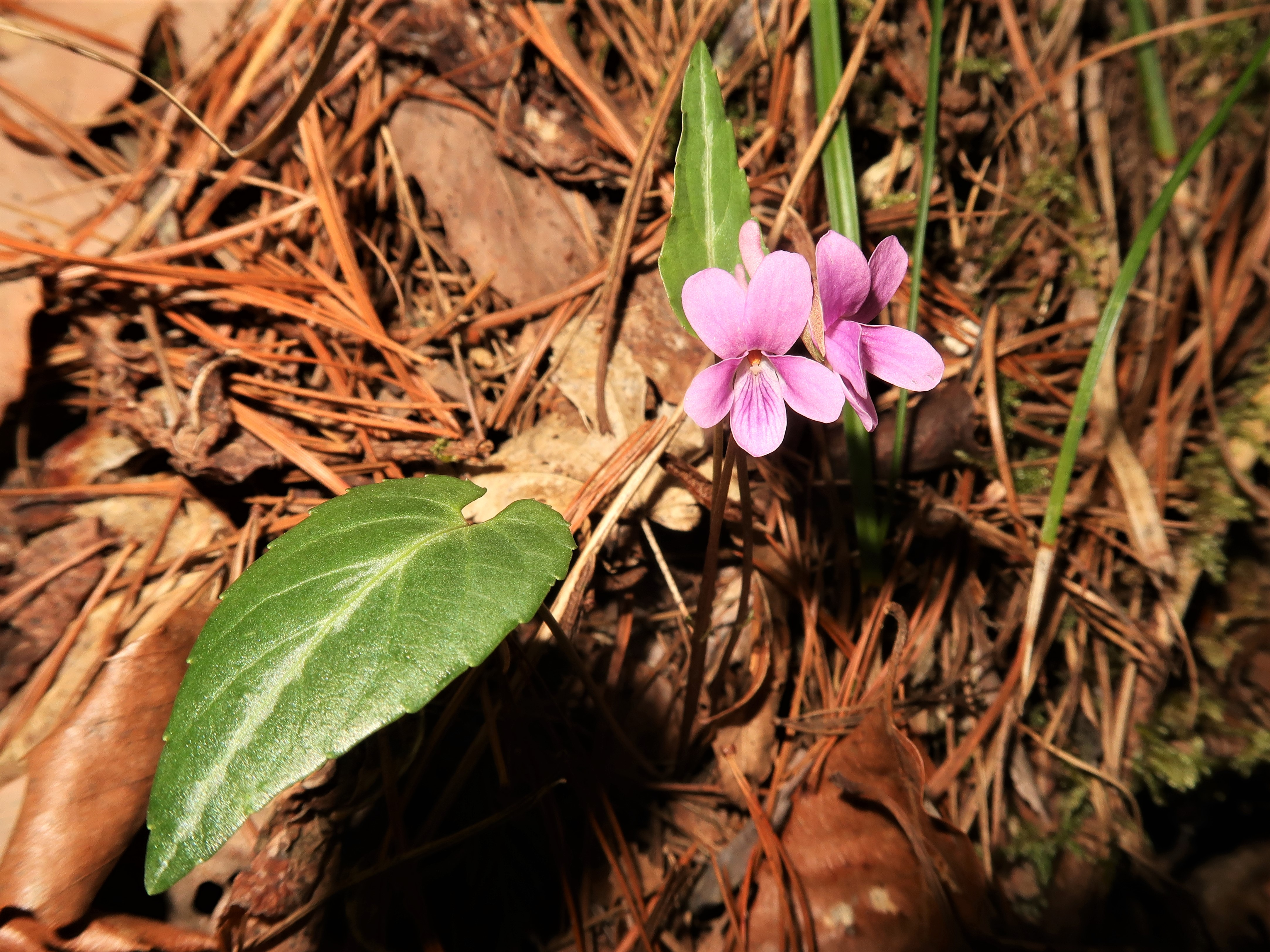
マキノスミレ

- Viola mandshurica W.Becker ：スミレ（菫[300]：別名ケナシスミレ、キンモンスミレ、オオバナスミレ[301]）[301][302][303]

(synonym: V. mandshurica W.Becker f. macrantha (Maxim.) Nakai ex Kitag. )
V. mandshurica W.Becker f. crassa (Tatew.) F.Maek. ：アナマスミレ（アナマ菫）
(synonym: V. mandshurica W.Becker var. crassa Tatew. )
『日本の野生植物 草本II離弁花類』(1999)、p.246 及びいがりまさし (2008)、pp.128, 283. ではアマナスミレの学名を V. mandshurica W.Becker var. crassa Tatew. としている。
V. mandshurica W.Becker f. dispar Honda ：ノコギリスミレ
V. mandshurica W.Becker f. hasegawae Hiyama ：シロガネスミレ（白金菫）
(synonym: V. mandshurica W.Becker f. albiflora P.Y.Fu et Y.C.Teng )
V. mandshurica W.Becker f. plena Hort. ex F.Maek. ：コモロスミレ（小諸菫）
V. mandshurica W.Becker f. glabripetala Hiyama ：ワカシュウスミレ（若衆菫）
米倉浩司・梶田忠 (2003-) 「BG Plants 和名−学名インデックス」（YList） 2012年11月23日閲覧。には収録されていない。
V. mandshurica W.Becker f. albo-variegata Hort. ex F. Maekawa ：ニシキスミレ（錦菫）
米倉浩司・梶田忠 (2003-) 「BG Plants 和名−学名インデックス」（YList） 2012年11月23日閲覧。には収録されていない。
V. mandshurica W.Becker var. ikedaeana (W.Becker ex Taken.) F.Maek. ：ホコバスミレ（鉾葉菫）
V. mandshurica W.Becker var. triangularis (Franch. et Sav.) M.Mizush. ：アツバスミレ（厚葉菫）
(synonym: V. mandshurica W.Becker var. boninensis (Nakai) M.Mizush. )
V. mandshurica W.Becker var. triangularis (Franch. et Sav.) M.Mizush. f. niijimensis (Nakai) F.Maek. et T.Hashim. ：ニイジマスミレ（新島菫）
(synonym: V. niijimensis Nakai )
V. mandshurica W.Becker var. triangularis (Franch. et Sav.) M.Mizush. f. pubigera Hiyama ex F.Maek. ：ケアツバスミレ

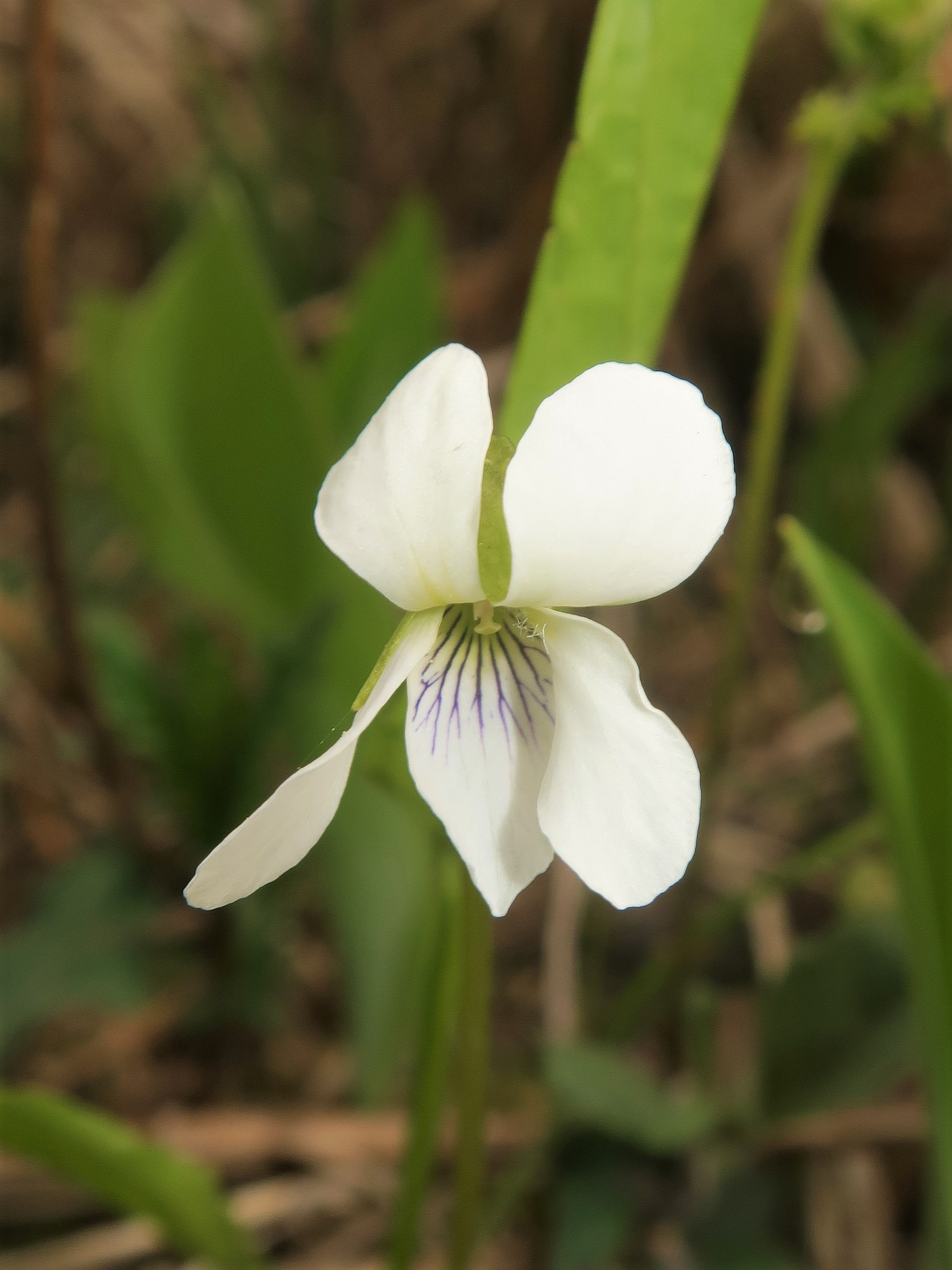
シロスミレ

- V. patrinii DC. ：シロスミレ（白菫[323]：別名シロバナスミレ[323][324]、ケシロスミレ、ハダカシロスミレ[324]）[2][324][325]

(synonym: V. patrinii DC. f. hispida W.Becker )
V. patrinii DC. f. toyokoroensis Koji Ito ：トヨコロスミレ
V. patrinii DC. var. angustifolia Regel ：ホソバシロスミレ（細葉白菫）
(synonym: V. patrinii DC. f. angustifolia (Regel) F.Maek. )
環境省カテゴリーで絶滅危惧 II類 (VU) となっている。
- V. betonicifolia Sm. var. betonicifolia ：タイワンヤノネスミレ[333][334]

(synonym:
V. caespitosa D.Don ,
V. oblongosagittata Nakai var. violascens Nakai )
V. betonicifolia Sm. var. albescens (Nakai) F.Maek. et T.Hashim. ：アリアケスミレ（有明菫）
V. betonicifolia Sm. var. oblongosagittata (Nakai) F.Maek. et T.Hashim. ：リュウキュウシロスミレ（琉球白菫：別名エナガスミレ、ヤノネシロバナスミレ）
『日本の野生植物 草本II離弁花類』(1999)、p.246 及びいがりまさし (2008)、pp.134, 282. ではリュウキュウシロスミレの学名を V. betonicifolia Sm. var. oblongo-sagittata (Nakai) F.Maek. et T.Hashim. としている。

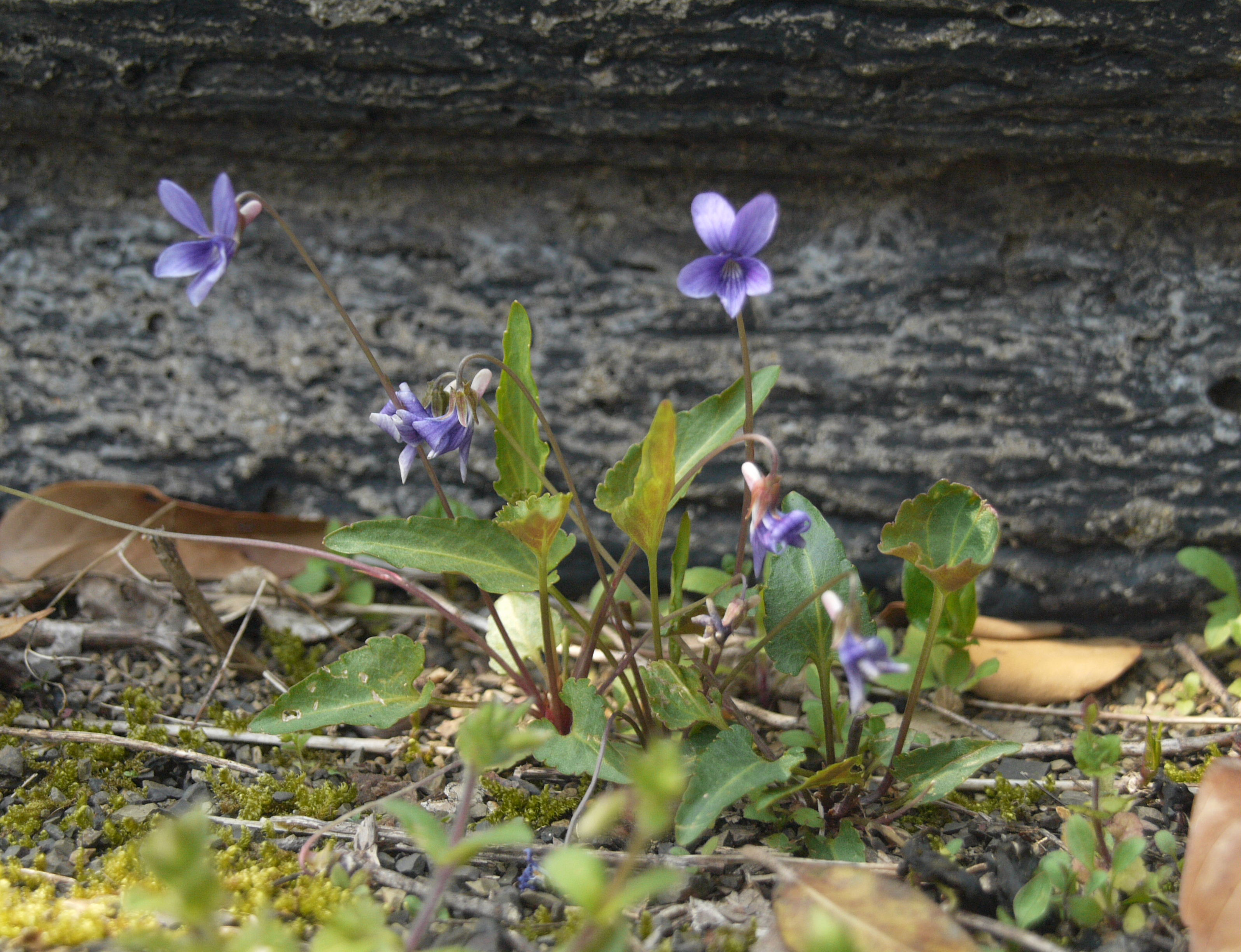
ヒメスミレ（2009年4月12日）

- V. inconspicua Blume subsp. nagasakiensis (W.Becker) J.C.Wang et T.C.Huang ：ヒメスミレ（姫菫：別名ケヒメスミレ、ツクシヒメスミレ、ケツクシヒメスミレ）

V. inconspicua Blume（広義）
(synonym:
V. confusa Champ. ex Benth. subsp. nagasakiensis (W.Becker) F.Maek. et T.Hashim. ,
V. confusa Champ. ex Benth. subsp. nagasakiensis (W.Becker) F.Maek. et T.Hashim. f. pilosa (F.Maek.) F.Maek. et T.Hashim. ,
V. minor (Makino) Makino ,
V. minor (Makino) Makino f. pilosa F.Maek. ,
V. minor (Makino) Makino f. serratodentata (Taken.) F.Maek. )

『日本の野生植物 草本II離弁花類』(1999)、p.246 及びいがりまさし (2008)、pp.136, 282. ではヒメスミレの学名を V. confusa Champ. ex Benth. subsp. nagasakiensis (W.Becker) F.Maek. et T.Hashim. としている。
ツクシヒメスミレをいがりまさし (2008)、pp.137, 282. では学名を V. confusa Champ. ex Benth. subsp. nagasakiensis (W.Becker) F.Maek. et T.Hashim. f. serrato-dentata (Takenouchi) F.Maekawa et Hashimoto として synonym とはあつかっていない。
V. inconspicua Blume subsp. nagasakiensis (W.Becker) J.C.Wang et T.C.Huang f. albescens (Taken.) Yonek. ：ウスイロヒメスミレ（薄色姫菫）
(synonym:
V. minor (Makino) Makino f. albescens (Taken.) F.Maek. ,
V. confusa Champ. ex Benth. subsp. nagasakiensis (W.Becker) F.Maek. et T.Hashim. f. albescens (Taken.) F.Maek. et T.Hashim. )
いがりまさし (2008)、pp.137, 282. ではウスイロヒメスミレの学名を V. confusa Champ. ex Benth. subsp. nagasakiensis (W.Becker) F.Maek. et T.Hashim. f. albescens (Taken.) F.Maek. et T.Hashim. としている。

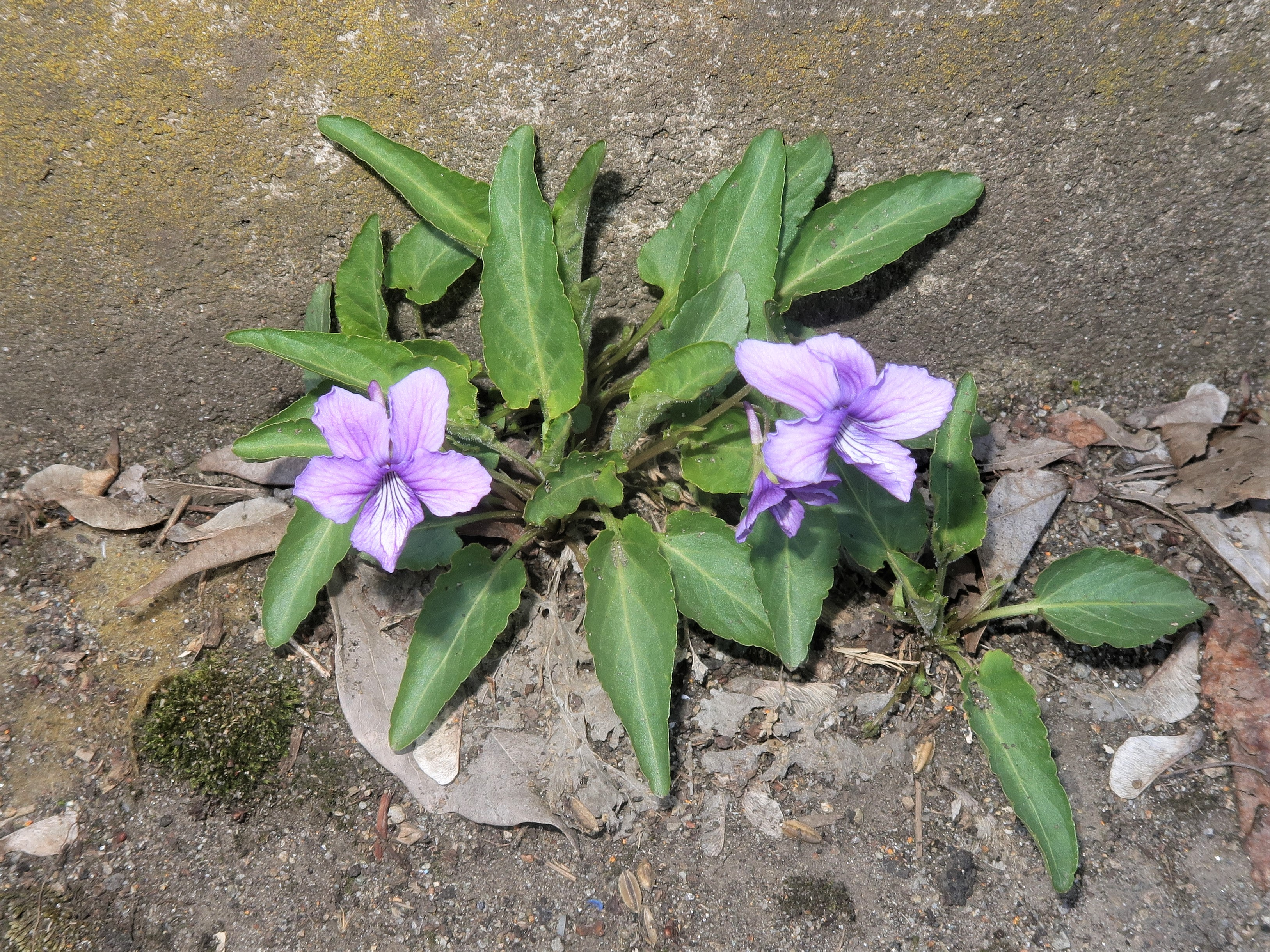
ノジスミレ

- V. yedoensis Makino ：ノジスミレ（野路菫[355]）[302][356][357]

(synonym:
V. alisoviana Kiss. ,
V. philippica auct. non Cav. )
V. yedoensis Makino f. albescens Hiyama ex F.Maek. ：シロノジスミレ（白野路菫）
(synonym: V. yedoensis Makino f. candida Kitag. )
V. yedoensis Makino f. glaberrima F.Maek ：ケナシノジスミレ（毛無野路菫）
V. yedoensis Makino f. barbata Hiyama ：オトコノジスミレ（男野路菫）
V. yedoensis Makino var. pseudojaponica (Nakai) T.Hashim. ：リュウキュウコスミレ（琉球小菫）
いがりまさし (2008)、p.140, 284. では V. yedoensis Makino var. pseudo-japonica (Nakai) T.Hashim. と表記している。
(synonym:
V. philippica Cav. var. pseudojaponica (Nakai) Y.S.Chen 
V. pseudojaponica Nakai )
『日本の野生植物 草本II離弁花類』(1999)、p.246 では V. pseudo-japonica Nakai としている。
V. yedoensis Makino var. pseudojaponica (Nakai) T.Hashim. f. sonoharae E.Hama ：シロバナリュウキュウコスミレ（白花琉球小菫）
いがりまさし (2008)、p.140, 284. では V. yedoensis Makino var. pseudo-japonica (Nakai) T.Hashim. f. sonoharae E.Hama と表記している。

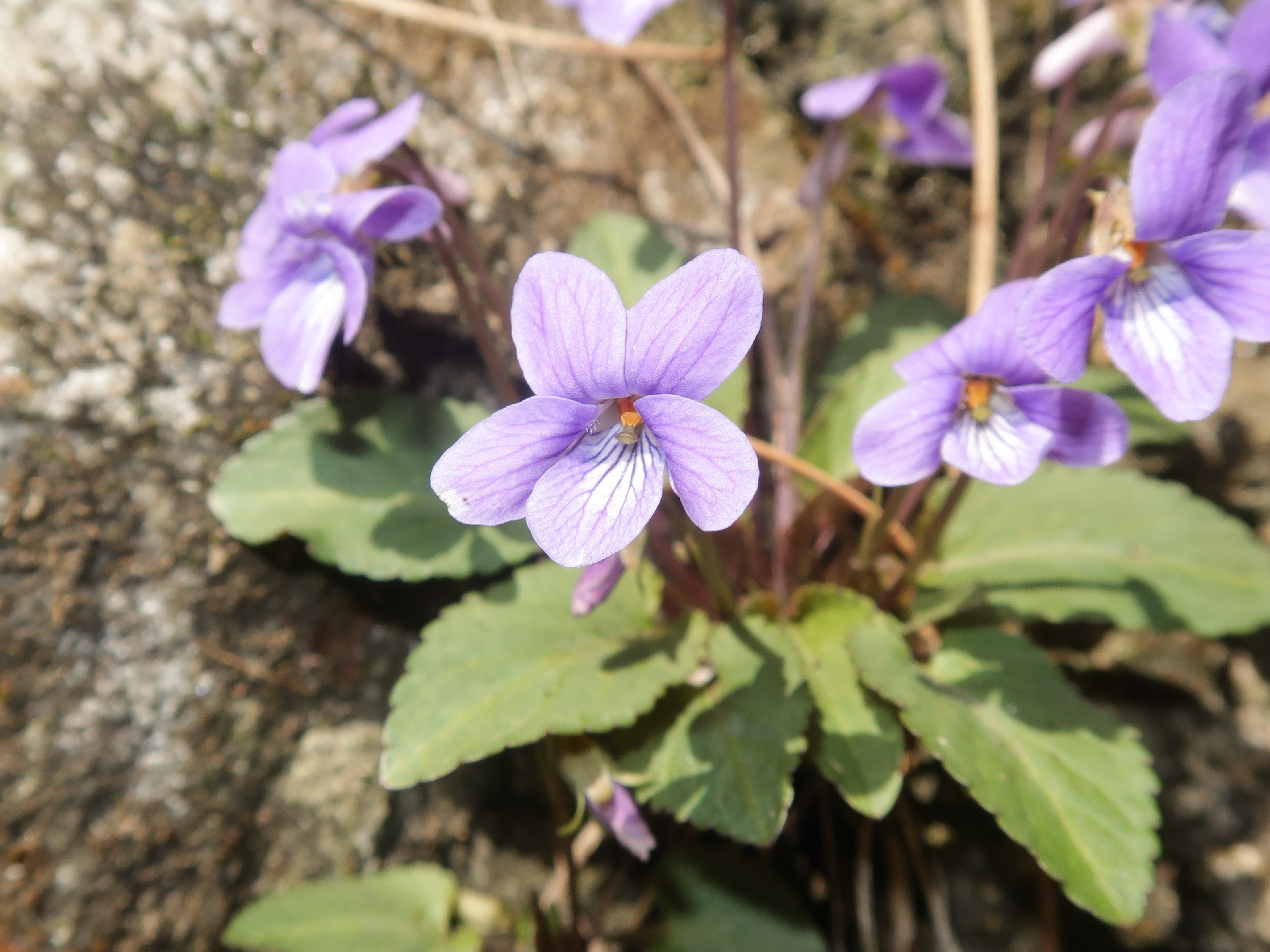
コスミレ

- V. japonica Langsd. ex DC. ：コスミレ（小菫[371]：別名ツクシコスミレ）[302][372][373]

V. japonica Langsd. ex DC. f. albida F.Maek. ：シロバナツクシコスミレ（白花筑紫小菫）
V. japonica Langsd. ex DC. f. barbata (Hiyama) Hiyama ex F.Maek. ：ヒゲコスミレ（髭小菫）
V. japonica Langsd. ex DC. f. variegata (Hatus.) F.Maek. ：フイリコスミレ

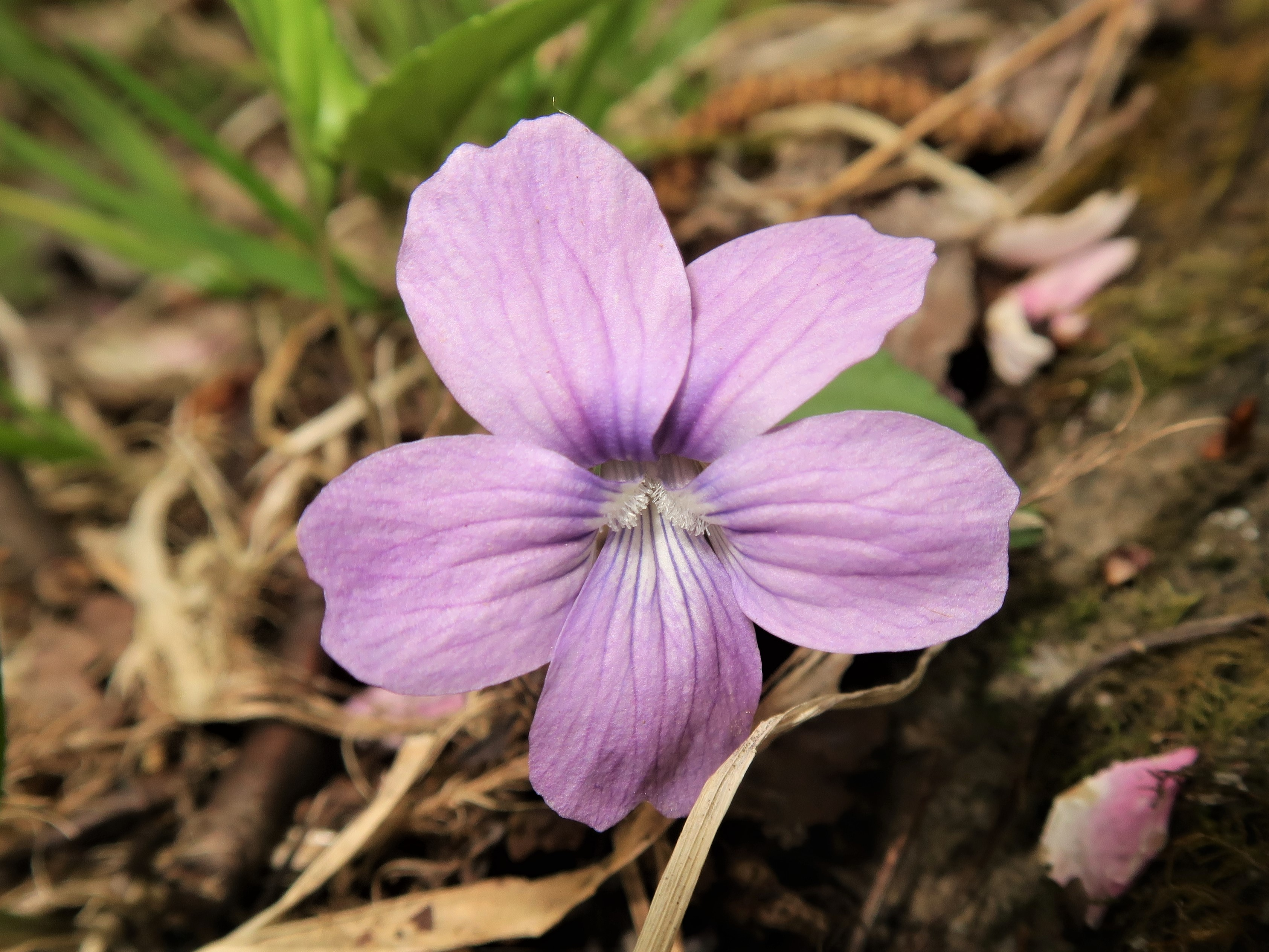
サクラスミレ

- V. hirtipes S.Moore ：サクラスミレ（桜菫[379]）[302][380][381]

V. hirtipes S.Moore f. rhodovenia (Nakai) Hiyama ex F.Maek. ：チシオスミレ（血潮菫）
(synonym: V. hirtipes S.Moore var. rhodovenia Nakai)
『日本の野生植物 草本II離弁花類』(1999)、p.247 では V. hirtipes S.Moore var. rhodovenia Nakai としている。
V. hirtipes S.Moore f. lactiflora T.Hashim., nom. nud. ：シロバナサクラスミレ（白花桜菫）
V. hirtipes S.Moore f. glabra E.Hama ：ケナシサクラスミレ
V. hirtipes S.Moore f. grisea (Nakai) Hiyama ：ワタゲスミレ
V. hirtipes S.Moore f. nudipes Hiyama ：ケントクスミレ

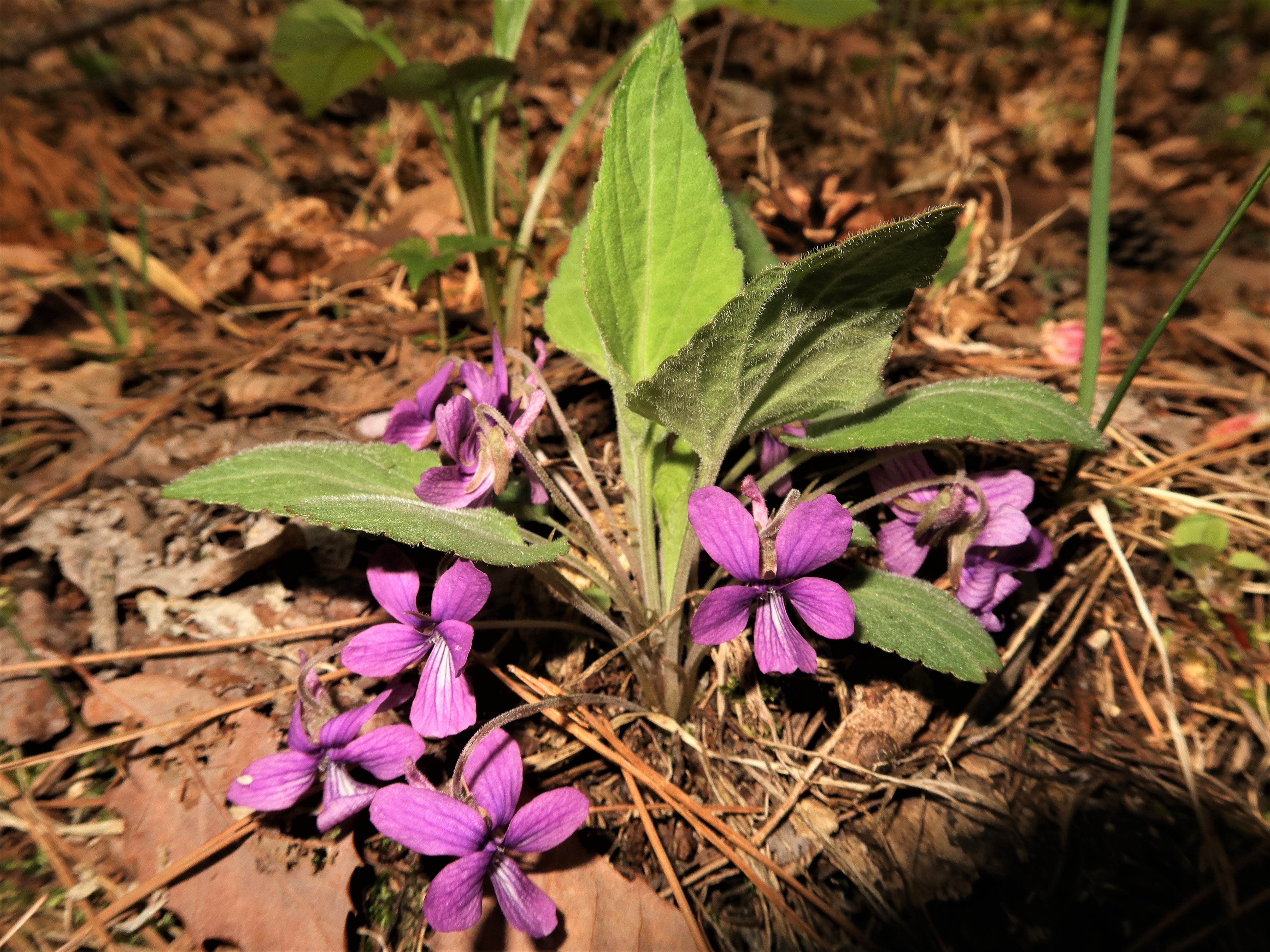
アカネスミレ

- V. phalacrocarpa Maxim. ：アカネスミレ（茜菫[389]：別名ウスアカネスミレ[390][* 2]）[302][390][391]

V. phalacrocarpa Maxim. f. chionantha Hiyama ：コボトケスミレ（小仏菫）
V. phalacrocarpa Maxim. f. glaberrima (W.Becker) F.Maek. ：オカスミレ（丘菫）
(synonym: V. phalacrocarpa Maxim. var. glaberrima W.Becker )
『日本の野生植物 草本II離弁花類』(1999)、p.246 では V. phalacrocarpa Maxim. var. glaberrima W.Becker としている。
V. phalacrocarpa Maxim. f. subpubescens Hiyama ex F.Maek. ：ウスゲオカスミレ
V. phalacrocarpa Maxim. f. leucantha Hiyama ：シロバナウスゲオカスミレ
いがりまさし (2008)、pp.147, 283. ではシロバナオカスミレ（白花丘菫）としている。
V. phalacrocarpa Maxim. f. plena Okuhara ex T.Shimizu ：ナガワスミレ

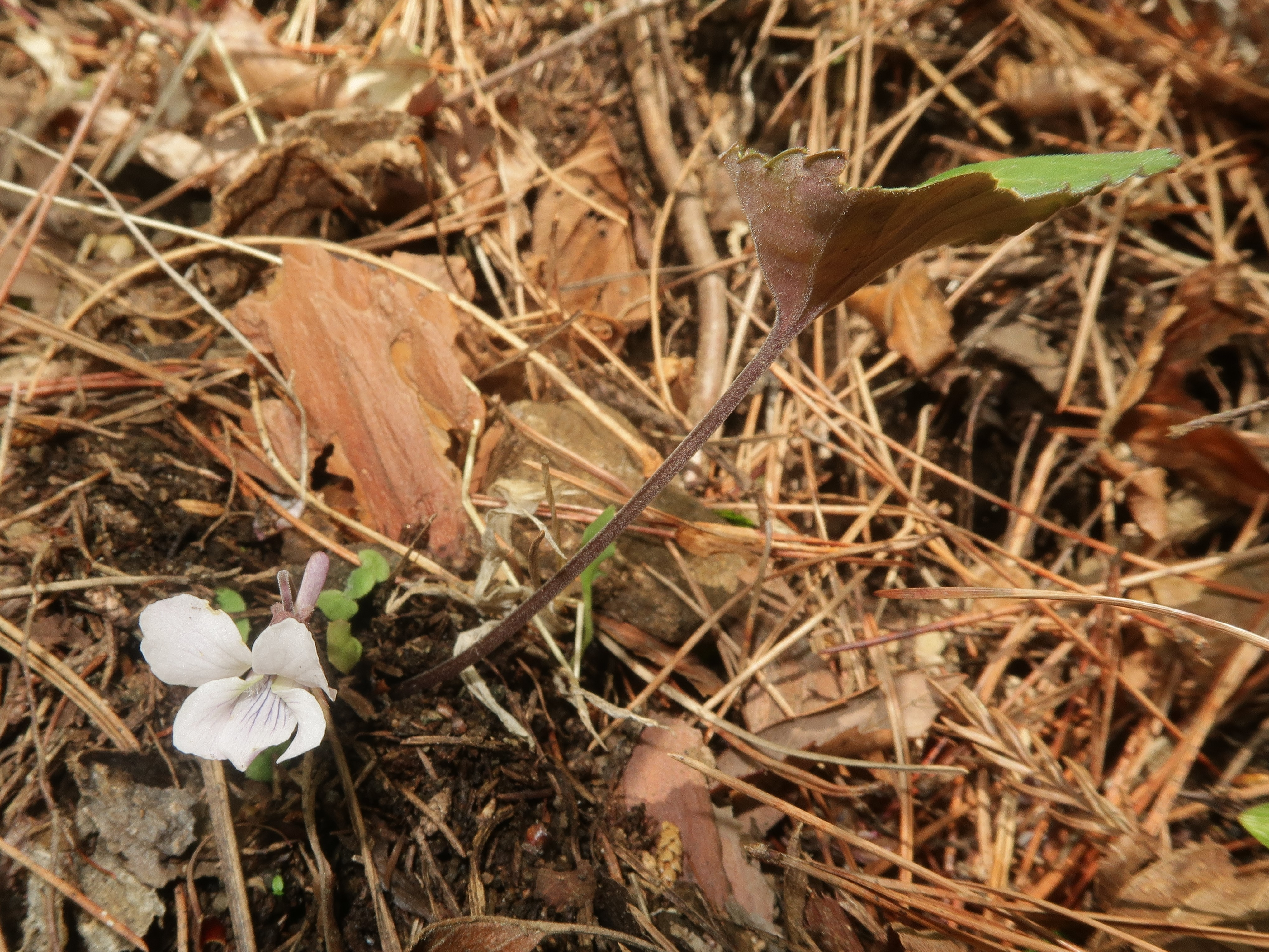
ゲンジスミレ

- V. variegata Fisch. ex DC. var. nipponica Makino ：ゲンジスミレ（源氏菫：別名イヨスミレ）

(synonym: V. variegata Fisch. ex DC. f. nipponica (Makino) F.Maek. )
ゲンジスミレの基本種は V. variegata Fisch. ex DC. var. variegata （フイリゲンジスミレ）である。

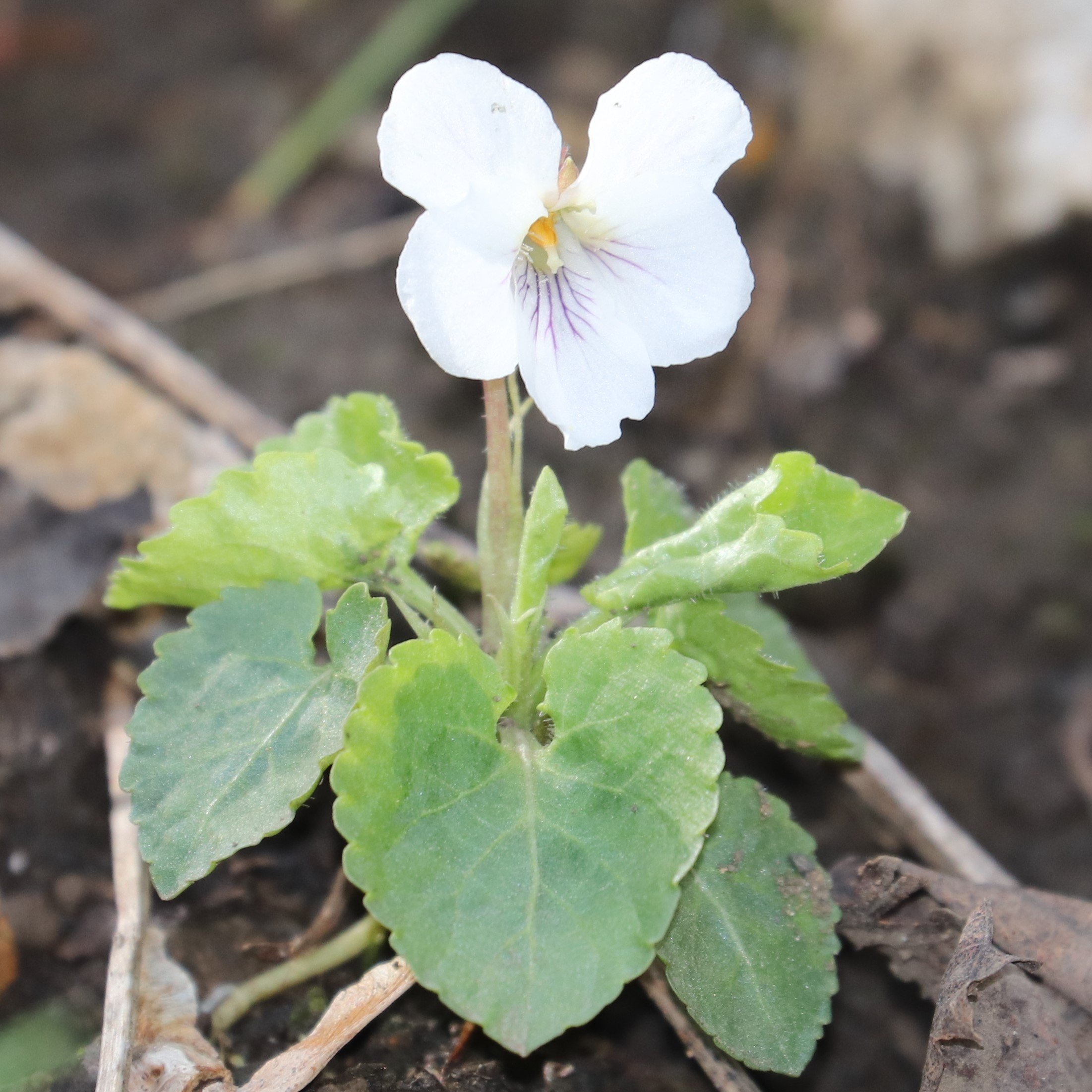
マルバスミレ

- V. keiskei Miq. ：マルバスミレ（丸葉菫[407]：別名ケマルバスミレ）[408][409]

(synonym:
V. keiskei Miq. f. okuboi (Makino) F.Maek.,
V. keiskei Miq. var. glabra (Makino) W.Becker,
V. okuboi (Makino) Makino)
『日本の野生植物 草本II離弁花類』(1999)、p.247 では V. keiskei Miq. をケマルバスミレとし、マルバスミレを V. keiskei Miq. var. glabra (Makino) W.Becker としている。
V. keiskei Miq. f. barbata Hiyama ex F.Maek. ：ヒゲマルバスミレ（髭毛丸葉菫）

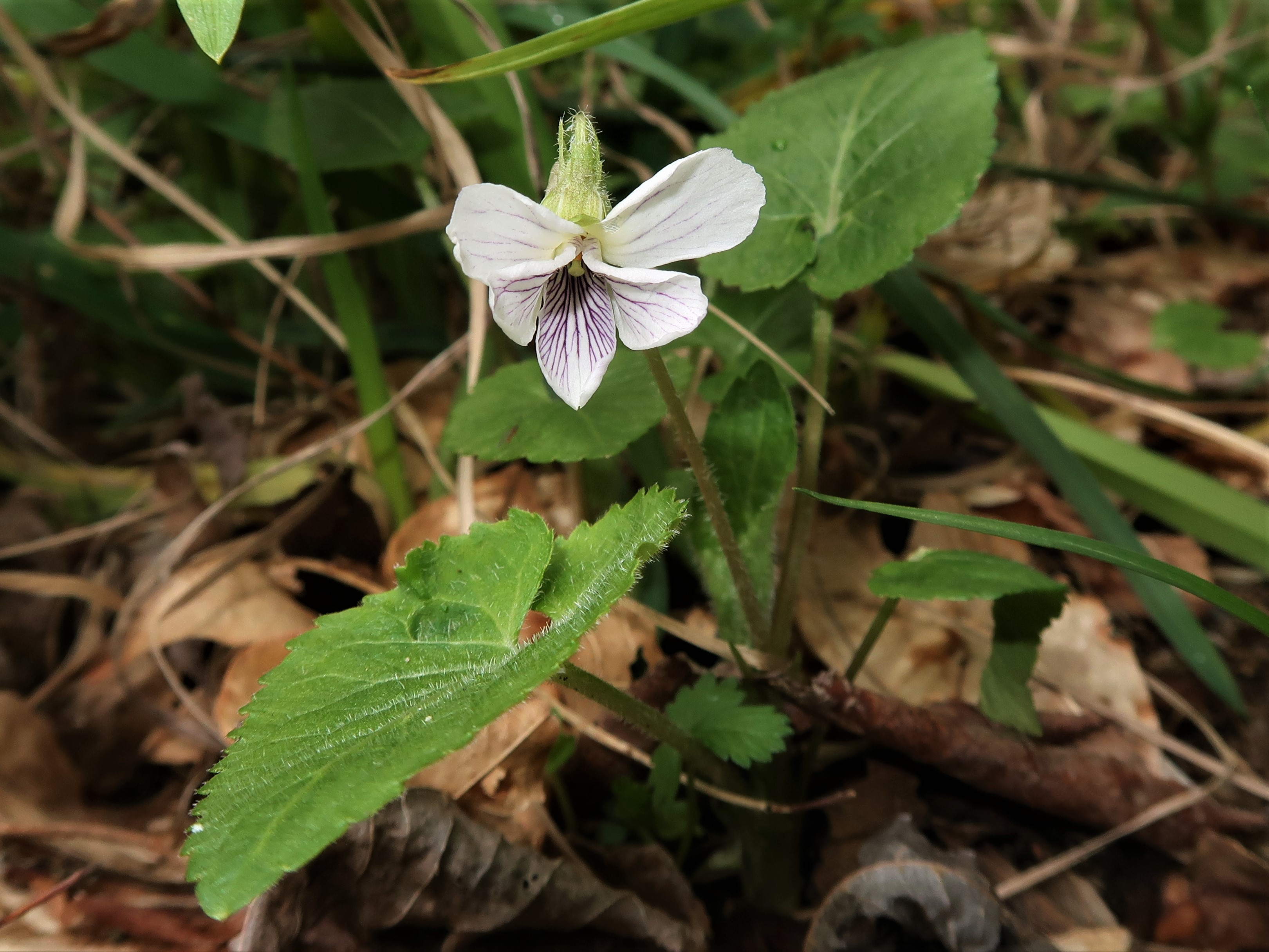
ヒカゲスミレ

- V. yezoensis Maxim. ：ヒカゲスミレ（日陰菫[414]：別名エゾコスミレ）[402][415][416]

V. yezoensis Maxim. f. discolor (Nakai) Hiyama ex F.Maek. ：タカオスミレ（高尾菫：別名ハグロスミレ）
V. yezoensis Maxim. var. asoana E.Hama ：アソヒカゲスミレ（阿蘇日陰菫）

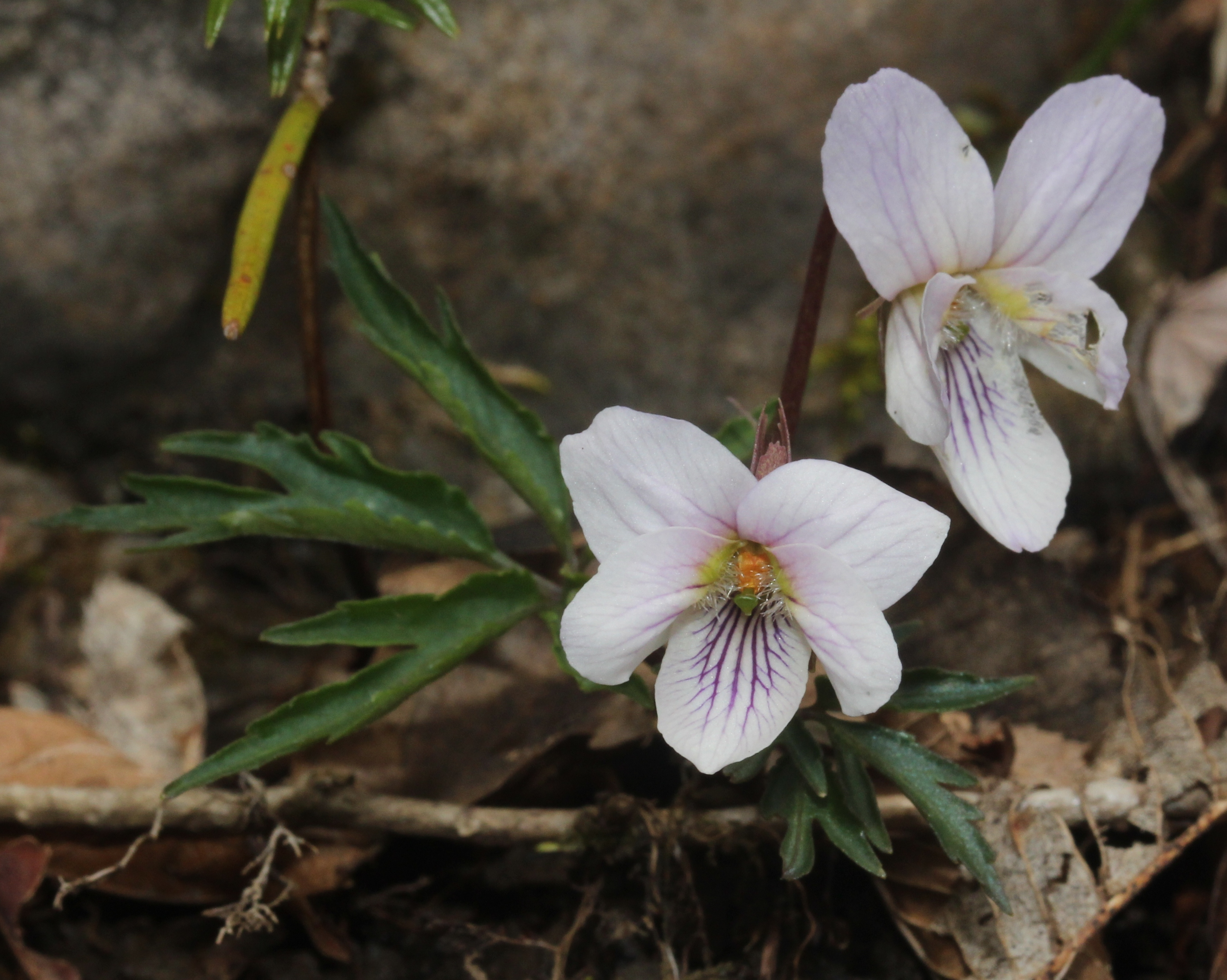
エイザンスミレ（2007年4月15日）

- V. eizanensis (Makino) Makino ：エイザンスミレ（叡山菫[421]：別名エゾスミレ）[402][422][423]

(synonym:
V. chaerophylloides (Regel) W.Becker var. eizanensis (Makino) Ohwi ,
V. dissecta Ledeb. var. chaerophylloides (Regel) Makino f. eizanensis (Makino) E.Ito )
V. eizanensis (Makino) Makino f. candida Hiyama ：シロバナエゾスミレ（白花蝦夷菫）
V. eizanensis (Makino) Makino var. simplicifolia (Makino) Makino ：ヒトツバエゾスミレ（一葉蝦夷菫）
(synonym:
V. eizanensis (Makino) Makino f. simplicifolia (Makino) F.Maek. ,
V. dissecta Ledeb. var. chaerophylloides (Regel) Makino f. simplicifolia (Makino) Ohwi ：)
『日本の野生植物 草本II離弁花類』(1999)、p.247 ではヒトツバエゾスミレを V. eizanensis (Makino) Makino f. simplicifolia (Makino) F.Maek. としている。
V. eizanensis (Makino) Makino var. simplicifolia Makino f. leucantha Hiyama ：ナルカミスミレ（鳴神菫）
- V. chaerophylloides (Regel) W.Becker var. chaerophylloides ：ナンザンスミレ（南山菫[434]）[402][435]

V. chaerophylloides (Regel) W.Becker は米倉浩司・梶田忠 (2003-)　「BG Plants 和名−学名インデックス」（YList）（2012年11月22日閲覧。）によれば、広義の学名で、ヒゴスミレ（別名ナンザンスミレ、トウカンスミレ）が和名として充てられている。いがりまさし (2008)、pp.159, 282. では V. chaerophylloides (Regel) W.Becker をナンザンスミレとしている。
(synonym:
V. albida Palib. var. chaerophylloides (Regel) F.Maek.,
V. dissecta Ledeb. var. chaerophylloides (Regel) Makino)
V. chaerophylloides (Regel) W.Becker var. sieboldiana (Maxim.) Makino ：ヒゴスミレ（肥後菫）
(synonym:
V. chaerophylloides (Regel) W.Becker f. sieboldiana (Maxim.) F.Maek. et T.Hashim. ,
V. albida Palib. var. chaerophylloides (Regel) F.Maek. f. sieboldiana (Maxim.) F.Maek. )
いがりまさし (2008)、pp.160, 282. ではヒゴスミレを V. chaerophylloides (Regel) W.Becker f. sieboldiana (Maxim.) F.Maek. et T.Hashim. としている。

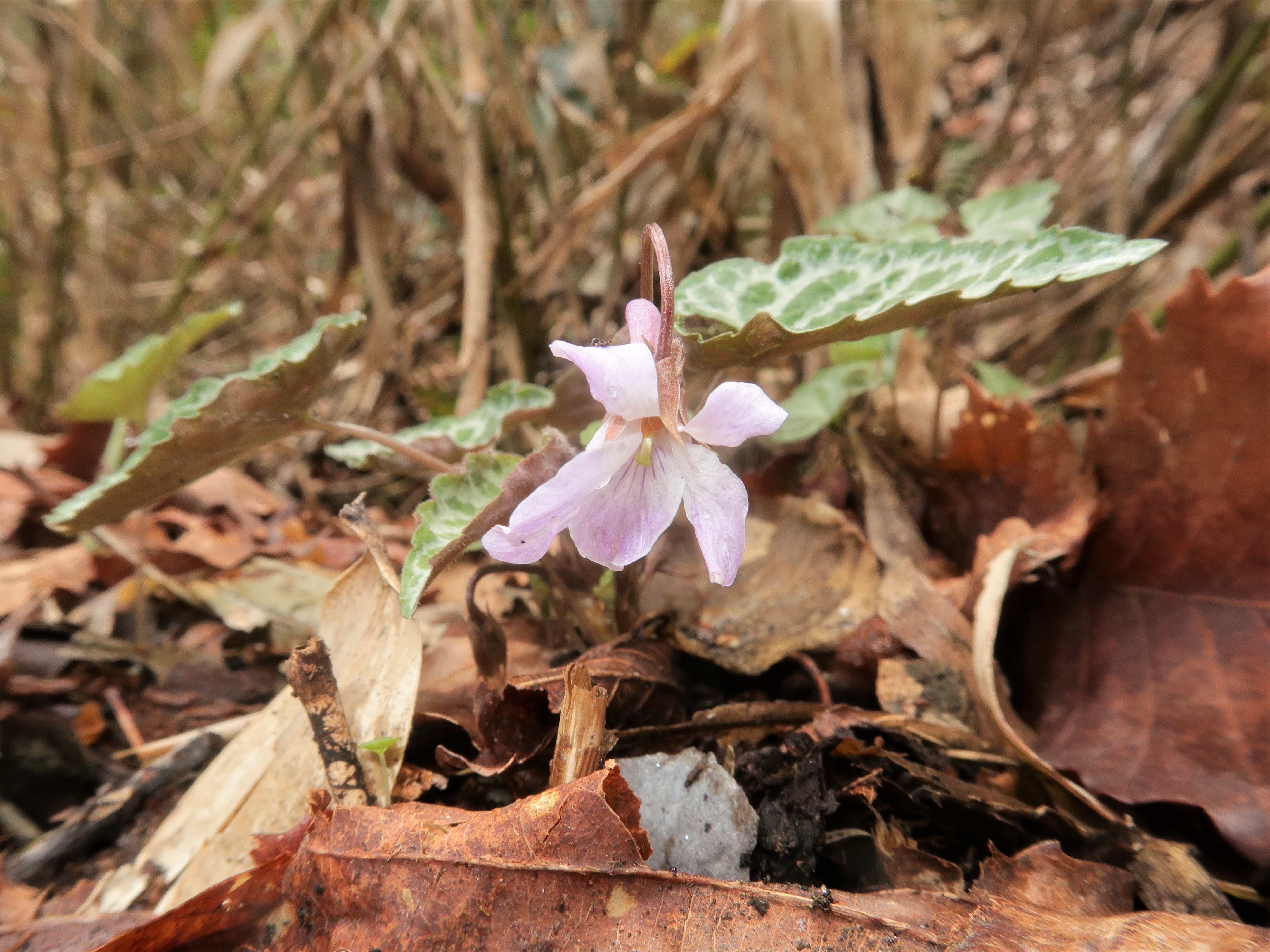
フジスミレ

- V. tokubuchiana Makino var. tokubuchiana ：フジスミレ （藤菫[443]）[402][444][445]

(synonym: V. nikkoensis Nakai )
V. tokubuchiana Makino f. lactiflora E.Hama ：シロバナフジスミレ（白花藤菫）
V. tokubuchiana Makino f. concolor E.Hama ：ミドリフジスミレ（緑藤菫）
V. tokubuchiana Makino var. takedana (Makino) F.Maek. ：ヒナスミレ（雛菫：別名アラゲスミレ、コウライアラゲスミレ、イヌガタケスミレ）
(synonym:
V. takedana Makino 
V. funghuangensis P.Y.Fu et Y.C.Teng 
V. scabrida Nakai （別名アラゲスミレ、コウライアラゲスミレ）)
『日本の野生植物 草本II離弁花類』(1999)、p.248 ではヒナスミレを V. takedana Makino としている。
V. tokubuchiana Makino var. takedana (Makino) F.Maek. f. albiflora Hayashi ：シロバナヒナスミレ（白花雛菫）
V. tokubuchiana Makino var. takedana (Makino) F.Maek. f. variegata (Nakai) F.Maek. ：フイリヒナスミレ（斑入雛菫）
(synonym: V. takedana Makino f. variegata (Nakai) Makino )
V. tokubuchiana Makino var. takedana (Makino) F.Maek. f. austroyezoensis (Kawano) F.Maek. et T.Hashim. ：エゾヒナスミレ（蝦夷雛菫）
(synonym: V. takedana Makino var. austroyezoensis Kawano )
いがりまさし (2008)、pp.165, 284. ではエゾヒナスミレを V. takedana Makino var. austroyezoensis Kawano としている。
V. tokubuchiana Makino var. takedana (Makino) F.Maek. f. yoshiokai F. Maekawa et Hashimoto ：イヌガタケスミレ（犬ヶ岳菫）
米倉浩司・梶田忠 (2003-) 「BG Plants 和名−学名インデックス」（YList） 2012年11月23日閲覧。には収録されていない。

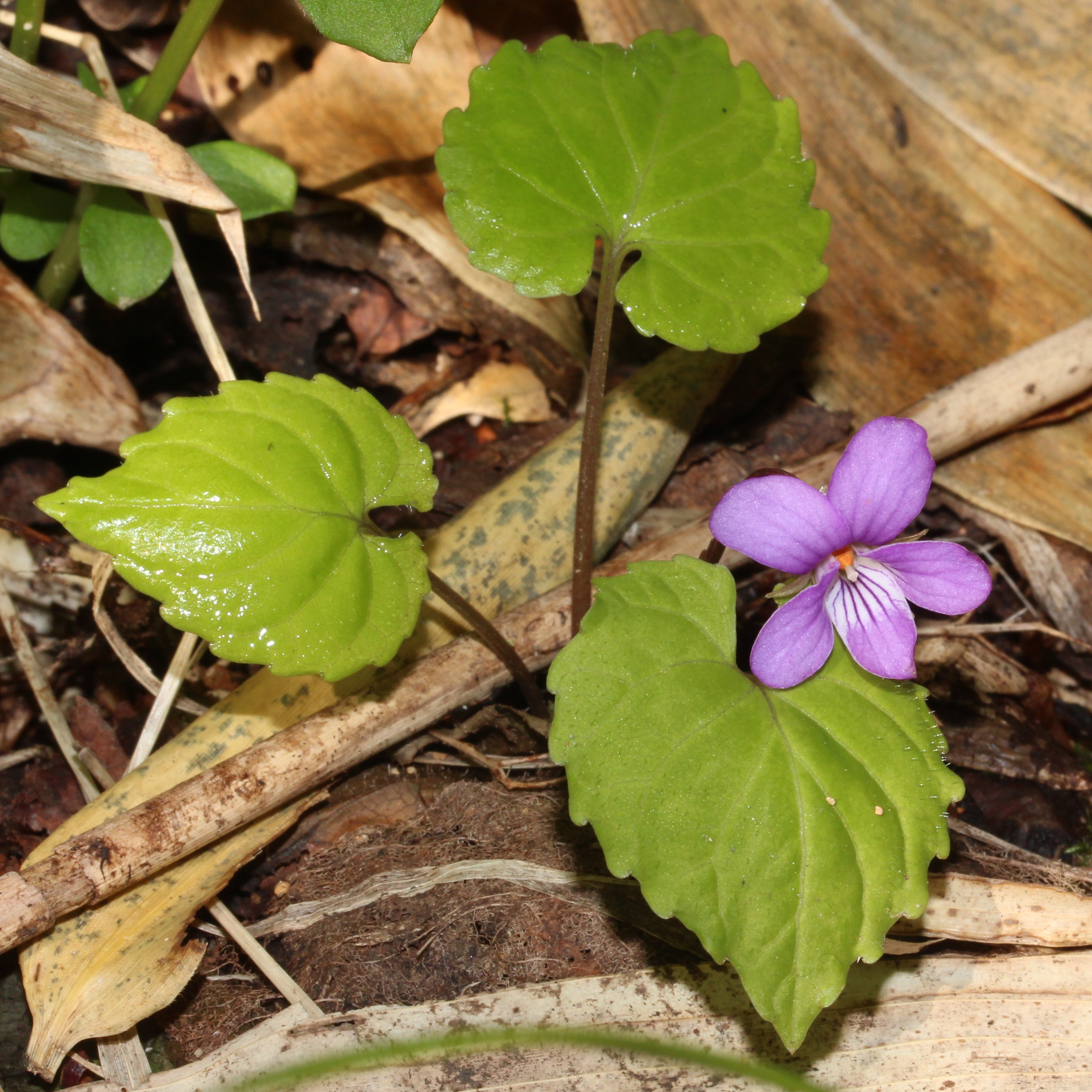
ミヤマスミレ

- V. selkirkii Pursh ex Goldie ：ミヤマスミレ（深山菫[464]）[128][465][466]

V. selkirkii Pursh ex Goldie f. alba Tatew. ：シロバナミヤマスミレ（白花深山菫：別名シロミヤマスミレ）
(synonym: V. selkirkii Pursh ex Goldie f. albiflora (Nakai) F.Maek. )
V. selkirkii Pursh ex Goldie f. variegata (Nakai) F.Maek. ：フイリミヤマスミレ（斑入深山菫）
V. selkirkii Pursh ex Goldie f. subglabra (W.Becker) M.Mizush. ：ハダカミヤマスミレ

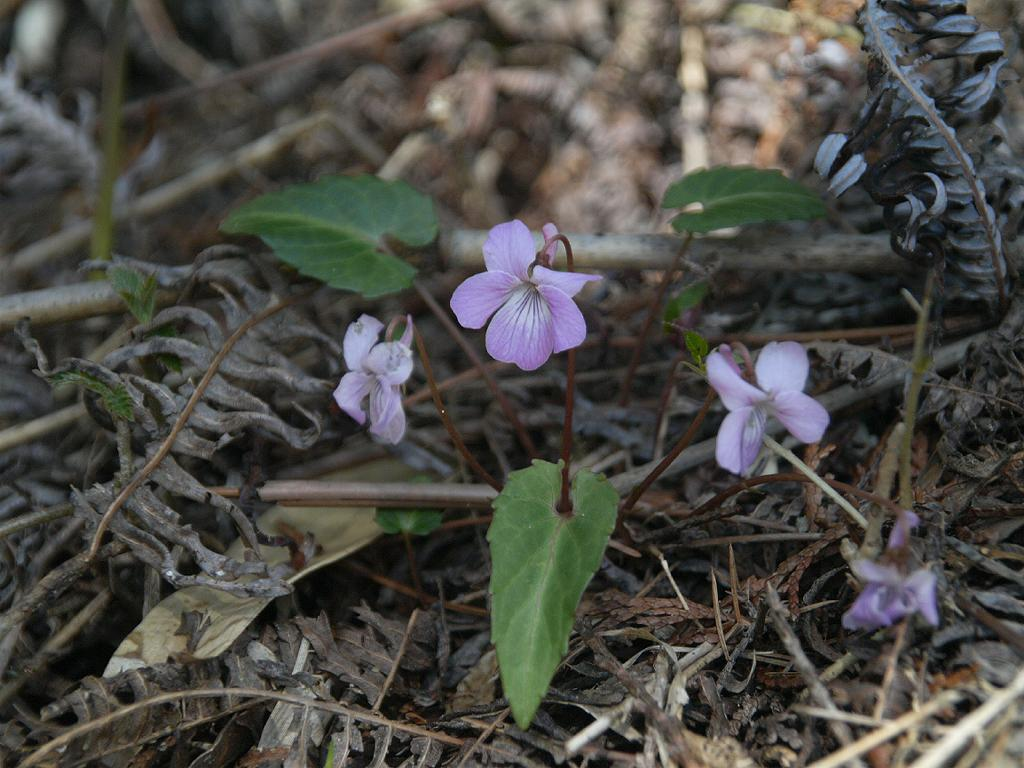
シハイスミレ 2009年3月21日

- V. violacea Makino var. violacea ：シハイスミレ（紫背菫[473]）[402][474][475]

V. violacea Makino f. albida (Nakai) F.Maek. ：シロバナシハイスミレ（白花紫背菫）
V. violacea Makino f. versicolor E.Hama ：フイリシハイスミレ（斑入紫背菫）
V. violacea Makino f. pictifolia Honda ：コンピラスミレ（金比羅菫）
V. violacea Makino f. concolor Nakash. ：ミドリシハイスミレ
V. violacea Makino var. makinoi (H.Boissieu) Hiyama ex F.Maek. ：マキノスミレ（牧野菫：別名ホソバスミレ）
(synonym: V. makinoi H.Boissieu )
V. violacea Makino var. makinoi (H.Boissieu) Hiyama ex F.Maek. f. variegata E.Hama ：フイリマキノスミレ（斑入牧野菫）
V. violacea Makino var. tanakaeana (Makino) T.Hashim. ：シナノスミレ（信濃菫）
(synonym: V. x tanakaeana Makino )

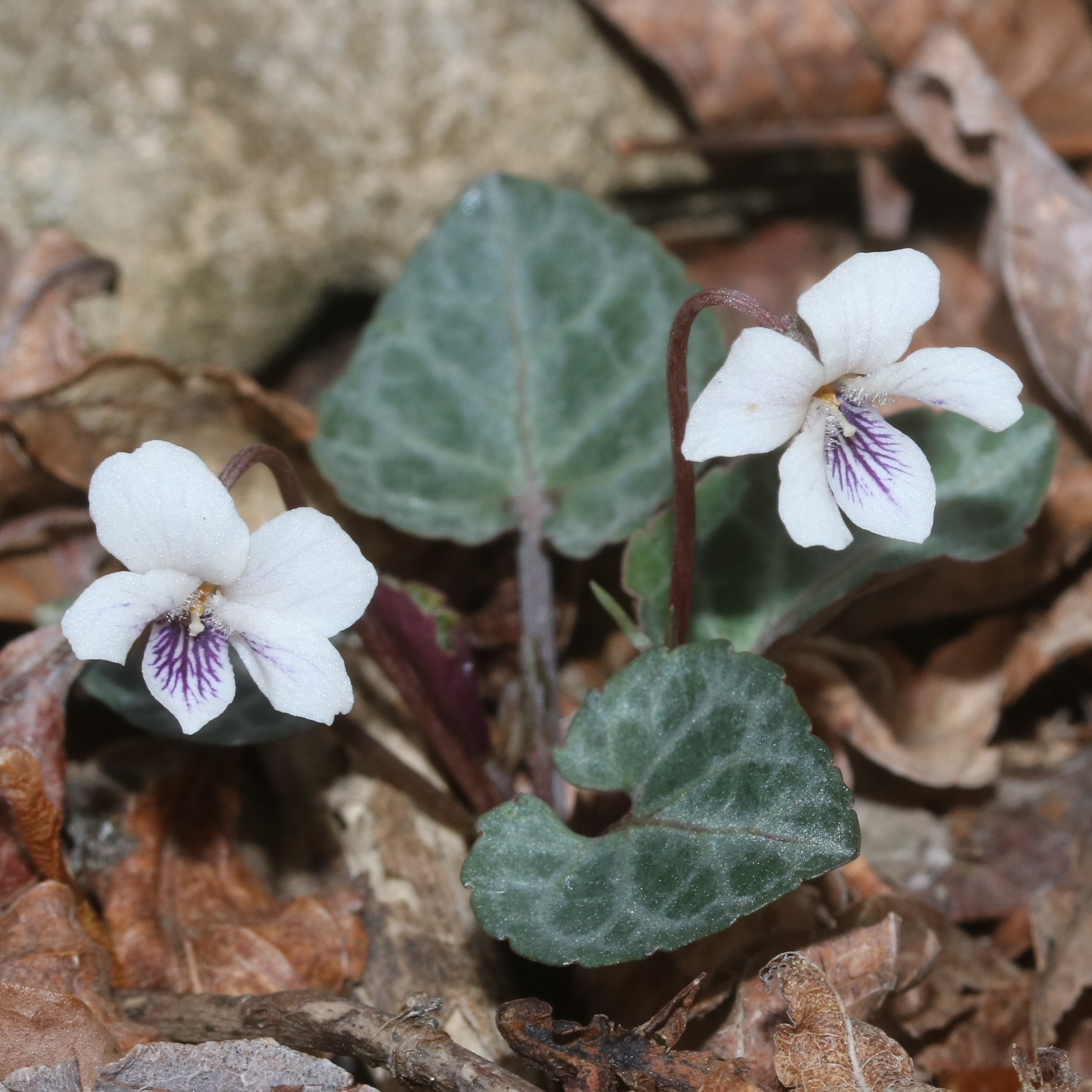
フモトスミレ

- V. sieboldii Maxim. ：フモトスミレ（麓菫[489]）[128][490][491]

(synonym: V. pumilio W.Becker )
V. sieboldii Maxim. f. variegata (Nagas. ex F.Maek.) F.Maek. et T.Hashim. ex T.Shimizu ：フイリフモトスミレ（斑入麓菫）
(synonym: V. pumilio W.Becker f. variegata Nagas. ex F.Maek.)
V. sieboldii Maxim. f. albiflora E.Hama ：シラユキフモトスミレ（白雪麓菫）
米倉浩司・梶田忠 (2003-) 「BG Plants 和名−学名インデックス」（YList） 2012年11月23日閲覧。には収録されていない。

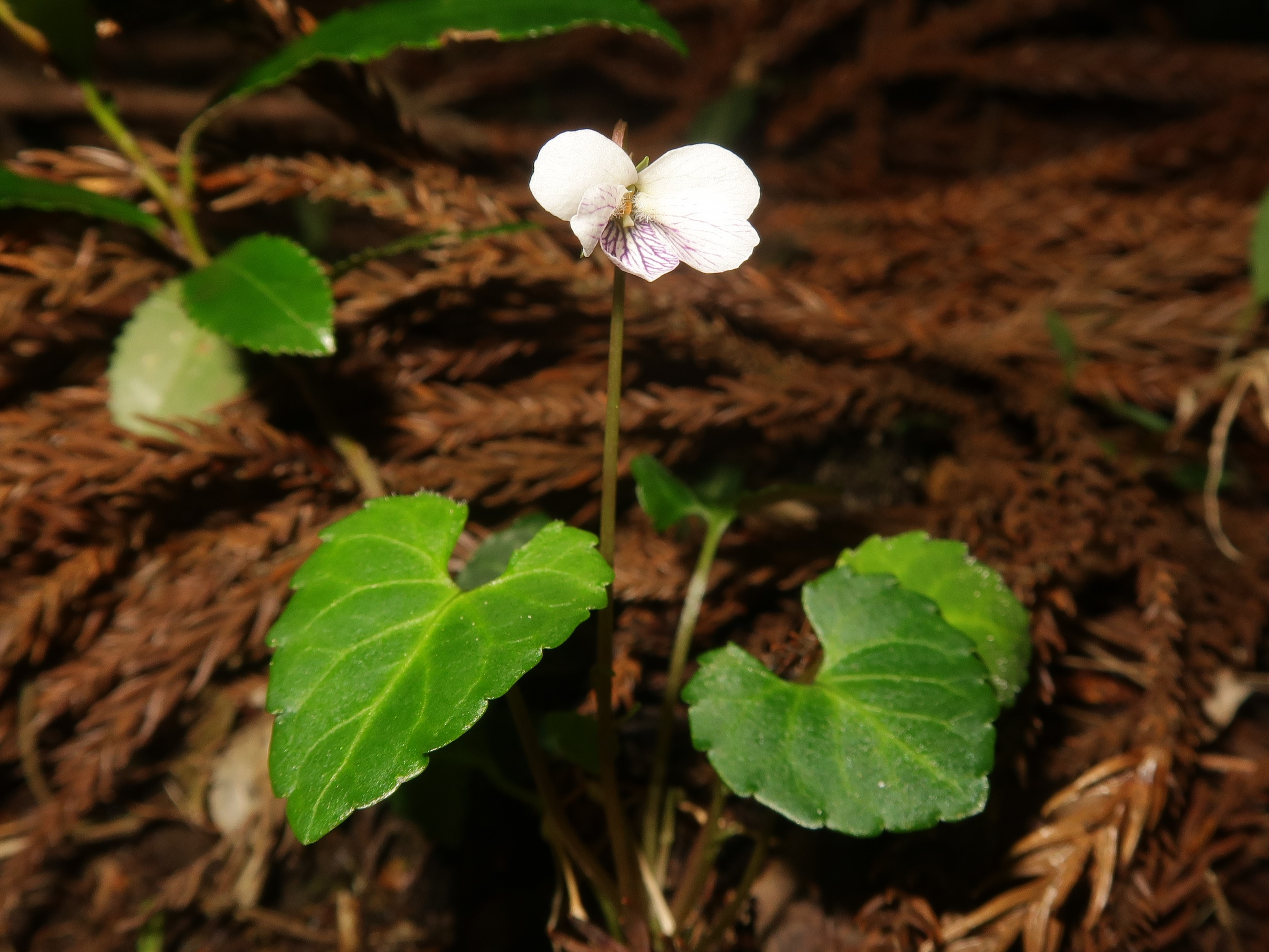
ヒメミヤマスミレ

- V. boissieuana Makino ：ヒメミヤマスミレ（姫深山菫[496]）[128][497]

(synonym: V. sieboldii Maxim. subsp. boissieuana (Makino) F.Maek. et T.Hashim. )
いがりまさし (2008)、pp.182, 283. ではヒメミヤマスミレを V. sieboldii Maxim. subsp. boissieuana (Makino) F.Maek. et T.Hashim. としている。
V. boissieuana Makino var. pseudoselkirkii (Nakai) Yahara ：ヤクシマミヤマスミレ（屋久島深山菫）
(synonym:
V. boissieuana Makino var. iwagawae sensu Ohwi 
V. pseudoselkirkii Nakai ,
V. sieboldii Maxim. subsp. boissieuana (Makino) F.Maek. et T.Hashim. var. pseudoselkirkii (Nakai) F.Maek. et T.Hashim. )
『日本の野生植物 草本II離弁花類』(1999)、p.248 ではヤクシマミヤマスミレを V. pseudoselkirkii Nakai としている。
いがりまさし (2008)、pp.183, 283. では V. sieboldii Maxim. subsp. boissieuana (Makino) F.Maek. et Hashim. var. pseudoselkirkii (Nakai) F.Maek. et Hashim. としている。
V. sieboldii Maxim. subsp. boissieuana (Makino) F.Maek. et Hashim. var. pseudo-selkirkii (Nakai) F.Maek. et Hashim. f. albovariegata Hama ：フイリヤクシマミヤマスミレ（斑入屋久島深山菫）
米倉浩司・梶田忠 (2003-) 「BG Plants 和名−学名インデックス」（YList） 2012年11月23日閲覧。には収録されていない。

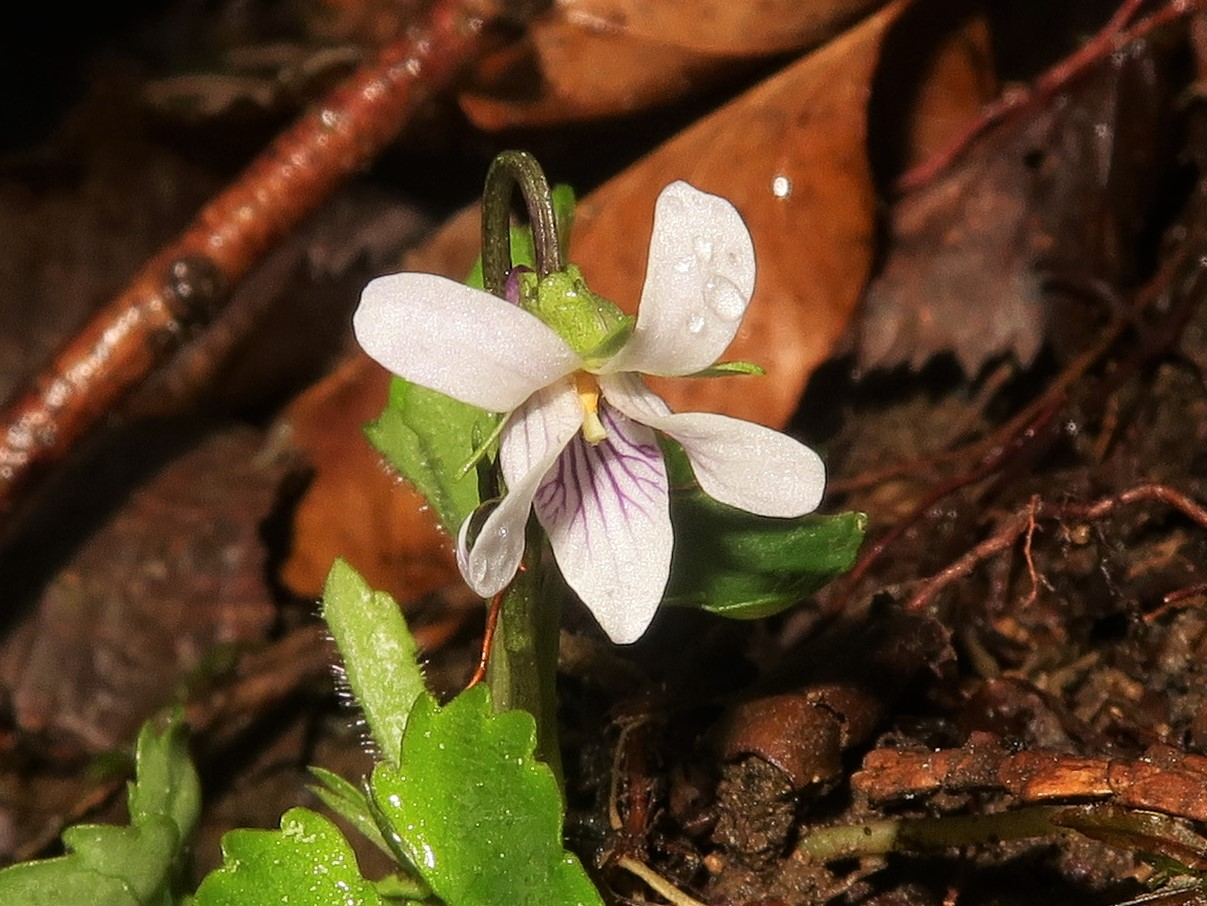
トウカイスミレ

- V. tokaiensis Sugim. ex N.Yamada et Igari ：トウカイスミレ（東海菫[505]）[506]

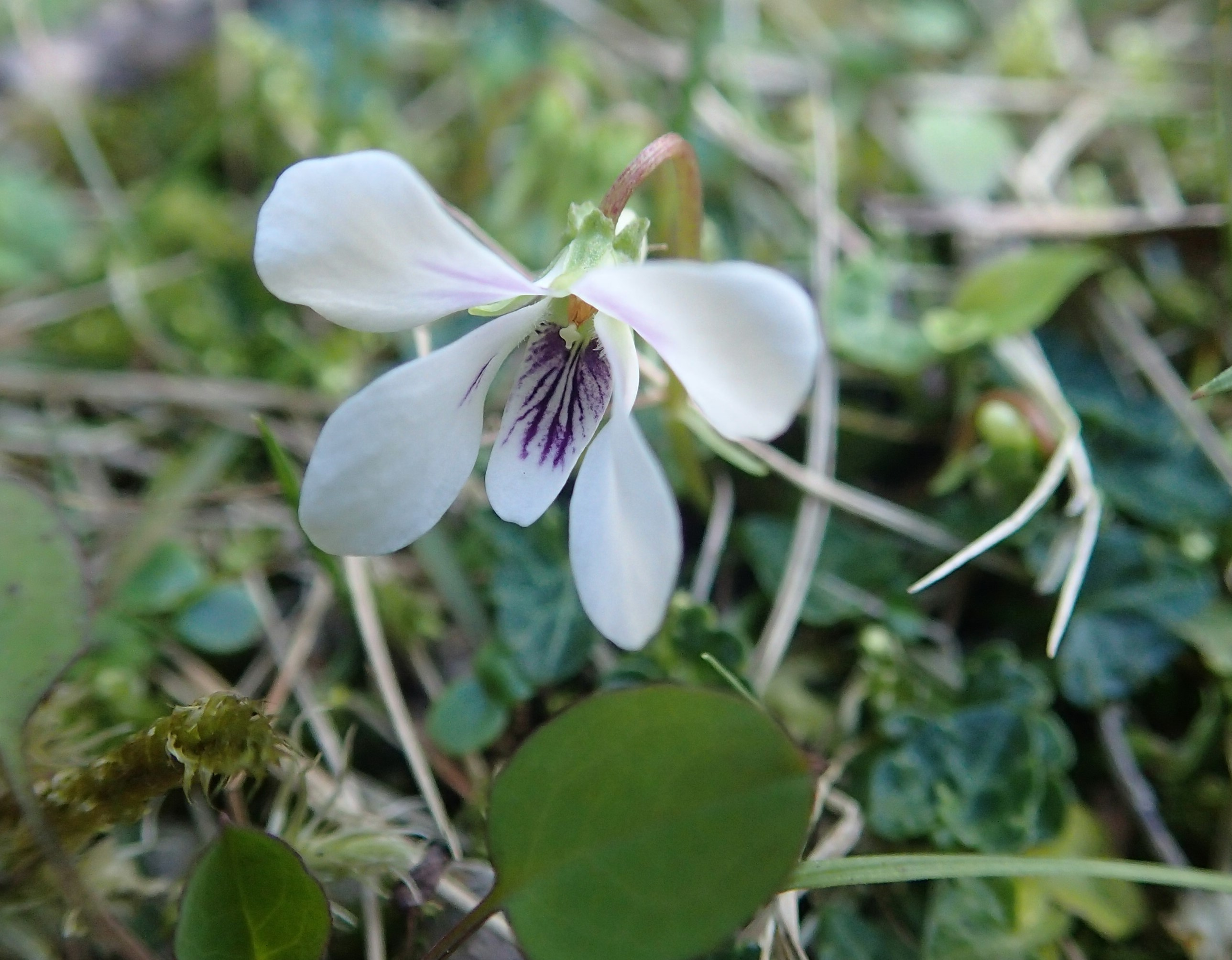
ヤクシマスミレ

- V. iwagawae Makino ：ヤクシマスミレ（屋久島菫[507]）[128][508][509]

（いがりまさし (2008)、p.188 及び『日本の野生植物 草本II離弁花類』(1999)、p.248 のいずれも V. iwagawai Makino と表記している。）
(synonym:
V. boissieuana Makino var. iwagawae (Makino) Ohwi ,
V. tashiroi Makino subsp. iwagawae (Makino) K.Nakaj. )

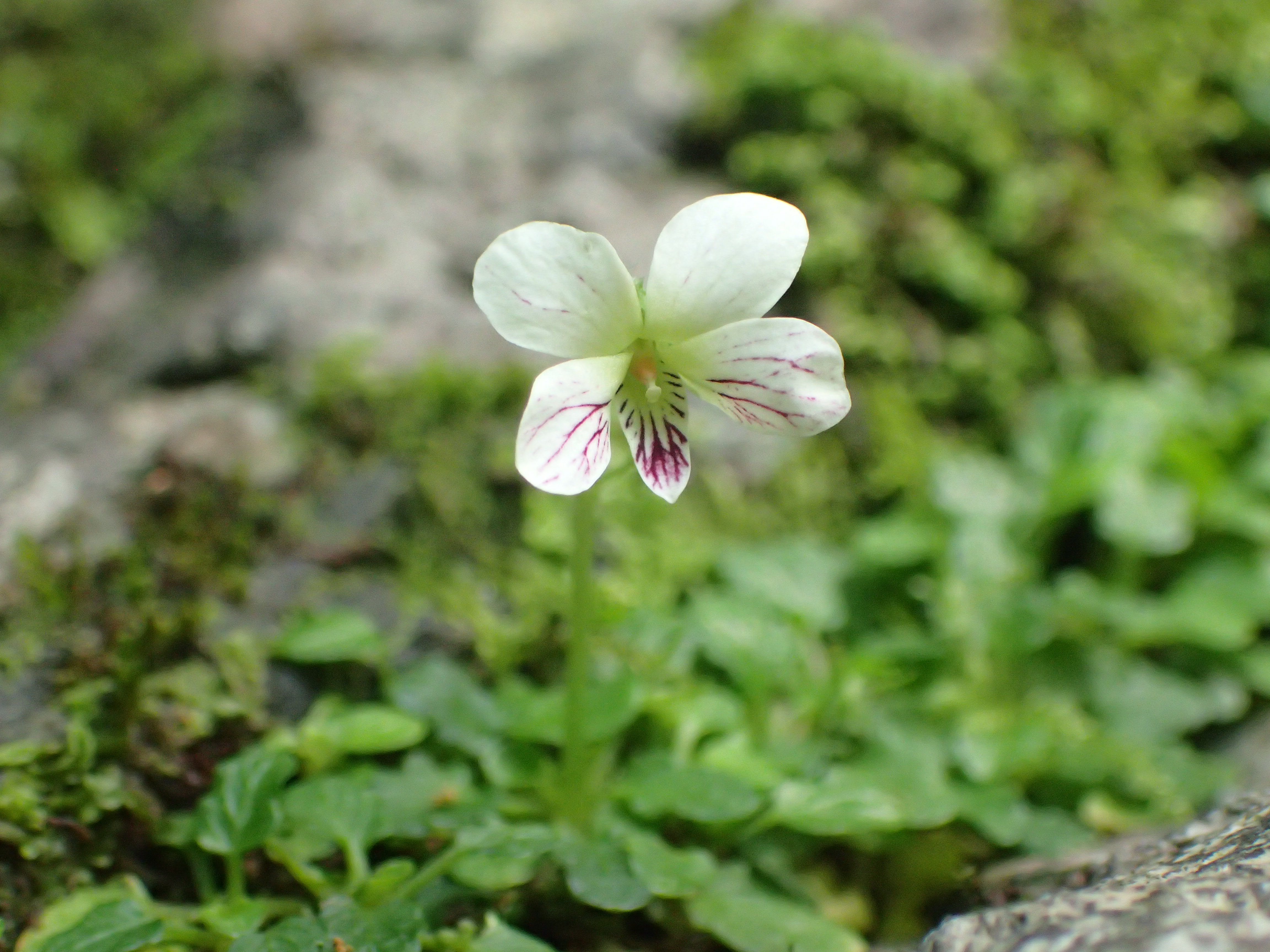
アマミスミレ

- V. amamiana Hatus. ：アマミスミレ（奄美菫[512]）[513][514]

系統的にツクシスミレの仲間とする見解が増えている
。環境省カテゴリーで絶滅危惧 IA類 (CR) となっている。
- V. tashiroi Makino ：ヤエヤマスミレ（八重山菫[518]）[128][519][520]

V. tashiroi Makino f. alboreticulata Nackej. ：フイリヤエヤマスミレ（斑入八重山菫）
V. tashiroi Makino f. takushii K.Nakaj. ：イリオモテスミレ（西表菫）
V. tashiroi Makino var. tairae K.Nakaj. ：イシガキスミレ（石垣菫）
環境省カテゴリーで絶滅危惧 IB類 (EN) となっている。

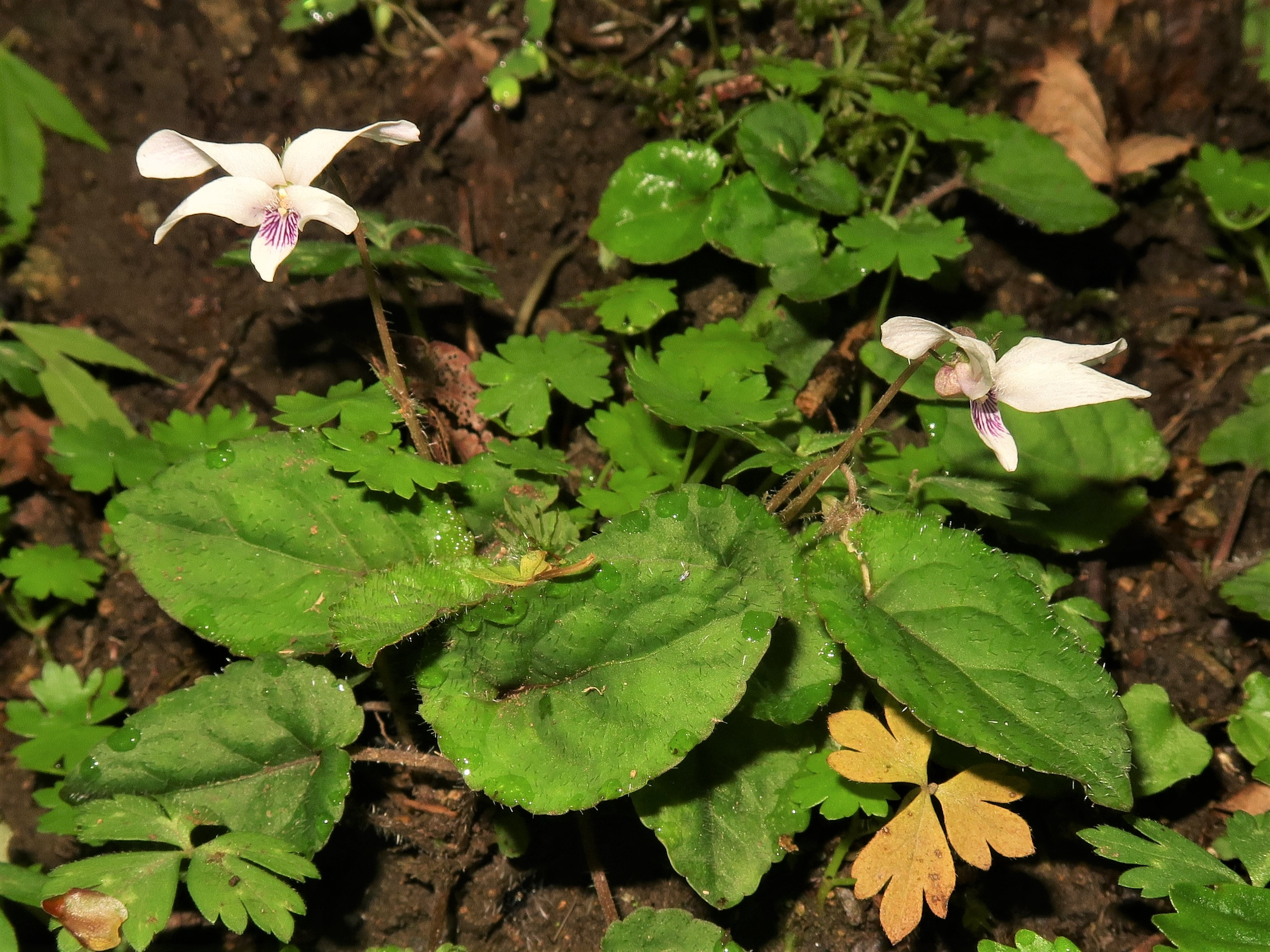
コミヤマスミレ

- V. maximowicziana Makino ：コミヤマスミレ（小深山菫[525]）[128][526][527]

V. maximowicziana Makino f. rubescens Makino ：アカコミヤマスミレ

### 暫定
以下は、「いがりまさし『増補改訂 日本のスミレ』（増補改訂第2版3刷）山と渓谷社〈山渓ハンディ図鑑6〉、2008年7月1日。ISBN 978-4-635-07006-5。」に記載がないため類別が確定できないことから、ここに記載した。
- Viola lactiflora Nakai ：シロコスミレ[529]

環境省カテゴリーで絶滅危惧 IA類 (CR) となっている。

## 交雑種
- Viola betonicifolia Sm. var. albescens (Nakai) F.Maek. et T.Hashim. x V. mandshurica W.Becker ：ハリマスミレ（アリアケスミレ×スミレ）[531]

- V. betonicifolia Sm. var. oblongosagittata (Nakai) F.Maek. et T.Hashim. x V. mandshurica W.Becker ：イチキスミレ（リュウキュウシロスミレ×スミレ）[532]

- V. bissetii Maxim. x V. rossii Hemsl. ：ナガバノアケボノスミレ（長葉の曙菫[533]）（ナガバノスミレサイシン×アケボノスミレ）[534][535]

(synonym:
V. rossii Hemsl. f. longifolia T.Hashim. et Seriz. ,
V. rossii Hemsl. var. longifolia (T.Hashim. et Seriz.) Okuyama )
- V. chaerophylloides var. sieboldiana (Maxim.) Makino x V. eizanensis Makino ：ヒラツカスミレ（平塚菫[538]）（ヒゴスミレ×エイザンスミレ）[539][540]

- V. chaerophylloides var. sieboldiana (Maxim.) Makino x V. phalacrocarpa Maxim. ：アソキクバスミレ（阿蘇菊葉菫[541]）（ヒゴスミレ×アカネスミレ）[542][543]

- V. chaerophylloides var. sieboldiana (Maxim.) Makino x V. tokubuchiana Makino var. takedana (Makino) F.Maek. ：キクバヒナスミレ（ヒゴスミレ×ヒナスミレ）[544]

- V. diffusa Ging. x V. verecunda A.Gray ：サツマスミレ（ツクシスミレ×ツボスミレ）[545]

- V. eizanensis Makino x V. keiskei Miq. ：ワカミヤスミレ（エイザンスミレ×マルバスミレ）[546]

- V. eizanensis Makino x V. phalacrocarpa Maxim. ：フギレアカネスミレ（エイザンスミレ×アカネスミレ）[547]

- V. eizanensis Makino x V. selkirkii Pursh ex Goldie ：フギレミヤマスミレ（エイザンスミレ×ミヤマスミレ）[548]

(synonym: V. selkirkii Pursh ex Goldie f. laciniata (Nakai) F.Maek. )
- V. eizanensis Makino x V. yedoensis Makino ：キレバノジスミレ（エイザンスミレ×ノジスミレ）[550]

- V. faurieana W.Becker x V. grypoceras A.Gray ：ヌノベタチツボスミレ（布部立坪菫[551]）（テリハタチツボスミレ×タチツボスミレ）[552][553]

- V. faurieana W.Becker x V. rostrata Pursh ：テリハナガハシスミレ（テリハタチツボスミレ×ナガハシスミレ）[554]

- V. grayi Franch. et Sav. x V. grypoceras A.Gray ：エチゴタチツボスミレ（イソスミレ×タチツボスミレ）[555]

- V. grypoceras A.Gray x V. kusanoana Makino ：ムラカミタチツボスミレ（村上立坪菫[556]）（タチツボスミレ×オオタチツボスミレ）[557][558]

- V. hirtipes S.Moore x V. mandshurica W.Becker ：アルガスミレ（有賀菫[559]）（サクラスミレ×スミレ）[560][561]

- V. hirtipes S.Moore x V. sieboldii Maxim. ：ヤシュウスミレ（サクラスミレ×フモトスミレ）[562]

- V. japonica Langsd. ex DC. x V. variegata Fisch. ex DC. var. nipponica Makino ：キタザワスミレ（コスミレ×ゲンジスミレ）[563]

- V. keiskei Miq. x V. violacea Makino var. makinoi (H.Boissieu) Hiyama ex F.Maek. ：オノスミレ（マルバスミレ×マキノスミレ）[564]

- V. kusanoana Makino x V. rostrata Pursh ：イワフネタチツボスミレ（岩船立坪菫[556]）（オオタチツボスミレ×ナガハシスミレ）[557][565]

- V. mandshurica W.Becker x V. patrinii DC. ：キリガミネスミレ（霧ヶ峰菫[566]）（スミレ×シロスミレ）[567][568]

- V. mandshurica W.Becker x V. violacea Makino var. makinoi (H.Boissieu) Hiyama ex F.Maek. ：ナギソスミレ（スミレ×マキノスミレ）[569]

- V. mandshurica W.Becker x V. violacea Makino var. violacea ：ホウフスミレ（防府菫[559]）（スミレ×シハイスミレ）[560][570]

- V. phalacrocarpa Maxim. f. glaberrima (W.Becker) F. Maek. x V. yedoensis Makino ：カミヤマスミレ（オカスミレ×ノジスミレ）[571]

- V. phalacrocarpa Maxim. x V. variegata Fisch. ex Ging. var. nipponica Makino ：カクマスミレ（アカネスミレ×ゲンジスミレ）[572]

- V. shikokiana Makino x V. vaginata Maxim. ：ジャクチスミレ（シコクスミレ×スミレサイシン（サンインスミレサイシン））[573]

- V. tokubuchiana Makino f. concolor E.Hama x V. yezoensis Maxim. ：オグラスミレ（ミドリフジスミレ×ヒカゲスミレ）[574]

- V. tokubuchiana Makino var. takedana (Makino) F.Maek. x V. yezoensis Maxim. ：オサカスミレ（ヒナスミレ×ヒカゲスミレ）[575]

- V. tokubuchiana Makino var. takedana (Makino) F.Maek. f. variegata (Nakai) F.Maek. x V. yezoensis Maxim. ：フイリオサカスミレ（フイリヒナスミレ×ヒカゲスミレ）[576]

- V. tokubuchiana Makino x V. yezoensis Maxim. ：フイリオグラスミレ（フジスミレ×ヒカゲスミレ）[577]

- V. variegata Fisch. ex DC. var. nipponica (Makino) F.Maek. x V. yedoensis Makino ：フクザワスミレ（ゲンジスミレ×ノジスミレ）[578]

- V. x akirae Shimazu ex T.Hashim. ：スワタチツボスミレ（諏訪立坪菫[579]）（エゾノタチツボスミレ×タチツボスミレ）[580][581]

- V. x chinoi F.Maek. ex T.Hashim. ：スワキクバスミレ（ヒゴスミレ×ヒカゲスミレ）[582]

- V. x doii Taken. ：フイリバスミレ（スミレ×フイリフモトスミレ）[583]

- V. x doii Taken. nothof. kisokomana E.Hama et Nackej. ：コマガタケスミレ（スミレ×フモトスミレ）[584]

- V. x eizasieboldii Sugim. ex T.Shimizu ：スルガキクバスミレ（エイザンスミレ×フモトスミレ）[585]

- V. x fujisanensis S.Watan. ：フジミヤマスミレ（エイザンスミレ×シコクスミレ）[586]

- V. x greatrexii Nakai et F.Maek. ：ウンゼンスミレ（アカネスミレ×シハイスミレ（フイリシハイスミレ）[587]

- V. x hiyamae F.Maek. ：ヘイリンジスミレ（平林寺菫[588]）（ヒメスミレ×スミレ）[589][590]

- V. x ibukiana Makino ：ヒメキクバスミレ（エイザンスミレ×ヒナスミレ）[591]

- V.' x inconcinna F.Maek. et T.Hashim., nom. nud. ：キンボウスミレ（アオイスミレ×ナガハシスミレ）[592]

- V. x inouei F.Maek. et T.Hashim., nom. nud. ：ウスゲスミレ（ニオイタチツボスミレ×ナガバタチツボスミレ）[593]

- V. x kisoana Nakai ：キソスミレ（スミレ×ゲンジスミレ）[594]

- V. x kurokawae H.Hara ex F.Maek. et T.Hashim., nom. nud. ：タナオスミレ（ヒゴスミレ×フモトスミレ）[595]

- V. x luxuriosa F.Maek. et T.Hashim., nom. nud. ：デワタチツボスミレ（出羽立坪菫[596]）（テリハタチツボスミレ×オオタチツボスミレ）[597][598]

- V. x martinii F.Maek. ：アスマスミレ（スミレ×アカネスミレ）[599]

- V. x miyajiana Koidz. ：スワスミレ（諏訪菫[600]）（エイザンスミレ×ヒカゲスミレ）[601][602]

- V. x obtusoacuminata T.Hashim. ex T.Shimizu ：ニオイエゾノタチツボスミレ（別名アカバナエゾタチツボ）（エゾノタチツボスミレ×ニオイタチツボスミレ）[603]

- V. x obtusogrypoceras Makino ：マルバタチツボスミレ（丸葉立坪菫[604]）（タチツボスミレ×ニオイタチツボスミレ）[605][606]

いがりまさし (2008)、pp.200, 284. では V. x obtuso-grypoceras Makino と表記している。
- V. x obtusogrypoceras Makino nothovar. minor F.Maek. et T.Hashim., nom. nud. ：トノウエスミレ（コタチツボスミレ×ニオイタチツボシミレ）[607]

- V. x ogawae Nakai ：カツラギスミレ（葛城菫[541]）（ヒゴスミレ×シハイスミレ）[542][608]

いがりまさし (2008)、pp.208, 284. では V. x ogawai Nakai と表記している。
- V. x ogawae Nakai nothof. variegata E.Hama ex T.Shimizu ：フイリカツラギスミレ（ヒゴスミレ×フイリシハイスミレ）[609]

- V. x okuharae F.Maek. ex T.Shimizu ：オクハラスミレ（サクラスミレ×マキノスミレ）[610]

- V. x pauperiflora F.Maek. et T.Hashim., nom. nud. ：フモトヒメスミレ（ヒメスミレ×フモトスミレ）[611]

- V. x pseudomakinoi M.Mizush. ex T.Shimizu ：ミツモリスミレ（フイリフモトスミレ×マキノスミレ）[612][613]

- V. x savatieri Makino ：オクタマスミレ（奥多摩菫[600]：別名キザミバスミレ、キクバスミレ）（エイザンスミレ×ヒナスミレ）[601][614]

(synonym: V. x polysecta Nakai )
- V. x savatieri Makino nothof. variegata E.Hama ex T.Shimizu ：フイリオクタマスミレ（エイザンスミレ×フイリヒナスミレ）[616]

- V. x suzukii Hort. ex F.Maek. et T.Hashim., nom. nud. ：スズキスミレ（ヒメスミレ？ ×ゲンジスミレ）[617]

- V. x taradakensis Nakai ：フギレシハイスミレ（別名タラダケスミレ）（エイザンスミレ×シハイスミレ）[618]

- V. x taradakensis Nakai nothof. variegata E.Hama ex T.Shimizu ：フイリフギレシハイスミレ（エイザンスミレ×フイリシハイスミレ）[619]

- V. x taradakensis Nakai nothovar. eizalacea F.Maek. et T.Hashim. ex T.Shimizu ：カワギシスミレ（エイザンスミレ×マキノスミレ）[620]

- V. x tokyoensis F.Maek. et T.Hashim. ：エドスミレ（エイザンスミレ×スミレ）[621]

- V. x yamizoensis Mas.Suzuki ：ヤミゾスミレ（サクラスミレ×マキノスミレ）[622]

- V. yachigii Hort. ex F.Maek. et T.Hashim., nom. nud. ：マツモトスミレ（ヒゴスミレ×スミレ）[623]

## 不明確な種
- ヒュウガスミレ（日向菫）正式に発表された分類群ではないため、学名はない[624]。

いがりまさし (2008)、p.195 では V. maximowicziana （コミヤマスミレ）の一型と推測している。
- 山陰型タチツボスミレ

V. grypoceras var. exilis （コタチツボスミレ）は、南九州に分布する一群と北九州から北陸地方を中心に四国及び東北地方に分布する一群が異なる特徴を持っていることを「いがりまさし」により指摘されている。さらに、ライデン大学に所蔵されている同種のタイプ標本を調べた「いがりまさし」はこれが南九州に分布する一群と一致し、北陸地方を中心に分布するものとは異なるもので、後者を新変種とすべきものとして山陰型タチツボスミレと仮称している。
- ハグロシハイスミレ V. violacea Makino var. violacea （シハイスミレ）の葉の表面が黒紫色から暗紫紅色となっているもの[476]。

## 最近の分類
スミレ属の包括的な分類は、1925年に当時知られていた400種が形態に基づいて17節（節は属と種の間の分類階級）に整理された。最近の日本の図鑑などでもそれに沿った記述がなされてきた。近年、分子系統解析が行われるようになり、2022年には約100年ぶりに属全体の系統関係が見直され、664種が2亜属31節20亜節に分類された。この分類に従えば日本産は4節57種となる。内訳はキスミレ節6種、オオバタチツボスミレ節1種、Plagiostigma節（5亜節：ニョイスミレ亜節2種、ツクシスミレ亜節2種、Formosanae 亜節1種、ミヤマスミレ亜節22種、スミレサイシン亜節8種）35種、アオイスミレ節（タチツボスミレ亜節12種、アオイスミレ亜節3種）15種とされた。
上記の従来の分類との違いとして以下の点があげられる（1）キバナノコマノツメとシレトコスミレはキスミレ節に含められた。（2）Plagiostigma節は従来独立した節とされていたニョイスミレ類、ミヤマスミレ類、ツクシスミレ類、スミレサイシン類を亜節として含む大きな節とされ、ウスバスミレ類はスミレサイシン亜節に含められた。（3）アオイスミレ類とタチツボスミレ類とは統合されてそれぞれ亜節とされた。イブキスミレ類はタチツボスミレ亜節に含められた。（4）ウラジロスミレ節は多系統群として解体された。日本産では沖縄島のオキナワスミレ、オリヅルスミレの2種がウラジロスミレ節とされていたが、オキナワスミレはアオイスミレ節のタチツボスミレ亜節とされた。一方オリヅルスミレはPlagiostigma節に移されて台湾のV. formosanaeとともに2種だけで亜節Formosanaeを構成するとされた。（5）アマミスミレはミヤマスミレ類に含められていたが、ツクシスミレ亜節に移された。
ミヤマスミレ亜節はPlagiostigma節の中では北東アジアに分布の中心があるグループで、日本産のスミレの半数近くが属する。ついでアオイスミレ節のタチツボスミレ亜節が12種と多く、この傾向は従来の分類と変わらない。ツクシスミレ亜節はミヤマスミレ亜節とは姉妹群関係にあるが、分布の中心は中国南部から東南アジアであり、仮にツクシスミレが外来種としたら、アマミスミレがこのグループの自然分布の東限となる。